# Baden-Württemberg
Baden-Württemberg [ˌbaːdn̩ˈvʏrtəmbɛrk] ⓘ (Abkürzung BW; amtlich Land Baden-Württemberg) ist ein Land im Südwesten von Deutschland. Gemäß seiner Verfassung hat es die Staatsform einer parlamentarischen Republik und ist ein teilsouveräner Gliedstaat der Bundesrepublik Deutschland. Das Land entstand 1952 durch den Zusammenschluss der nach dem Zweiten Weltkrieg gebildeten Länder Württemberg-Baden, (Süd-)Baden und Württemberg-Hohenzollern. Somit steht es in der Tradition der alten Länder Baden und Württemberg sowie der Hohenzollernschen Lande. Baden-Württemberg ist naturräumlich geprägt von seinen Anteilen an der Oberrheinischen Tiefebene und Mittelgebirgen wie dem Schwarzwald, dem Südwestdeutschen Schichtstufenland mit der Schwäbischen Alb und dem Alpenvorland nördlich des Bodensees. Sowohl nach Einwohnerzahl als auch bezüglich der Fläche steht Baden-Württemberg an dritter Stelle der deutschen Länder. Bevölkerungsreichste Stadt Baden-Württembergs ist die Landeshauptstadt Stuttgart, gefolgt von Mannheim und Karlsruhe. Weitere Großstädte sind Freiburg im Breisgau, Heidelberg, Ulm, Heilbronn, Pforzheim und Reutlingen.
Baden-Württemberg ist das deutsche Land mit den höchsten Exporten (2023), der zweitniedrigsten Arbeitslosenquote (Juli 2024), dem vierthöchsten Bruttoinlandsprodukt (BIP) pro Kopf (2024) sowie den meisten angemeldeten Patenten pro Kopf (2023) und den absolut und relativ höchsten Forschungs- und Entwicklungsausgaben (2021). Die durchschnittliche Lebenserwartung lag im Zeitraum 2018/20 bei 79,9 Jahren für Männer und bei 84,2 Jahren für Frauen, womit beide unter den deutschen Bundesländern jeweils den ersten Rang belegen.

## Geographie

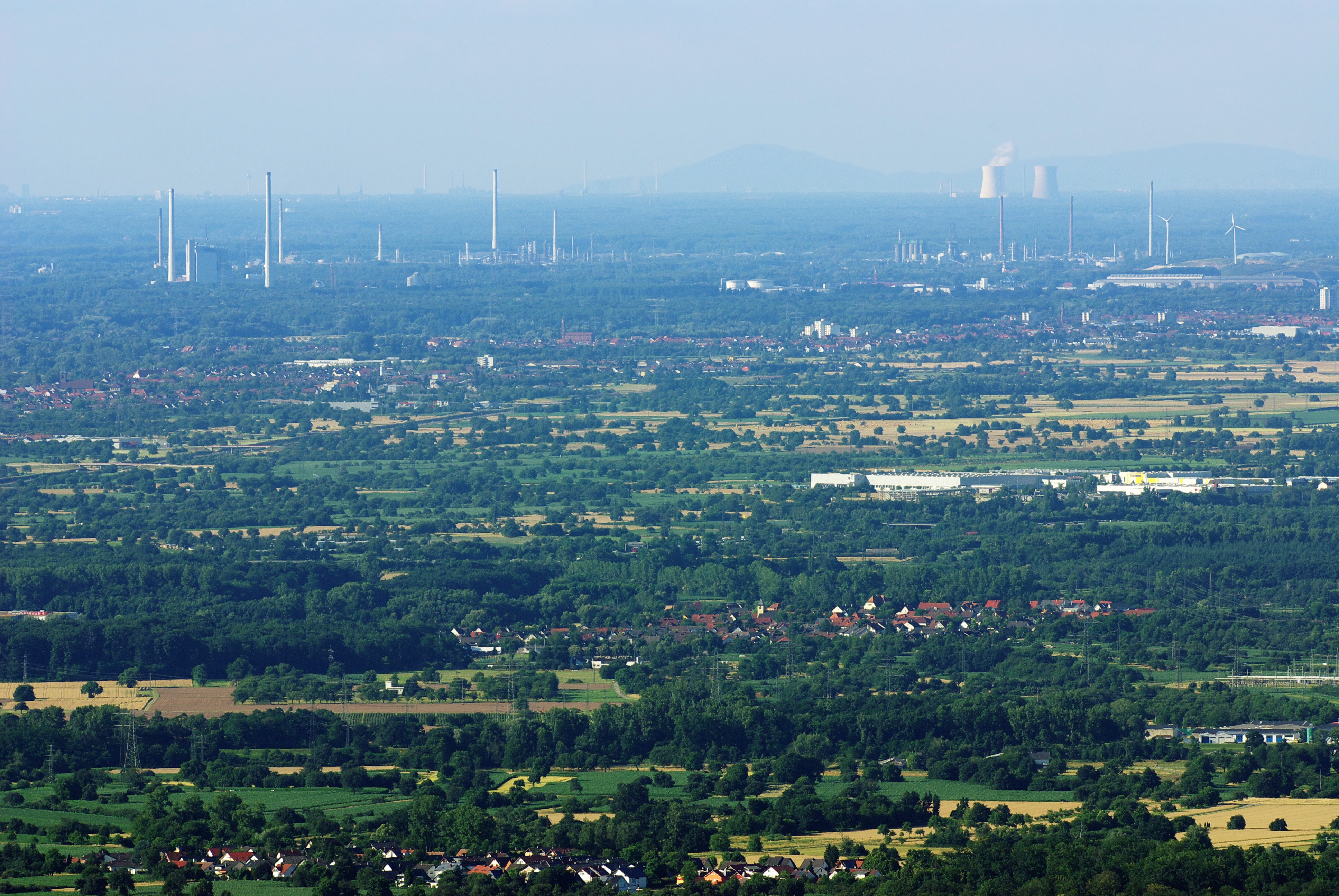
Blick vom Nordschwarzwald längs der Oberrheinischen Tiefebene nach Norden zum Odenwald

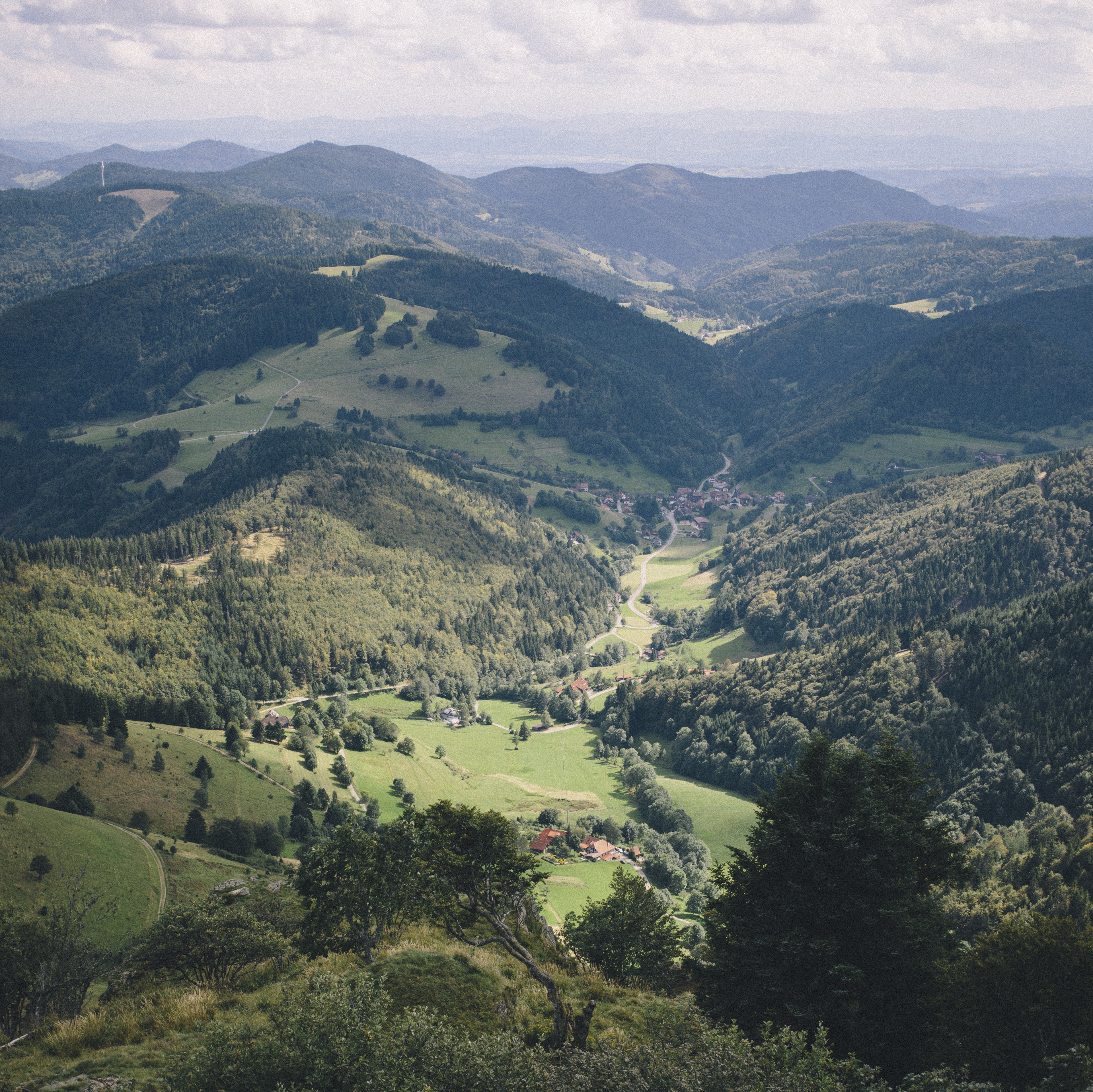
Das Kleine Wiesental im Schwarzwald vom Belchen gesehen

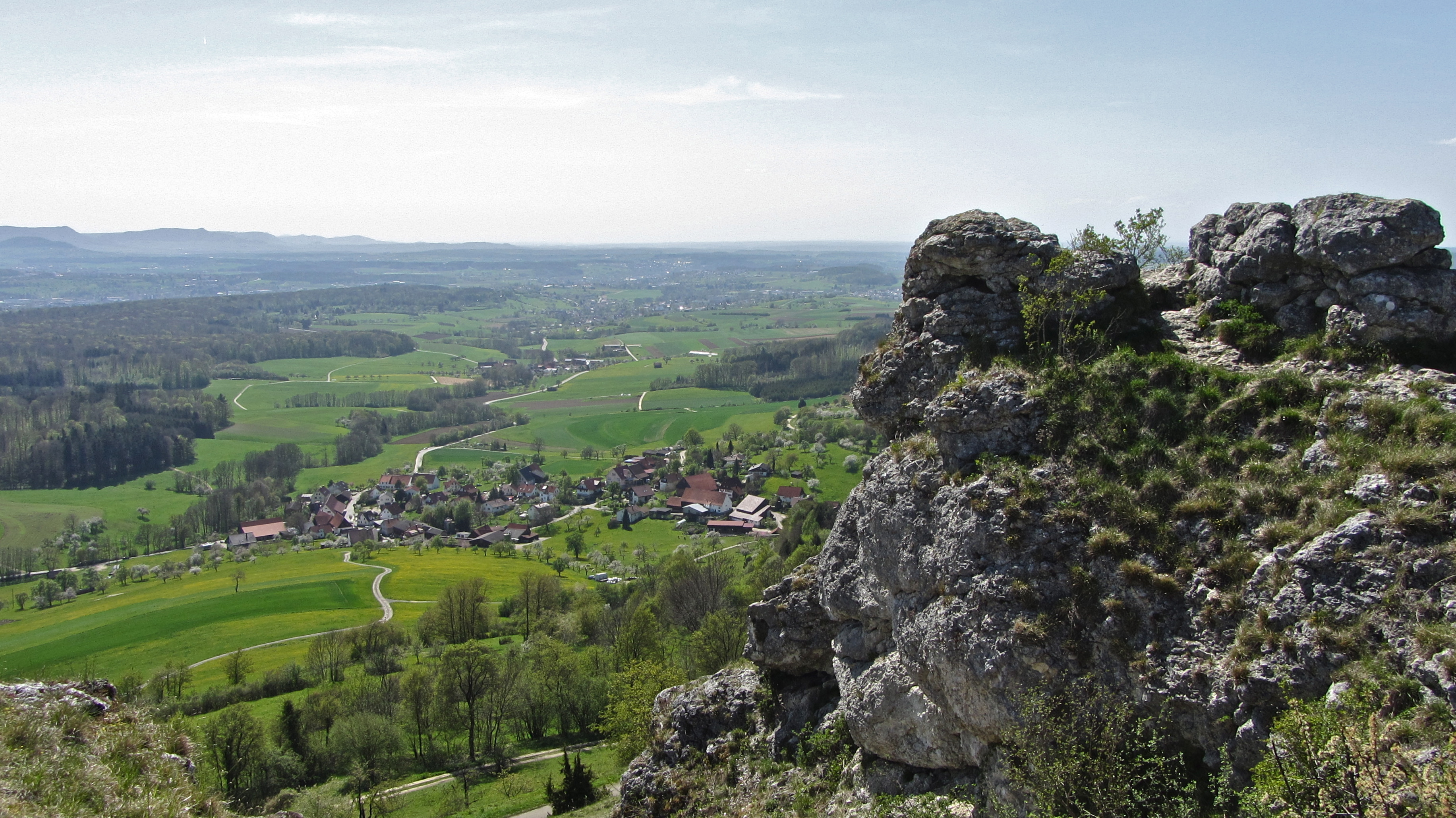
Kalkstein-Felsen am Hohenstaufen, Schwäbische Alb

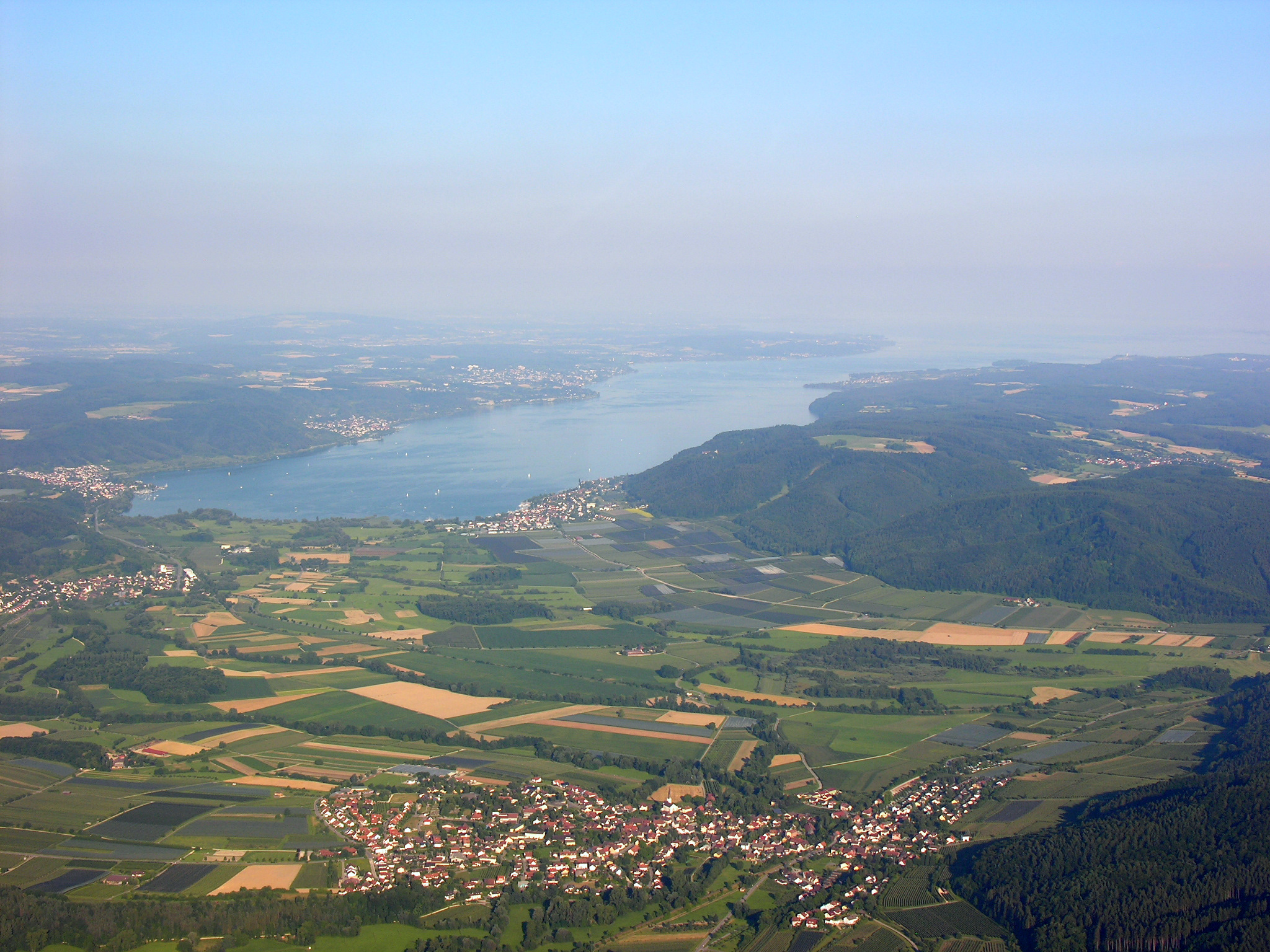
Voralpine Landschaft am Bodensee

Im Süden grenzt Baden-Württemberg mit dem Klettgau und dem Hotzenwald an den Hochrhein, im Hegau und Linzgau an den Bodensee und im Westen mit dem Breisgau und dem Markgräflerland an den Oberrhein. Im Norden zieht sich die Landesgrenze über Odenwald und Tauberland, im Osten über Frankenhöhe und Ries, entlang von Donau und Iller sowie durch das westliche Allgäu.
Benachbarte deutsche Länder sind im Osten und Nordosten Bayern, im Norden Hessen und im Nordwesten Rheinland-Pfalz. Im Westen grenzt Baden-Württemberg an die elsässischen Départements Bas-Rhin und Haut-Rhin in der französischen Region Grand Est. Die Schweizer Grenze im Süden wird von den Kantonen Basel-Stadt, Basel-Landschaft, Aargau, Zürich, Schaffhausen und Thurgau gebildet. Der Kanton St. Gallen ist nur über den Bodensee verbunden. Über den Bodensee ist Baden-Württemberg außerdem mit dem österreichischen Bundesland Vorarlberg verbunden. Mit diesem teilt es – weil dort ebenfalls alemannischer Dialekt gesprochen wird – den manchmal umgangssprachlich verwendeten Beinamen Ländle respektive alemannisch Ländli.
Der geographische Mittelpunkt Baden-Württembergs bei 48° 32′ 15,9″ N, 9° 2′ 28,21″ O wird von einem Denkmal in einem Waldstück auf der Gemarkung von Tübingen markiert. Es handelt sich dabei um den Schwerpunkt der Landesfläche.
Im Gegensatz dazu wurde die Mitte von Baden-Württemberg aus den Extremwerten (nördlichster, südlichster, östlichster und westlichster Landpunkt) ermittelt. Das Mittel aus der geographischen Breite des nördlichsten und südlichsten Punktes und das Mittel aus der geographischen Länge des östlichsten und westlichsten Punktes im Bezugssystem WGS84 errechnet sich zu 48° 39′ 43″ N, 9° 0′ 14″ O. Diese vier Extremkoordinaten Baden-Württembergs sind: im Norden 49° 47′ 28,67″ N, 9° 38′ 55,59″ O in der Stadt Wertheim, im Süden 47° 31′ 57″ N, 7° 41′ 32″ O in der Gemeinde Grenzach-Wyhlen, im Westen 47° 41′ 52″ N, 7° 30′ 42″ O in der Gemeinde Efringen-Kirchen und im Osten 48° 41′ 18″ N, 10° 29′ 45″ O in der Gemeinde Dischingen. Das umschließende Rechteck Baden-Württembergs, dessen Seiten parallel zu den Längen- bzw. Breitengraden ausgerichtet sind, hat die Kantenlängen 251 km (Nord-Süd-Richtung), 214 km (nördliche Ost-West-Seite) und 224 km (südliche Ost-West-Seite). Die Mitte von Baden-Württemberg befindet sich 14,3 km nördlich vom Tübinger Schwerpunkt in Böblingen in einem kleinen Waldstück, dem Hörnleswald, an der Tübinger Straße von Böblingen nach Holzgerlingen und ist mit einem Steinpfeiler markiert.
Die höchste Erhebung des Landes ist der Feldberg im Schwarzwald mit 1493 m ü. NHN. Der tiefste Punkt liegt im Mannheimer Naturschutzgebiet Ballauf-Wilhelmswörth am Rheinufer und an der Grenze zu Hessen auf 87 m ü. NHN.

### Naturräumliche Gliederung und Geologie
Innerhalb Baden-Württembergs werden nach geologischen und geomorphologischen Kriterien fünf Großräume unterschieden:
- Die Oberrheinische Tiefebene ist ein mit Sedimenten gefüllter Grabenbruch. Dazu zählt auch die Vorbergzone zwischen der Ebene und dem Schwarzwald. In der Tiefebene finden sich diverse Salzlagerstätten, Heilquellen und einige heute erloschene Vulkane wie z. B. der Kaiserstuhl.
- Die Randgebirge Schwarzwald und Odenwald bestehen aus Granit, Gneis und Buntsandstein. Ihre Nord-Süd-Ausrichtung macht sie zu Regenfängern, deren westliche Gewässer viel Wasser führen und sich vergleichsweise tief eingeschnitten haben. Der im Südschwarzwald gelegene Feldberg ist mit 1493 m ü. NHN der höchste Berg in den deutschen Mittelgebirgen.
- Das südwestdeutsche Schichtstufenland besteht aus weiten, hügeligen Landterrassen, die durch mehrere Gesteinsstufen voneinander abgegrenzt sind. Sie bestehen nach Südosten hin aus immer jüngeren Gesteinsschichten, wobei wechselweise harte und weiche Schichten übereinandergelagert sind. Teilräume sind die Neckar- und Tauber-Gäuplatten (Baar, das Obere Gäu, Stromberg, Kraichgau, Hohenloher Ebene), das Keuperbergland (Kleiner Heuberg, Rammert, Schönbuch, Glemswald, Strom- und Heuchelberg, Schurwald, Schwäbisch-Fränkische Waldberge) und das Albvorland. Zum Südwestdeutschen Schichtstufenland zählen auch der Randen und seine Ausläufer im Klettgau.
- Die Schwäbische Alb ist als geschlossenes Mittelgebirge ein gewässerarmes Karstgebiet. Sie ist von typischen Karstformen (z. B. Dolinen) und zahlreichen kleinen vulkanischen Formen durchzogen. Am östlichen Rand liegt der Meteoritenkrater von Nördlingen (Nördlinger Ries).
- Das Alpenvorland, zu dem Oberschwaben und das württembergische Allgäu gehören, ist ein flachwelliges Hügelland, in dem der Bodensee und einstige vulkanische Berge im Hegau liegen. Die starke Prägung durch eiszeitliche Vorgänge zeigt sich in zahlreichen typischen Landschaftsformen wie Moränen, Seen und Mooren.

### Klima
Baden-Württemberg liegt in einem Übergangsgebiet zwischen Seeklima im Westen und Kontinentalklima im Osten. Das bewirkt, dass abwechselnd ozeanische und kontinentale Klimaeinflüsse wirksam werden. Aufgrund der vorherrschenden Westwinde überwiegen die ozeanischen Klimaeinflüsse, wobei diese in den östlichen Landesteilen abnehmen. Die Vielgestaltigkeit der Oberflächenformen, also das Nebeneinander hoher Bergländer und abgeschirmter Beckenräume, führt zu deutlichen klimatischen Unterschieden schon auf kurzen Entfernungen.

#### Temperaturen
Durch die südliche Lage ist Baden-Württemberg gegenüber anderen Ländern hinsichtlich der Temperaturen begünstigt. Das Oberrheinische Tiefland weist Jahresmitteltemperaturen von 10 °C auf und gehört damit zu den wärmsten Gebieten Deutschlands. Klimatisch begünstigt sind auch der Kraichgau, das Neckartal nördlich von Stuttgart, das Bodenseegebiet, das Hochrheingebiet und das Taubertal. Mit der Höhe sinkt die Durchschnittstemperatur, und der Südschwarzwald ist mit durchschnittlich 4 °C eines der kältesten Gebiete Deutschlands. Eine Ausnahme von dieser Regel ist die im Winter vorkommende Inversionswetterlage, bei der höhere Lagen wärmer sind als tiefer gelegene, weil bei windstillem Hochdruckwetter die von den Höhen abfließende Kaltluft sich in Beckenräumen sammelt. Extreme Kältewerte lassen sich deshalb auf der Baar beobachten. Hier kann es im Winter zu Temperaturen von unter −30 °C kommen.

#### Niederschlag
Die mit dem Westwind herantransportierten Luftmassen stauen sich vor allem an Schwarzwald und Odenwald, daneben auch an der Schwäbischen Alb, den höheren Lagen der Keuperwaldberge und den Voralpen. Deshalb fällt auf der Luvseite reichlich Niederschlag (über 1000 mm pro Jahr, im Südschwarzwald stellenweise über 2000 mm). Auf der Leeseite im Regenschatten fällt wesentlich weniger Niederschlag. Hier gibt es ausgeprägte Trockengebiete: Im nördlichen Oberrheinischen Tiefland, der Freiburger Bucht (Leeseite der Vogesen) und dem Taubergrund fallen etwa 600 mm, im mittleren Neckarraum und der Donauniederung bei Ulm etwa 700 mm pro Jahr.

#### Folgen der globalen Erwärmung
Im Auftrag der baden-württembergischen Landesregierung wurden seit Ende der 1990er Jahre mehrere Studien zu den regionalen Folgen der globalen Erwärmung durchgeführt. Laut einer Zusammenfassung dieser Ergebnisse aus dem Jahr 2012 stieg die Jahresdurchschnittstemperatur in Baden-Württemberg im Zeitraum 1906 bis 2005 um 1,0 °C an (weltweit 0,7 °C), von durchschnittlich 8 °C auf 9 °C. Der größte Anstieg erfolgte dabei in den letzten 30 Jahren. Die Anzahl der Höchstniederschläge im Winter und die Zahl der Hochwasserereignisse haben in diesem Zeitraum um 35 Prozent zugenommen, die Anzahl der Tage mit Schneedecke in tiefer gelegenen Regionen haben um 30 bis 40 Prozent abgenommen. Von 1953 bis 2009 nahm die Anzahl der Eistage (Höchsttemperatur unter 0 °C) in Stuttgart von 25 auf 15 ab, die Anzahl der Sommertage (Höchsttemperatur mindestens 25 °C) dagegen erhöhte sich von 25 auf 45 (vgl. auch Hitzewelle 2003). Die Wahrscheinlichkeit einer ausgeprägt trockenen Vegetationsperiode im Sommer hat sich seit 1985 versechsfacht. Klimamodelle prognostizieren eine Weiterführung dieser Trends. Im Juli 2013 wurde ein Klimaschutzgesetz für Baden-Württemberg verabschiedet.

### Gewässer

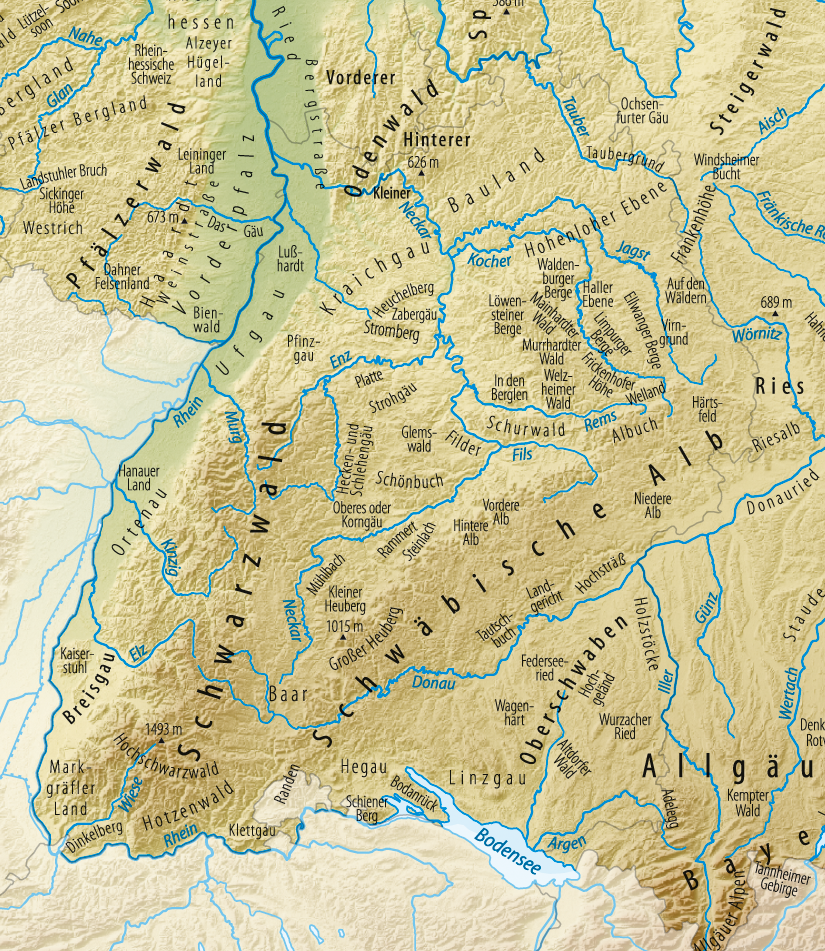
Karte der Landschaften von Baden-Württemberg mit Flüssen

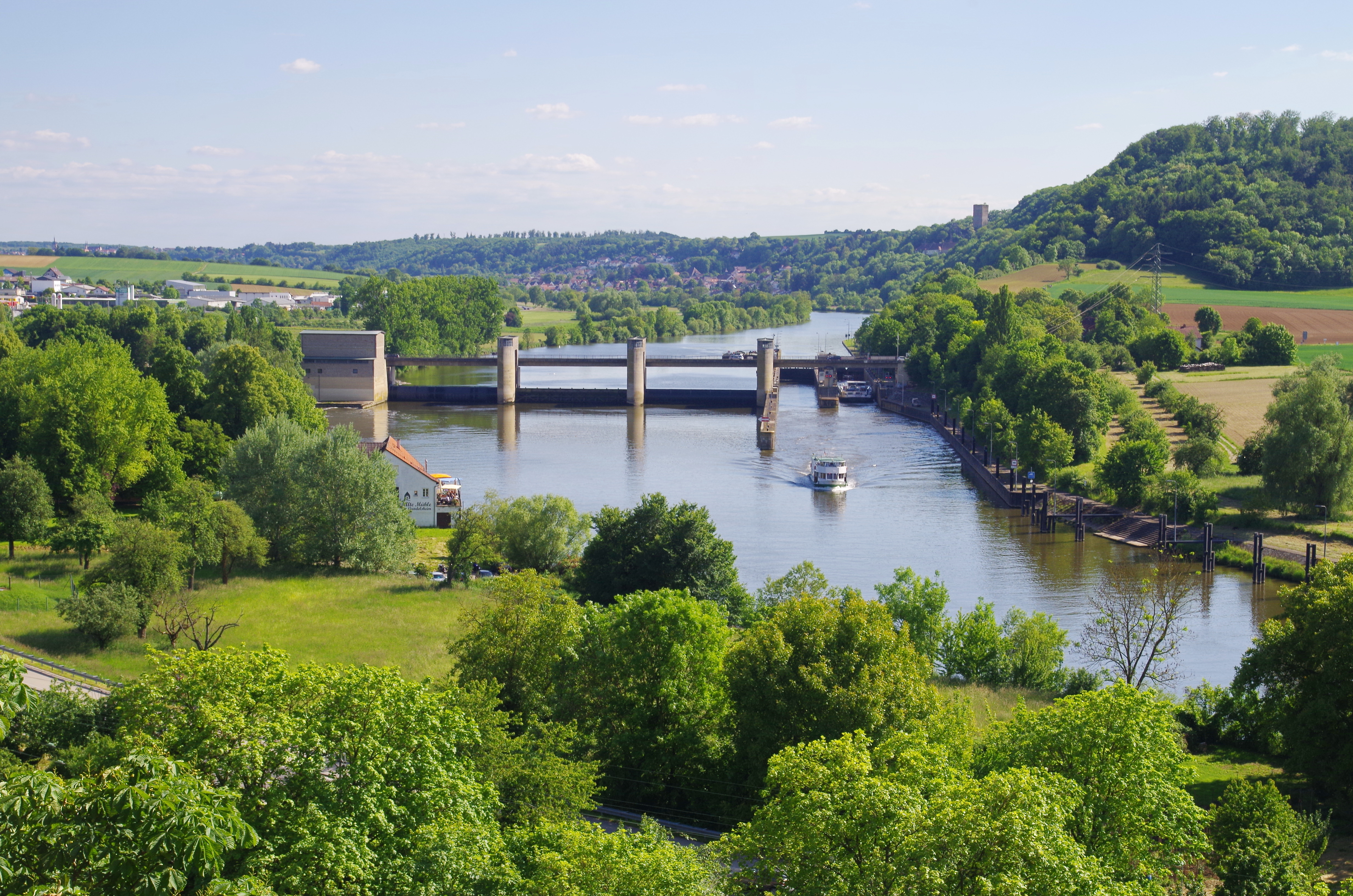
Neckarschleuse bei Gundelsheim

Aufgrund der bergigen Topographie spielten und spielen die Flüsse und ihre Täler eine erhebliche Rolle für Besiedlung, Verkehrswesen und Geschichte des Landes. Die Europäische Hauptwasserscheide zwischen Rhein und Donau hat im Hochschwarzwald ihre westlichste Ausbuchtung und verläuft über die Baar im Norden entlang der Schwäbischen Alb, im Süden durch das Alpenvorland. Das Einzugsgebiet des Rhein-Zuflusses Neckar nimmt mit etwa 14.000 km² fast zwei Fünftel der Landesfläche ein.
Der Rhein ist der wasserreichste Fluss des Landes. Mit ihm ist Baden-Württemberg an eine der bedeutendsten Wasserstraßen der Welt angeschlossen. Sein Einzugsgebiet (ohne Neckar) im Land ist etwa 11.000 km² groß. Im 19. Jahrhundert wurde der Oberrhein ausgehend von den Plänen des badischen Ingenieurs Tulla begradigt. Er bildet mit wenigen Ausnahmen die westliche Landesgrenze zu Frankreich und zu Rheinland-Pfalz. Hochrhein, Seerhein und Bodensee bilden den größten Teil der südlichen Landesgrenze zur Schweiz.
Der Neckar entspringt am Ostrand des Schwarzwalds bei Villingen-Schwenningen und durchfließt das Zentrum des Landes, bis er im Nordwesten in Mannheim in den Rhein mündet. Er wird durch zahlreiche Schleusen reguliert und dient als Verkehrsweg für die industriereiche Landesmitte.
Die Donau entsteht bei Donaueschingen aus den vom Schwarzwald kommenden Quellflüssen Brigach und Breg und fließt etwa ostnordöstlich, wobei sie die Schwäbische Alb nach Süden und Oberschwaben nach Norden begrenzt und hinter Ulm nach Bayern fließt. Sie entwässert etwa 9400 km² und damit mehr als ein Viertel des Landes.
Während der Rhein das Land bei Mannheim auf einer Höhe von etwa 90 m ü. NHN verlässt, liegt die Donau an der bayerischen Grenze bei Ulm noch über 460 m ü. NHN hoch. Die zum Rhein entwässernden Flüsse haben daher eine größere Erosionskraft und vergrößern ihr Einzugsgebiet langfristig auf Kosten der Donau.
Unter den übrigen Flüssen sind die längsten die Zwillingsflüsse Kocher und Jagst, die den Nordosten des Landes durchfließen und in den Neckar münden. Ganz im Nordosten fließt die Tauber. Hier grenzt das Landesgebiet an den Main.
Mit dem Bodensee hat das Land Anteil am zweitgrößten Alpenrandsee. Über die Bodensee-Wasserversorgung erhalten mehrere Millionen Einwohner vor allem im mittleren Neckarraum ihr Trinkwasser.

### Schutzgebiete
Der 2014 gegründete Nationalpark Schwarzwald ist der erste Nationalpark in Baden-Württemberg. Die größten der mehr als 1000 Naturschutzgebiete des Landes sind die eiszeitlich überprägten Gebiete Feldberg und Gletscherkessel Präg im Hochschwarzwald, das Hochmoorgebiet Wurzacher Ried im ebenfalls glazial geprägten Alpenvorland und das Auengebiet Taubergießen am Oberrhein. Etwa 22,8 Prozent der Landesfläche sind als Landschaftsschutzgebiete ausgewiesen. Sieben Naturparke nehmen zusammen ein Drittel der Fläche Baden-Württembergs ein. Die Biosphärengebiete Schwäbische Alb und Schwarzwald sind als Biosphärenreservate der UNESCO anerkannt.

### Flächenaufteilung
|  |

|  |

|  |

|  |

|  |

|  |

|  |

|  |

|  |

|  |

|  |

|  |

|  |

|  |

|  |

|  |

|  |

|  |

|  |

|  |

|  |

|  |

|  |

|  |

|  |

|  |

|  |

|  |

|  |

|  |

|  |

|  |

|  |

|  |

|  |

|  |

|  |

|  |

|  |

|  |

|  |

|  |

|  |

|  |

|  |

|  |

|  |

|  |

|  |

|  |

|  |

|  |

|  |

|  |

|  |

|  |

|  |

|  |

|  |

|  |

|  |

|  |

|  |

|  |

|  |

|  |

|  |

|  |

|  |

|  |

|  |

|  |

|  |

|  |

|  |

|  |

|  |

|  |

|  |

|  |

|  | 45,2 % Landwirtschaftsfläche |

|  | 45,2 % Landwirtschaftsfläche |

|  | 39,0 % Waldfläche |

|  | 39,0 % Waldfläche |

|  | 9,2 % Siedlungsfläche |

|  | 9,2 % Siedlungsfläche |

|  | 5,6 % Verkehrsfläche |

|  | 5,6 % Verkehrsfläche |

|  | 1,1 % Wasserfläche |

|  | 1,1 % Wasserfläche |

Mitte 2023 wurde in Bad Säckingen die Grenze zwischen Baden-Württemberg und der Schweiz aufgrund der Sanierung einer Holzbrücke neu vermessen und im Einvernehmen um acht Meter zugunsten Baden-Württembergs verschoben. Somit hat sich die Fläche des Landes entsprechend vergrößert.

### Verdichtungsräume

Bevölkerungsdichte nach Gemeinden (2007). Schwarzwald, Schwäbische Alb und Hohenloher Ebene sind besonders dünn besiedelt.

Baden-Württemberg liegt innerhalb des als Blaue Banane bezeichneten, von London nach Norditalien verlaufenden europäischen Agglomerationsbandes. Der gültige Landesentwicklungsplan aus dem Jahr 2002 unterscheidet zwischen den Raumkategorien „Verdichtungsräume“, „Randzonen der Verdichtungsräume“ und „ländlicher Raum“, wobei letzterer eigene Verdichtungsbereiche enthält. Außer dem größten und zentralen Raum Stuttgart liegen die sieben Verdichtungsräume in grenzüberschreitenden Gunsträumen entlang der Peripherie des Landes. Die meisten sind als Teil Europäischer Metropolregionen ausgewiesen:
- der Verdichtungsraum Stuttgart mit ca. 2,7 Millionen Einwohnern[27] einschließlich der Räume um Heilbronn und um Reutlingen/Tübingen; siehe auch Metropolregion Stuttgart mit ca. 5,2 Millionen Einwohnern
- der baden-württembergische Teil des grenzüberschreitenden Verdichtungsraums Rhein-Neckar, siehe auch Metropolregion Rhein-Neckar
- der Verdichtungsraum Karlsruhe/Pforzheim
- der Verdichtungsraum Freiburg
- der Verdichtungsraum Lörrach/Weil als baden-württembergischer Teil des grenzüberschreitenden Verdichtungsraums um Basel, siehe Metropolregion Basel
- der baden-württembergische Teil des grenzüberschreitenden Verdichtungsraums Ulm/Neu-Ulm
- der Bodenseeraum mit besonderer struktureller Prägung

Der Oberrheinraum von Karlsruhe über Offenburg und Freiburg bis Lörrach/Weil am Rhein ist Teil der 2010 mit den angrenzenden südpfälzischen, französischen und Schweizer Regionen gebildeten Trinationalen Metropolregion Oberrhein.
Die fünf Verdichtungsbereiche im ländlichen Raum sind:
- der Verdichtungsbereich Schwäbisch Hall/Crailsheim
- der Verdichtungsbereich Aalen/Heidenheim/Ellwangen
- der Verdichtungsbereich Offenburg/Lahr/Kehl
- der Verdichtungsbereich Villingen-Schwenningen/Tuttlingen/Rottweil
- der Verdichtungsbereich Albstadt/Balingen/Hechingen

### Großstädte
Neun Städte im Land haben mindestens 100.000 Einwohner und gelten als Großstädte.
| Stadt                | Einwohner | Verdichtungsraum    | Kurzbeschreibung | Bild       |
| -------------------- | --------- | ------------------- | --- | ---------- |
| Stuttgart            | 612.663   | Stuttgart           | Landeshauptstadt, ehemalige Hauptstadt des Königreichs Württemberg, siebtgrößte Stadt Deutschlands, am mittleren Neckar in Kessel- und Halbhöhenlage mit Weinbergen und Mineralquellen, Zentrum der Automobilindustrie (Daimler, Porsche, Bosch), zwei Universitäten und weitere Hochschulen            | Stuttgart  |
| Mannheim             | 318.035   | Rhein-Neckar        | Industrie- und Handelsstadt am Zusammenfluss von Neckar und Rhein in der Oberrheinebene, ehemalige Residenzstadt der Kurpfalz, barocke Planstadt („Quadratestadt“), Hochschulen, „UNESCO City of Music“                                                                                                 | Mannheim   |
| Karlsruhe            | 309.050   | Karlsruhe/Pforzheim | Ehemalige Landeshauptstadt Badens, barocke Planstadt („Fächerstadt“) in der Oberrheinebene, Sitz des Bundesverfassungsgerichts, des Bundesgerichtshofes, der Generalbundesanwaltschaft, neun Hochschulen, bedeutender Standort der Informations- und Kommunikationstechnik, „UNESCO City of Media Arts“ | Karlsruhe  |
| Freiburg im Breisgau | 237.460   | Freiburg            | Universitätsstadt am Westrand des Südschwarzwalds, ehemalige Hauptstadt Vorderösterreichs, Sitz eines katholischen Erzbistums, südlichste Großstadt Deutschlands | Freiburg   |
| Heidelberg           | 155.756   | Rhein-Neckar        | Universitätsstadt am Austritt des Neckars vom Odenwald in die Oberrheinebene, bis 1720 Residenzstadt der Kurpfalz, internationales Tourismusziel mit Altstadt und Schlossruine, „UNESCO City of Literature“                                                                                             | Heidelberg |
| Heilbronn            | 131.986   | Stuttgart           | Industrie- und Universitätsstadt am Neckar, „Käthchenstadt“, ehemalige Reichsstadt | Heilbronn  |
| Ulm                  | 129.882   | Ulm/Neu-Ulm         | An der Donau und der Grenze zu Bayern, Universität, ehemalige Freie Reichsstadt und Bundesfestung | Ulm        |
| Pforzheim            | 134.912   | Karlsruhe/Pforzheim | Am Nordrand des Schwarzwalds und dem Zusammenfluss von Enz und Nagold gelegen, bekannt für die Schmuck- und Uhrenindustrie | Pforzheim  |
| Reutlingen           | 118.852   | Stuttgart           | Am Westrand der Schwäbischen Alb gelegen, ehemalige Freie Reichsstadt | Reutlingen |

## Geschichte

### Vorgeschichte
Das Gebiet des heutigen Baden-Württemberg war nachweislich bereits vor mindestens einer halben Million Jahren von Vertretern der Gattung Homo besiedelt. Der bei Mauer gefundene Unterkiefer von Mauer und der bei Steinheim an der Murr entdeckte Homo steinheimensis, die heute beide der Hominini-Art Homo heidelbergensis zugeordnet werden, zählen mit einem Alter von rund 500.000 beziehungsweise 250.000 Jahren zu den ältesten Funden der Gattung Homo in Europa überhaupt.
Bedeutende paläolithische Nachweise kulturellen Lebens in Baden-Württemberg reichen circa 35.000 bis 40.000 Jahre zurück. So alt sind die Funde der ältesten bekannten Musikinstrumente der Menschheit (eine Elfenbeinflöte, ausgegraben 1979 im Geißenklösterle) und Kunstwerke (Löwenmensch), die in Höhlen der Schwäbischen Alb entdeckt wurden, vor allem in denen des Lonetals. Die wichtigsten dieser Höhlen sind die sogenannten Höhlen der ältesten Eiszeitkunst.
Vor allem aus dem Neolithikum finden sich zahlreiche Belege von Siedlungen und Bestattungen von der frühesten Zeit an, die ab der Bandkeramik auf die unterschiedlichsten Kulturkomplexe zurückgehen und eine ununterbrochene Linie bis zum Beginn der Bronzezeit und bis zur Eisenzeit repräsentieren. Bei Kleinkems in Südbaden befindet sich das älteste deutsche Jaspisbergwerk aus der Jungsteinzeit.
In der Hallstattzeit besiedelten die Kelten große Teile des Landes. Dies ist durch die zahlreichen Hügelgräber belegt, deren bekanntestes das Grab des Keltenfürsten von Hochdorf ist, und durch hallstattzeitliche Siedlungen wie der Heuneburg oder dem Münsterhügel von Breisach.

### Antike

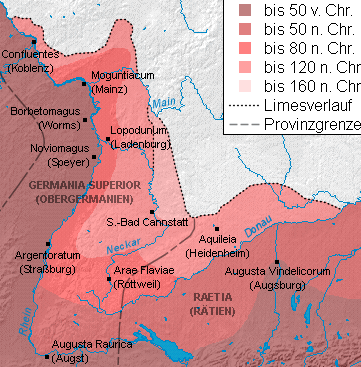
Römische Expansion in Südwestdeutschland

Seit Caesars Gallischem Krieg 55 v. Chr. bildete der Rhein im Norden die Ostgrenze des römischen Reiches. Um 15 v. Chr. überschritten die Römer unter Tiberius die Alpen. Die neu gegründete Provinz Raetia erstreckte sich bis an die Donau und umfasste damit auch das heutige Oberschwaben.
Der Landweg zwischen Mainz und Augsburg war strategisch sehr wichtig. Um diesen zu verkürzen, bauten die Römer um 73/74 n. Chr. eine Straße durch das Kinzigtal im mittleren Schwarzwald; zum Schutz dieser Straße gründeten sie Rottweil. Weitere Gründungen dieser Zeit sind Ladenburg, Bad Wimpfen, Rottenburg am Neckar, Heidelberg und Baden-Baden; eine Siedlungskontinuität ist jedoch nur für Baden-Baden, Ladenburg und Rottweil wahrscheinlich. Die später gebaute Straße über Bad Cannstatt verkürzte den Weg zwischen Mainz und Augsburg noch weiter. Die Landnahme in Südwestdeutschland sicherten die Römer durch Feldzüge im heutigen Hessen ab. Um 85 n. Chr. gründete Kaiser Domitian die Provinz Germania superior (Obergermanien).
Die Grenze des römischen Reiches verlief von ungefähr 98–159 n. Chr. entlang des Neckar-Odenwald-Limes, später entlang des Obergermanisch-Rätischen Limes. Den vom Limes umschlossenen Teil des Gebietes rechts des Rheines und links der Donau bezeichneten die Römer als Dekumatland. Der nordöstliche Teil des heutigen Baden-Württemberg war nie Teil des römischen Reiches.
Um 233 n. Chr. plünderten Alamannen das Dekumatland; in der Zeit der Reichskrise des 3. Jahrhunderts gaben die Römer um 260 n. Chr. nach erneuten Überfällen die bisherige Grenze auf und zogen sich hinter Rhein, Donau und Iller, den Donau-Iller-Rhein-Limes, zurück. Sie hielten die Rheingrenze noch bis zum Rheinübergang von 406.

### Mittelalter
Im 5. Jahrhundert kam das Gebiet des Herzogtums Alemannien zum Fränkischen Reich. Die Nordgrenze Alemanniens wurde nach Süden verschoben und deckte sich grob mit dem Verlauf der heutigen alemannisch-fränkischen Dialektgrenze. Das nördliche Drittel Baden-Württembergs lag somit im direkten fränkischen Einflussbereich (Bistümer Mainz, Speyer, Worms, Würzburg), die südlichen zwei Drittel verblieben im alemannischen Einflussbereich (Bistümer Konstanz, Augsburg, Straßburg). Im 8. Jahrhundert wurden Grafschaften (Gaue) als Verwaltungseinheiten installiert. Mit der Neubildung der Stammesherzogtümer gehörten die südlichen Gebiete des heutigen Bundeslandes bis zum Ausgang des Hochmittelalters zum Herzogtum Schwaben, die nördlichen Gebiete befanden sich beim Herzogtum Franken.
Im Hochmittelalter gehörte das Gebiet zu den zentralen Landschaften des Heiligen Römischen Reiches Deutscher Nation. Es ist Heimat zahlreicher aufstrebender Adelsdynastien und lag im Schnittpunkt einiger wichtiger Fernhandelsrouten. Der Hochadel und die Klöster lenkten einen intensiven Landesausbau, in dessen Verlauf die Mittelgebirge erschlossen und zahlreiche Städte gegründet wurden, und erweiterten so ihre Machtbasis. Wichtige Familien waren neben den Herzogshäusern vor allem die fränkischen Salier und die schwäbischen Staufer, die sich zu ihrer Zeit den Kaiserthron erkämpften. Weitere wichtige Adelshäuser waren die – ursprünglich aus Oberschwaben stammenden – Welfen, die Zähringer und die Habsburger und auch die unterschwäbischen Hohenzollern.
Nach dem Ende der Stauferdynastie im 13. Jahrhundert kam es zu einer bleibenden Dezentralisierung des Reiches. Die ohnehin traditionell schwache Zentralmacht von Kaisern und Königen verlor zunehmend Rechte und Befugnisse an aufstrebende Regionalmächte. Dieser langfristige Trend wurde auch und gerade in Südwestdeutschland spürbar. Es kam zur territorialen Zersplitterung in Hunderte von kleinen Grafschaften, Reichsstädten, geistlichen Gebieten oder gar einzelnen ritterschaftlichen Dörfern.

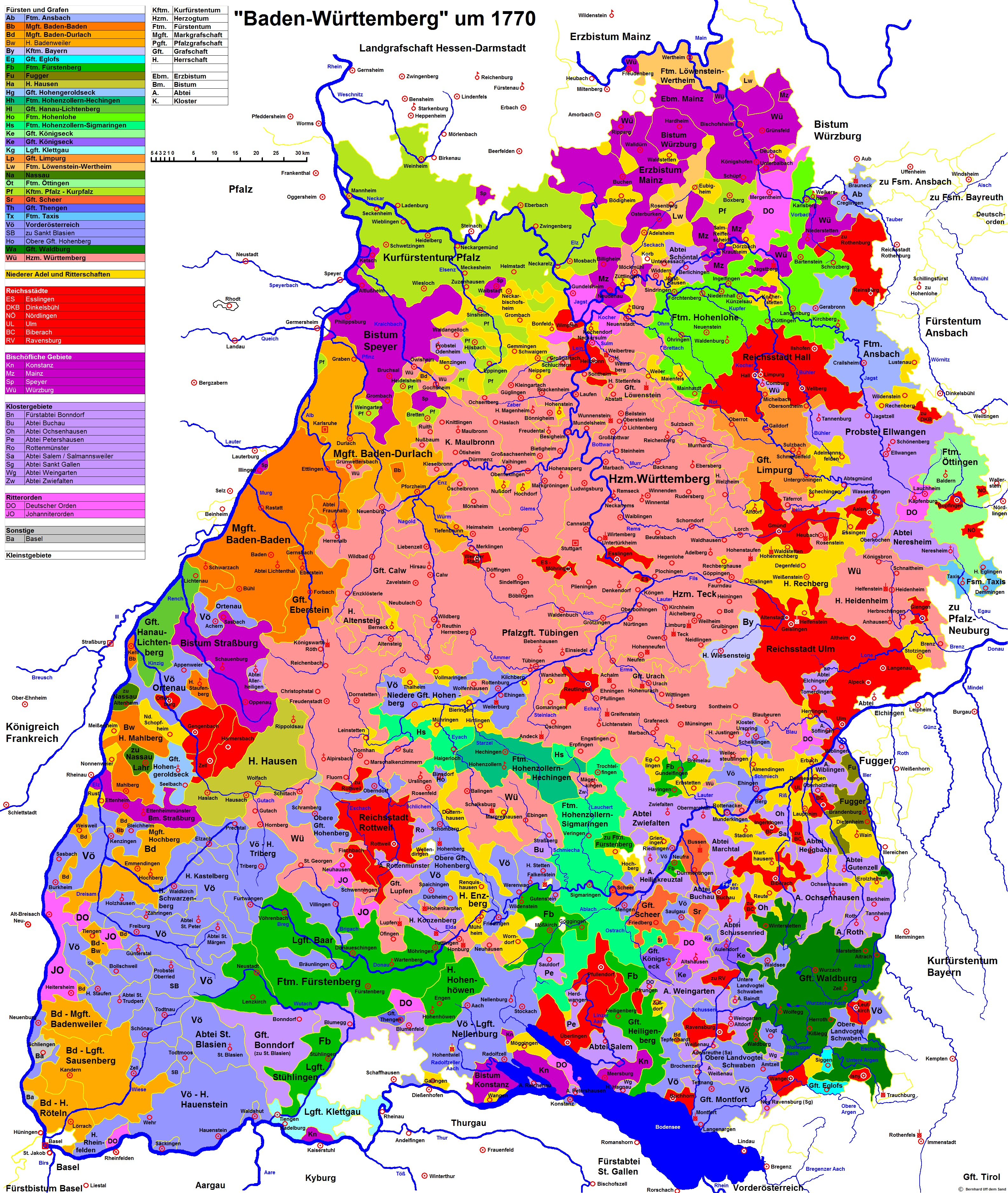
Territoriale Zersplitterung um 1771

Die sich auf dem Gebiet der alten Stammesherzogtümer Franken und Schwaben im Hoch- und Spätmittelalter entwickelnden Territorien erwiesen sich zumeist als beständig und dominierten bis zu den Umbruchsjahren 1803/1806. Zu den bedeutendsten unter ihnen zählen:
- die Reichsstädte Ulm, Biberach an der Riß, Esslingen, Heilbronn, Gmünd, Hall, Rottweil, Konstanz (bis 1548) und Reutlingen
- die weltlichen Fürstenstaaten Württemberg, Vorderösterreich, Pfalz, Baden, Hohenlohe und Fürstenberg
- die weltlichen Herrschaftsgebiete der Bistümer Konstanz, Worms, Speyer und Straßburg
- die Klosterstaaten St. Blasien, Zwiefalten, Ochsenhausen und Salem

Zur horizontalen Diversifizierung trat die vertikale Aufteilung von Rechten an einem Ort in verschiedene Rechteinhaber. So konnten die zahlreichen finanziellen, wirtschaftlichen, militärischen und jurisdiktionalen Rechte innerhalb eines Dorfes in den Händen mehrerer Staaten, Herren oder Familien liegen.

### Frühe Neuzeit
Die frühe Neuzeit war geprägt von der Reformation und den Expansionsbestrebungen der entstehenden Flächenstaaten Österreich, Preußen, Frankreich und Schweden. Aus diesen resultierten Konflikte wie der Bauernkrieg, der Dreißigjährige Krieg und der Pfälzische Erbfolgekrieg. Im heutigen Baden-Württemberg, das territorial außerordentlich stark zersplittert blieb, lag dabei einer der Schwerpunkte der Kampfhandlungen mit entsprechenden Folgen für Bevölkerung und Wirtschaft.

#### Reformation und Bauernkrieg
Das spätere Baden war Schauplatz der Bundschuh-Verschwörungen. Der aus Untergrombach stammende Joß Fritz führte von 1501 bis 1517 im Hochstift Speyer und in Vorderösterreich insgesamt drei Verschwörungen an.
Bereits 1518 lernten junge südwestdeutsche Gelehrte bei der Heidelberger Disputation Martin Luther und seine Lehren kennen. Der Brettener Philipp Melanchthon folgte Luther nach Wittenberg und wurde zu einem der führenden Köpfe der lutherischen Reformation. Johannes Brenz ging von Heidelberg nach Schwäbisch Hall, führte dort die Reformation ein und unterstützte später Herzog Christoph von Württemberg beim Aufbau der evangelischen Landeskirche.
Der Deutsche Bauernkrieg hatte einen seiner Schwerpunkte im deutschen Südwesten. Bereits 1524 versammelten sich in Stühlingen, Furtwangen und Biberach mehrere tausend Bauern.

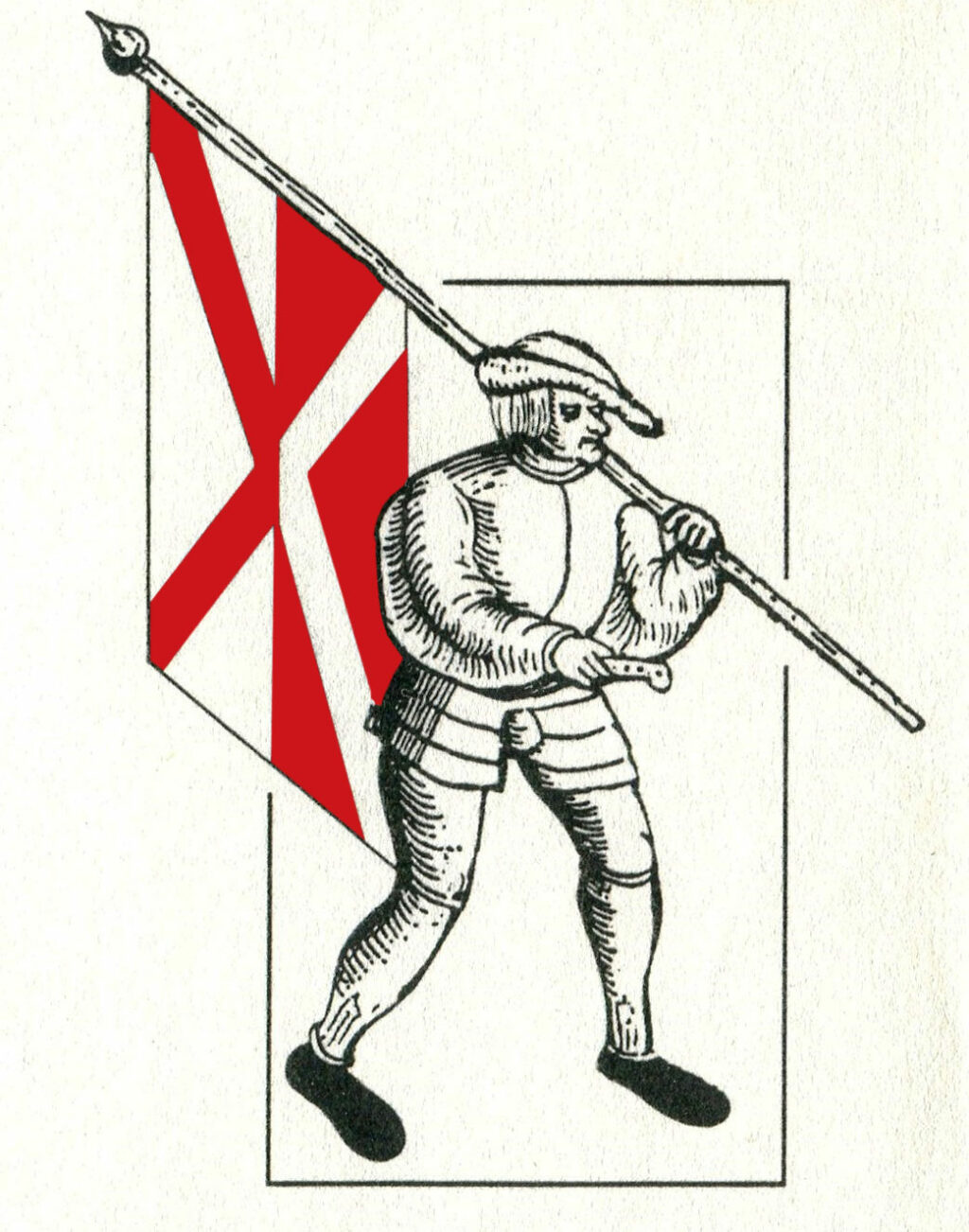
Gemeinsame Fahne der oberschwäbischen Bauern, wie sie in der Landesordnung der Christlichen Vereinigung festgelegt wurde

Zu Beginn des Jahres 1525 gründeten sich in der Region Oberschwaben mit dem Baltringer Haufen, dem Seehaufen und dem Allgäuer Haufen drei Bauernhaufen, die sich auf der ersten Tagung des Memminger Bauernparlaments am 7. März zur Christlichen Vereinigung (auch Oberschwäbische Eidgenossenschaft genannt) in einem Bündnis zusammenschlossen. Auf der zweiten Sitzung Mitte des Monats verfassten sie die Zwölf Artikel von Memmingen, die nach der Magna Carta von 1215 als eine der ersten niedergeschriebenen Forderungen nach Menschen- und Freiheitsrechten in Europa gelten. Mit der ebenfalls verabschiedeten Bundesordnung, ein früher republikanisch orientierter Verfassungsentwurf, wurde das Bauernparlament zur ersten verfassunggebenden Versammlung auf deutschem Boden.

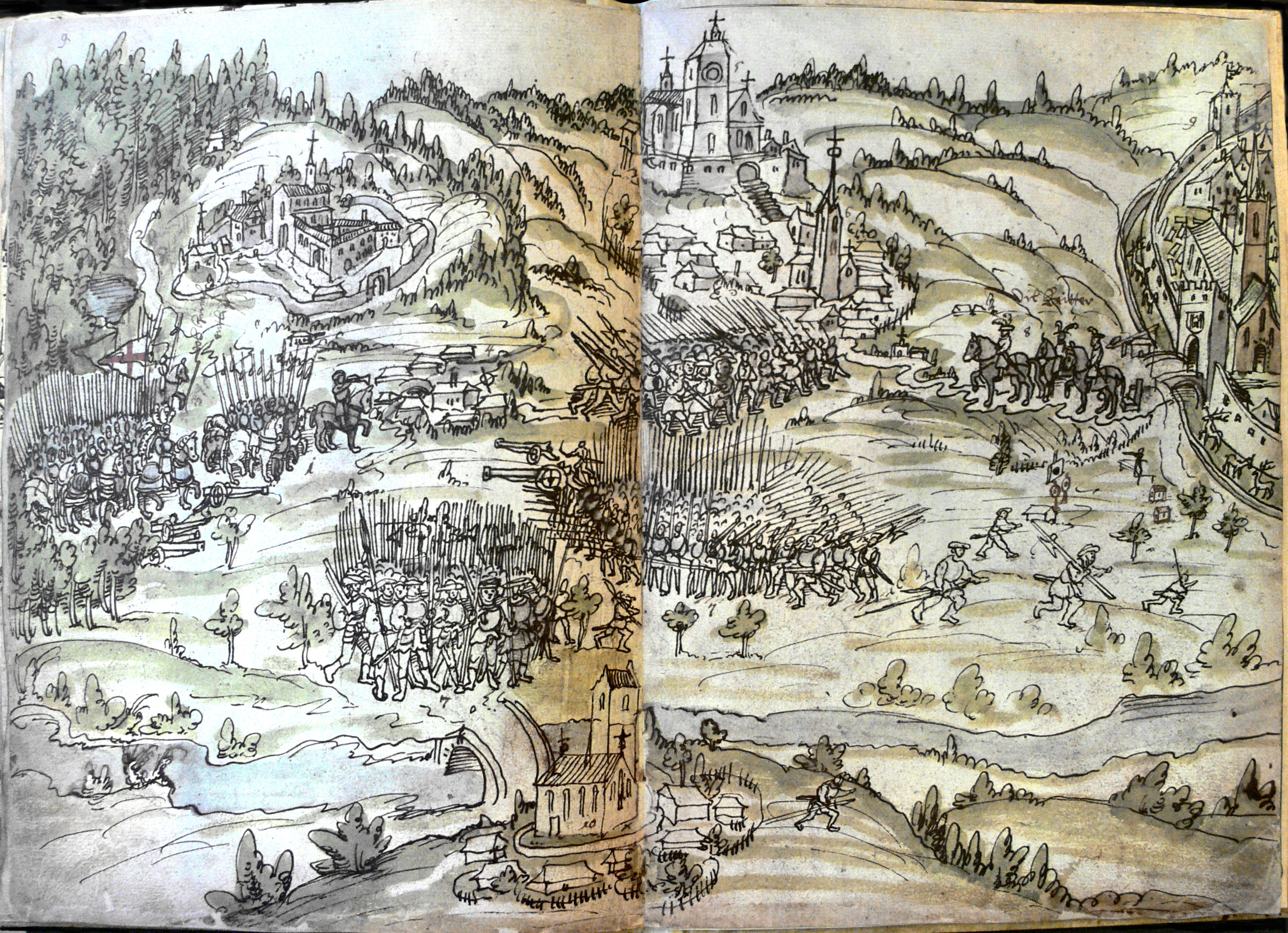
Aufstellung vor Weingarten. Ganz links das Heer des Schwäbischen Bundes mit rot-weißem Georgskreuz als Fahne, in der Bildmitte die Haufen des Bauernheeres mit zwei Kanonen. Mittig oben das Kloster Weingarten. Rechts zu Pferde die Vermittlerdelegation aus Ravensburg kommend.

Ab April begann der Schwäbische Bund mit der Niederschlagung der Bauernrevolution. Am 4. April 1525 kam es zur ersten großen Schlacht bei Leipheim, in der der auf gewaltlosen Widerstand setzende Baltringer Haufen auf brutale Weise niedergeschlagen wurde, wobei zwischen 1000 und 4000 Personen ihr Leben verloren. Entgegen der Beistandspflicht der Christlichen Vereinigung kamen Seehaufen und Allgäuer nicht zur Hilfe.
An Ostern 1525 standen das vom Bermatinger Hauptmann Eitelhans Ziegelmüller geführte Bauernheer des Seehaufens den bündischen Truppen unter Georg III. Truchsess von Waldburg bei Weingarten gegenüber. Das 8000 Mann starke Heer des Schwäbischen Bundes war den rund 20.000 gut gerüsteten Bauern des Seehaufens an Truppenstärke deutlich unterlegen und lag zudem in ungünstiger Stellung. Daraufhin versuchte der Heerführer des Schwäbischen Bundes eine militärische Eskalation zu vermeiden. Die zumeist aus dem Kleinadel und Patriziat stammenden Anführer der Bauern waren aufgrund des drohenden Verlusts ihrer sozialen Stellung ebenfalls an einer Deeskalation interessiert und schlossen nach mehrtägigen Verhandlungen am 17. April den Weingartener Vertrag, mit dem den Bauern zwar Straffreiheit zugesichert, ansonsten aber die alte Ordnung wiederhergestellt wurde. Nach dem Vertrag von Weingarten gewann das feudale Lager in der Folge auch andernorts die Oberhand, mit Auswirkungen auf den weiteren Verlauf des Bauernkrieges, der anschließend in Württemberg und Franken blutig niedergeschlagen wurde.
Gleichzeitig stürmten und besetzten schwäbische Bauern andernorts am Ostersonntag 1525 die Burg Weinsberg und töteten den Grafen Ludwig von Helfenstein, der ein Schwiegersohn Kaiser Maximilians I. war. Diese Weinsberger Bluttat kostete die Bauern viele Sympathien. In der Folge zogen sie unter anderem in Stuttgart ein und zerstörten zahlreiche Burgen und Klöster, darunter die Burg Hohenstaufen, das Kloster Lorch und das Kloster Murrhardt. Am 24. April 1525 übertrugen die Aufständischen dem Hauptmann Götz von Berlichingen die militärische Führung. Am 23. Mai 1525 nahmen südbadische Bauern Freiburg ein.
Der Bauernaufstand wurde durch ein Söldnerheer, das im Auftrag des Schwäbischen Bundes unter der Führung von Georg Truchsess von Waldburg kämpfte, noch im Sommer 1525 brutal niedergeschlagen. Man schätzt, dass dabei ca. 100.000 Aufständische zu Tode kamen.
Besonders in den südwestdeutschen Reichsstädten verbreitete sich die Reformation schnell. Der Protestation zu Speyer gehörten 1529 fünf Reichsstädte aus dem heutigen Baden-Württemberg an. Als Markgraf Philipp von Baden 1533 kinderlos starb, wurde die Markgrafschaft unter seinen Brüdern Ernst und Bernhard III. in das protestantische Baden-Durlach und das katholische Baden-Baden aufgeteilt. Herzog Ulrich von Württemberg führte die Reformation ein, als er 1534 durch die siegreiche Schlacht bei Lauffen nach fünfzehnjähriger Habsburgischer Zwangsverwaltung wieder auf den Stuttgarter Thron zurückkehrte.
In der Kurpfalz führte Kurfürst Ottheinrich 1557 die Reformation lutherischer Prägung ein. Unter seinem Nachfolger Friedrich III., der 1563 den Heidelberger Katechismus ausarbeiten ließ, wurde die Kurpfalz calvinistisch.

#### Dreißigjähriger Krieg
Hauptschauplätze des Dreißigjährigen Kriegs im deutschen Südwesten waren die Kurpfalz und Vorderösterreich, aber auch die übrigen Gebiete wurden durch Plünderungen und Mundraub der durchziehenden und lagernden Heere schwer getroffen.
Nach der Schlacht am Weißen Berg verlagerte sich der Böhmisch-Pfälzische Krieg in die Kurpfalz. Die vereinigten Heere der Grafen Peter von Mansfeld und Georg Friedrich von Baden-Durlach besiegten Tilly 1622 bei Mingolsheim. Wenig später unterlag der von Mansfeld getrennte Markgraf von Baden Tilly in der Schlacht bei Wimpfen.
Während sich die Kriegsereignisse danach nach Norden verlagerten, blieb die Kurpfalz von den Spaniern links des Rheines und den Bayern rechts des Rheines besetzt. 1632 wurden beide durch die Schweden unter König Gustav Adolf vertrieben. 1634 eroberten die Schweden die Festung Philippsburg und zogen noch im selben Jahr bis an den Hochrhein. Nach der Schlacht bei Nördlingen floh Herzog Eberhard III. ins Exil nach Straßburg. Die siegreichen kaiserlichen und spanischen Truppen besetzten das Territorium Württembergs und es kam in diesen evangelischen Landstrichen zu verheerenden Übergriffen, Plünderungen und Brandschatzungen. 1635 eroberte Johann von Werth Philippsburg und Heidelberg zurück, Bayern besetzte erneut die Kurpfalz.
1638 feierten die protestantisch-schwedischen Verbände unter Bernhard von Sachsen-Weimar in Vorderösterreich bei der Schlacht bei Rheinfelden, in Breisach und in Freiburg Erfolge. 1643/44 schlug das Schlachtenglück in Schlachten bei Tuttlingen und Freiburg zugunsten der kaiserlich-katholischen Truppen um. Die Kämpfe im Südwesten dauerten noch bis Kriegsende an.
Im Jahre 1647 unterzeichneten Bayern, Schweden und Frankreich in Ulm ein Waffenstillstandsabkommen, in dessen Folge sich die in Bayern eingefallenen schwedischen und französischen Truppen nach Oberschwaben und Württemberg zurückzogen. Im Westfälischen Frieden 1648 erhielt Karl I. Ludwig die Pfalz sowie die 1623 im Regensburger Reichstag verlorene Kurwürde zurück und Breisach wurde französisch.
Als Folge des Dreißigjährigen Kriegs war die Bevölkerung um mehr als die Hälfte, regional um zwei Drittel, zurückgegangen, der Viehbestand war fast völlig vernichtet, ein Drittel des Nutzlandes lag brach. Die Region brauchte lange, um sich davon zu erholen.

#### Zeitalter des Absolutismus
→ Hauptartikel für die Zeit von 1693 bis 1733 in Württemberg: Eberhard Ludwig

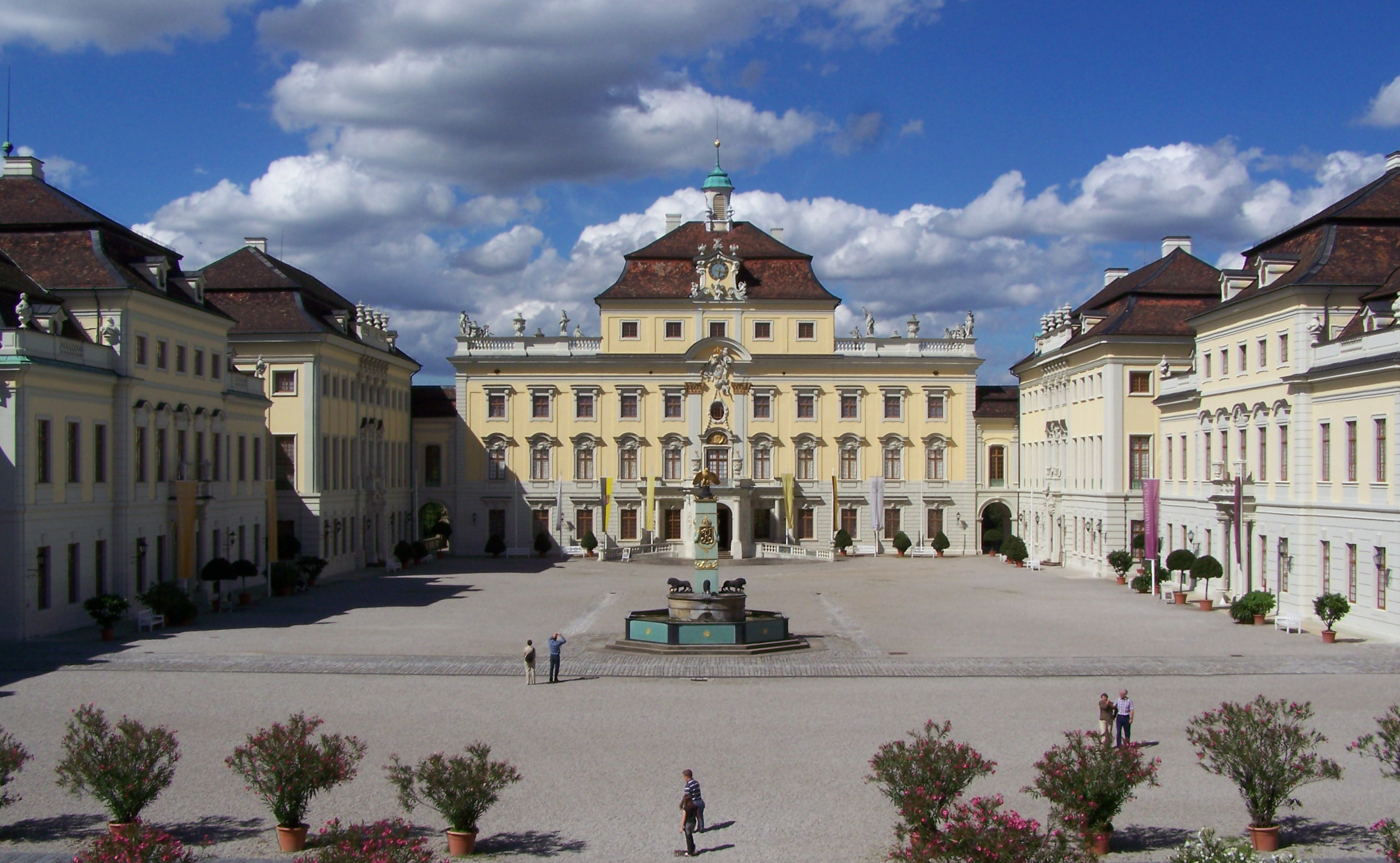
Innenhof des Ludwigsburger Residenzschlosses

Nach dem Ende des Holländischen Kriegs 1679 annektierte Frankreich Freiburg im Breisgau. Die vorderösterreichische Regierung verlegte während der französischen Herrschaft über Freiburg ihren Sitz nach Waldshut.
Im Pfälzischen Erbfolgekrieg verwüsteten französische Truppen unter der Führung von General Ezéchiel de Mélac den nordwestlichen Teil des heutigen Baden-Württembergs. Vor allem in den Jahren 1689 und 1693 ließ Mélac jeweils auf dem Rückzug systematisch Verteidigungsanlagen sprengen und flächendeckend Dörfer und Städte in Brand setzen, dabei wurden unter anderem die Residenzstädte Heidelberg mitsamt dem Schloss, Durlach und Baden zerstört, aber auch Mannheim, Bretten, Pforzheim oder Marbach. Nach Kriegsende musste Frankreich Freiburg und Breisach am Rhein an Österreich zurückgeben.
In der Folge zogen mehrere der Landes- und Kirchenfürsten aus den alten Residenzstädten aus und errichteten neue Barockresidenzen nach dem Vorbild von Versailles. So entstanden barocke Planstädte mit großen Schlössern in Karlsruhe, Ludwigsburg und Rastatt, die kurpfälzische Residenz Schloss Mannheim und Sommerresidenz Schloss Schwetzingen sowie Schloss Bruchsal als Sitz des Hochstifts Speyer.
Von 1703 bis 1713 war die Oberrheinebene zwischen Freiburg und Heidelberg im Spanischen Erbfolgekrieg Aufmarschgebiet der kaiserlichen Truppen und mehrfach Schauplatz von Kämpfen zwischen diesen und denen Frankreichs.
Im österreichischen Erbfolgekrieg belagerten und eroberten französische Truppen unter dem persönlichen Kommando Ludwigs XV. 1744 Freiburg.
1782 wurde in den vorderösterreichischen Gebieten, d. h. in großen Teilen des südlichen heutigen Landesteils, die Leibeigenschaft im Zuge der Reformen Kaiser Josephs II. abgeschafft.

### 1806 bis 1918

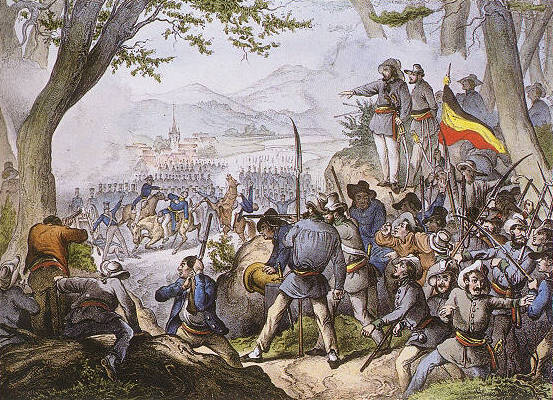
Niederschlagung des Heckeraufstandes 1848 (Lithografie, um 1850)

Hatten zu Beginn des 19. Jahrhunderts noch etwa 300 Staaten im Gebiet des heutigen Baden-Württembergs territoriale Rechte inne, so reduzierte sich deren Zahl nach der Auflösung des Alten Reiches auf vier. Vor allem das Königreich Württemberg und das Großherzogtum Baden gehörten zu den Gewinnern der Koalitionskriege. Die beiden Fürstentümer Hohenzollern-Sigmaringen und Hohenzollern-Hechingen überlebten aufgrund besonderer Beziehungen zu Napoleon die Mediatisierung. Zudem war die Stadt Wimpfen eine hessische Exklave.
1849 wurde die Badische Revolution durch preußische Interventionstruppen niedergeschlagen, die Badische Armee aufgelöst und unter preußischer Führung neu aufgebaut. 1850 wurden die beiden hohenzollerischen Staaten zur preußischen Provinz Hohenzollernsche Lande. Im Deutschen Krieg 1866 standen Baden und Württemberg auf der Seite Österreichs und mussten nach Kriegsende eine Entschädigung an das siegreiche Preußen zahlen und militärische Geheimverträge mit dem Norddeutschen Bund schließen. Dies führte 1870 zum Eintritt dieser Staaten in den Deutsch-Französischen Krieg. Infolge des Kriegs schlossen sich Baden und Württemberg dem neu gegründeten und von Preußen angeführten Deutschen Kaiserreich an.

### 1918 bis 1933
1919 gaben sich die Republik Baden und der Volksstaat Württemberg demokratische Verfassungen.

### Zeit des Nationalsozialismus

#### Machtergreifung und Terror
1933 wurden die selbständigen Landesregierungen mittels Gleichschaltungsgesetzen zu Gunsten nationalsozialistischer Gauleiter und Reichsstatthalter entmachtet. Die Machtergreifung wurde von Terror gegen die politischen Gegner begleitet und unterstützt.
In Baden ernannte sich Gauleiter Robert Wagner am 11. März 1933 selbst zum Staatspräsidenten. Diese Selbsternennung legalisierte Reichspräsident Hindenburg am 5. Mai 1933 nachträglich durch Wagners Ernennung zum Reichsstatthalter. Das Amt des badischen Ministerpräsidenten übernahm Walter Köhler. Der württembergische Landtag wählte am 15. März 1933 Wilhelm Murr mit den Stimmen der NSDAP, DNVP und des Bauernbundes zum Staatspräsidenten. Am 6. Mai 1933 wurde er zum Reichsstatthalter ernannt, während das Amt des Ministerpräsidenten auf Christian Mergenthaler überging. Diese Dualität in der Machtausübung blieb bis Kriegsende erhalten.
Die Regimegegner, vor allem Kommunisten und Sozialdemokraten, wurden ab März 1933 in einer Verhaftungswelle der Gestapo in „Schutzhaft“ genommen und in den Lagern Kislau (bei Bad Schönborn), Ankenbuck (bei Villingen) und Heuberg (bei Stetten am kalten Markt) interniert. Regimekritische Frauen wurden im Frauengefängnis Gotteszell festgehalten. Die badische SPD-Führung wurde am 16. Mai 1933 von Karlsruhe nach Kislau verschleppt, wobei der Abtransport öffentlich inszeniert wurde.
Nach der Umbildung der Landtage gemäß dem Ergebnis der Reichstagswahl vom 5. März 1933 beschlossen die Landtage am 8. Juni 1933 in Württemberg bzw. am 9. Juni 1933 in Baden Landesermächtigungsgesetze. An den Abstimmungen durften sich die Abgeordneten der inzwischen verbotenen KPD nicht mehr beteiligen. Die SPD-Abgeordneten enthielten sich in Württemberg der Stimme, während die fünf verbliebenen in Baden offen mit „Nein“ stimmten. Alle anderen Abgeordneten – in Württemberg waren dies Zentrum, DNVP, Bauernbund, CSVD und NSDAP – stimmten der Selbstentmachtung zu.
Das Lager Heuberg wurde Ende 1933 wegen Überfüllung geschlossen. Die Insassen wurden auf das Fort Oberer Kuhberg in Ulm verlegt. Mitglieder von Gestapo, SS und SA ermordeten den führenden badischen Sozialdemokraten Ludwig Marum am 29. März 1934 in Kislau. 1936 meldete die Gestapo, sie habe die „illegalen“ Strukturen von SPD und KPD zerschlagen.

#### Verfolgung der Juden und anderer Minderheiten

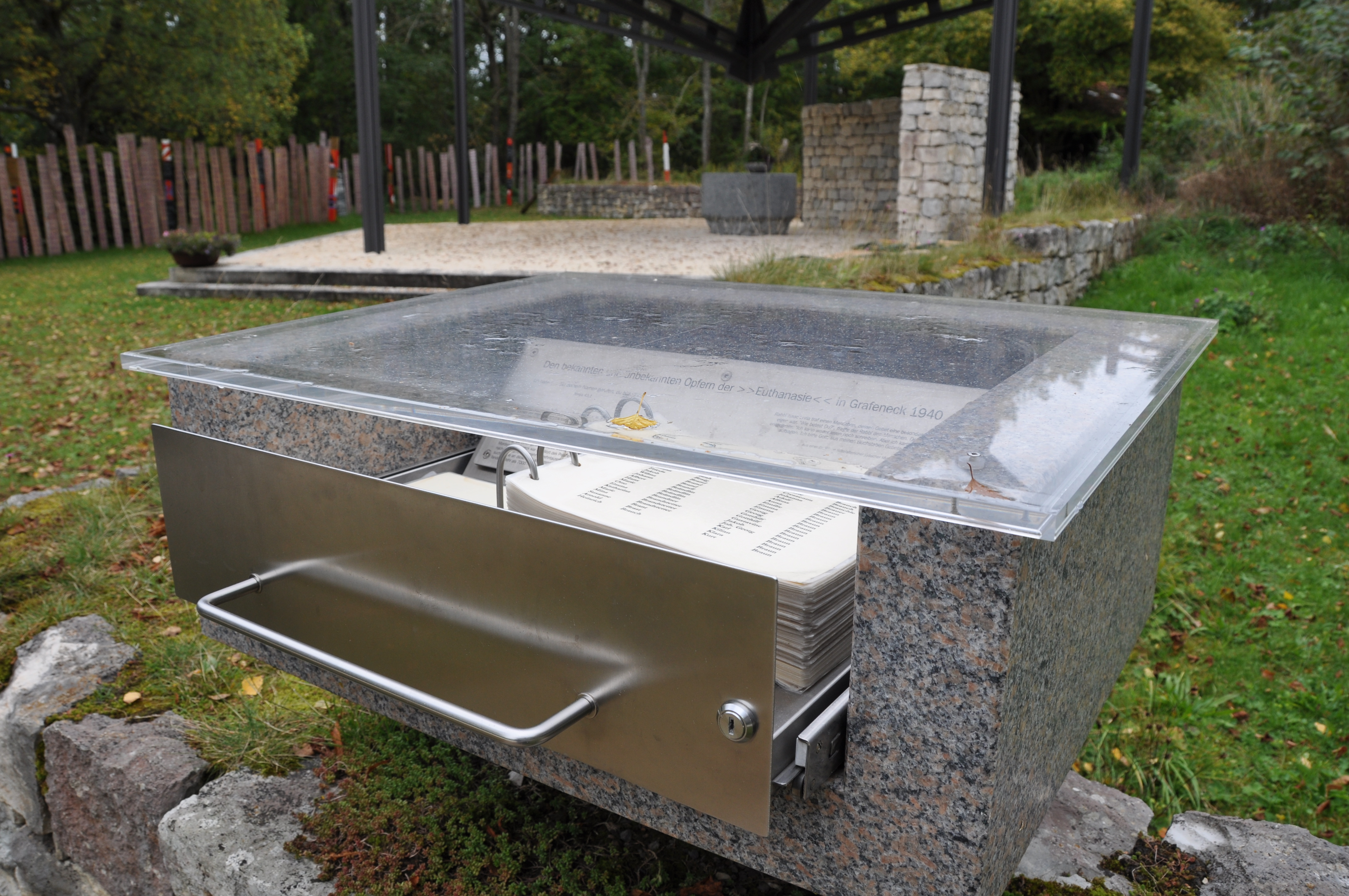
Gedenk- und Namensbuch von Grafeneck

Dem Massenmord der Nationalsozialisten an der deutschen Zivilbevölkerung fielen in Baden und Württemberg ca. 12.000 Juden, eine große Zahl von Angehörigen der Roma-Minderheit, 10.000 Kranke sowie eine unbekannte Anzahl von Regimegegnern zum Opfer.
Bis 1939 waren zwei Drittel der ca. 35.000 Juden, die 1933 in Baden und Württemberg gelebt hatten, ausgewandert. Am 22. Oktober 1940 leiteten der badische Gauleiter Robert Wagner und Josef Bürckel, Gauleiter der Westmark, die „Wagner-Bürckel-Aktion“, bei der noch vor dem eigentlichen Holocaust ca. 6000 badische Juden in das Lager Gurs verschleppt wurden. Von dort aus wurden die meisten von ihnen in deutsche Vernichtungslager in Osteuropa gebracht und dort ermordet. Die württembergischen Juden wurden ab November 1941 in mehreren Direktzügen zu je ca. 1000 Personen nach Riga, Izbica, Auschwitz und Theresienstadt deportiert, wo sie umgebracht wurden.
In der Tötungsanstalt Grafeneck bei Gomadingen ermordeten die Machthaber im Rahmen der Aktion T4 mehr als 10.000 Patienten psychiatrischer Kliniken in einer Gaskammer. Roma, und unter ihnen viele Sinti, wurden z. T. in lokalen „Zigeunerlagern“ interniert, zum Beispiel im Zigeunerzwangslager in Ravensburg, und 1940 nach Polen und 1943 in das Vernichtungslager Auschwitz-Birkenau verschleppt. Zahlreiche Insassen baden-württembergischer Konzentrationslager starben bei der Zwangsarbeit. Beispielsweise kostete im KZ Bisingen bei Hechingen der Versuch, Schieferöl zu gewinnen, 1000 Menschen das Leben. Andere Häftlinge kamen auf den sogenannten Todesmärschen, mit denen die Machthaber kurz vor Kriegsende die Konzentrationslager angesichts der anrückenden amerikanischen Truppen räumen wollten, ums Leben.

#### Widerstand
Mit dem in Stuttgart aufgewachsenen Graf von Stauffenberg, den Geschwistern Scholl, die ihre Kindheit in Forchtenberg, Ludwigsburg und Ulm verbracht haben, sowie dem Hitler-Attentäter Georg Elser, der auf der Ostalb und in Konstanz lebte, haben vier der bekanntesten deutschen Widerstandskämpfer ihre Wurzeln im Südwesten.
Weitere Beispiele sind die Freiburgerin Gertrud Luckner, die Juden bei der Ausreise unterstützte, 1943 verhaftet wurde und das KZ Ravensbrück überlebte, der Mannheimer Georg Lechleiter, der eine Untergrundorganisation der KPD anführte und 1942 in Stuttgart hingerichtet wurde, sowie der Karlsruher Reinhold Frank und die Stuttgarter Fritz Elsas und Eugen Bolz, die als Mitglieder der Verschwörung vom 20. Juli 1944 im Jahre 1945 hingerichtet wurden.
Ebenfalls zum Widerstand rechnet man die Wirtschaftswissenschaftler des Freiburger Kreises um Walter Eucken, den Rottenburger Bischof Joannes Sproll, der 1938 seiner Diözese verwiesen wurde, nachdem er sich an der Volksabstimmung um den „Anschluss“ Österreichs nicht beteiligt hatte, und Robert Bosch, der Juden und andere Verfolgte in seinem Unternehmen unterbrachte.

#### Kriegsende und Kriegsfolgen

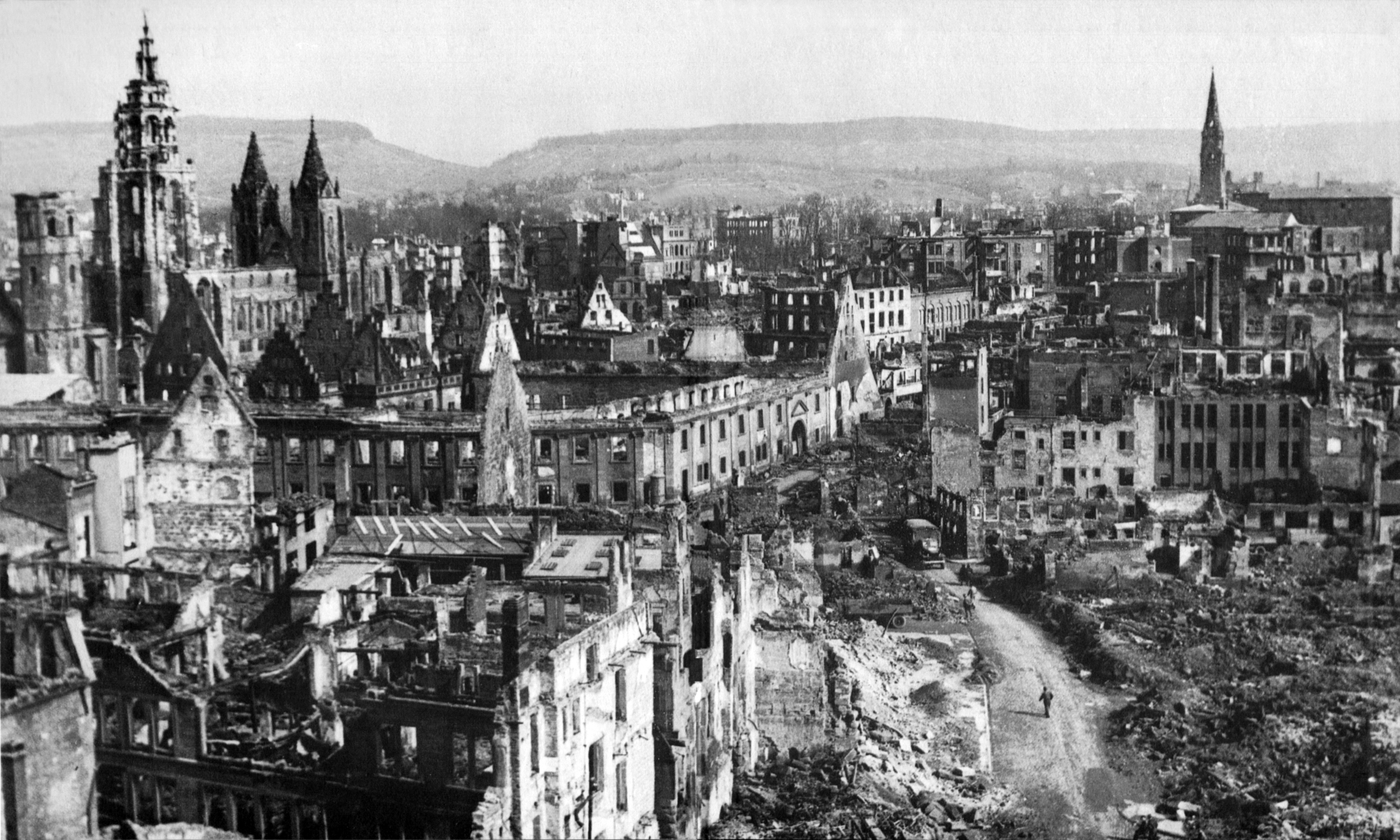
Durch Luftangriffe zerstörtes Heilbronn, 1945

Im Oktober 1944 wurde die Regierung des Vichy-Regimes unter Marschall Pétain auf Befehl Hitlers von Vichy nach Sigmaringen verlegt. Das Schloss Sigmaringen blieb bis Kriegsende Sitz der aus Sicht der Nationalsozialisten offiziellen französischen Regierung.
Die alliierten Luftangriffe im Zweiten Weltkrieg trafen die Städte in Südwestdeutschland nicht alle in gleichem Maße. Beim Luftangriff auf Pforzheim am 23. Februar 1945 starben innerhalb von wenigen Minuten 17.600 Menschen. Sehr schwer getroffen wurden auch Stuttgart, Mannheim, Heilbronn, Friedrichshafen, Freiburg und Ulm. Schwere Schäden trugen Karlsruhe, Reutlingen, Böblingen, Sindelfingen, Offenburg und Göppingen davon. Andere Städte, z. B. Rottweil, Heidelberg, Baden-Baden, Esslingen, Ludwigsburg, Tübingen, Villingen, Konstanz, Aalen oder Schwäbisch Gmünd blieben nahezu unversehrt und haben deshalb noch heute intakte Altstädte.
Im Frühjahr 1945 besiegten amerikanische und französische Bodentruppen auch auf dem Gebiet Baden-Württembergs diejenigen der Wehrmacht. Die Amerikaner besetzten Mannheim am 29. März 1945. Stuttgart eroberten die französischen Truppen am 22. April 1945. Teilweise schwere Kämpfe führten dazu, dass in den letzten Kriegswochen noch Crailsheim, Waldenburg, Bruchsal und Freudenstadt zerstört wurden.

### Der Weg zum Südweststaat

Situation bis 1945

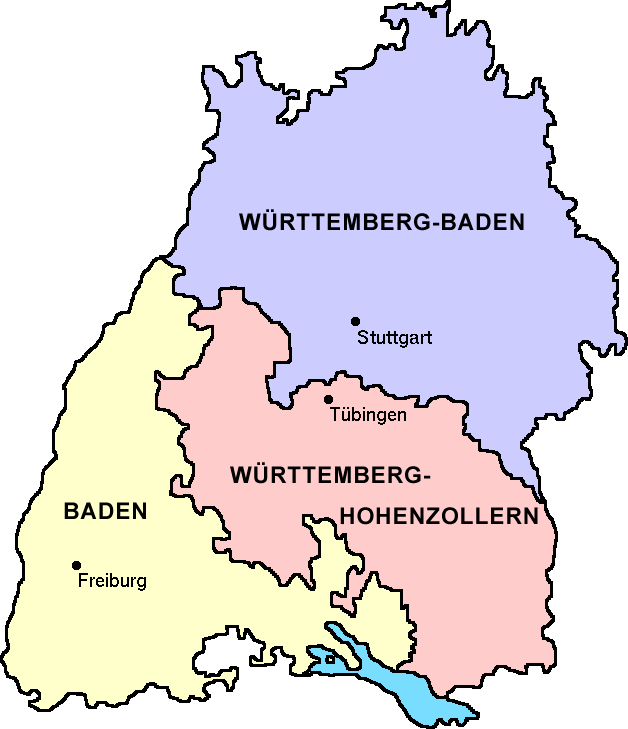
Situation 1945–1952

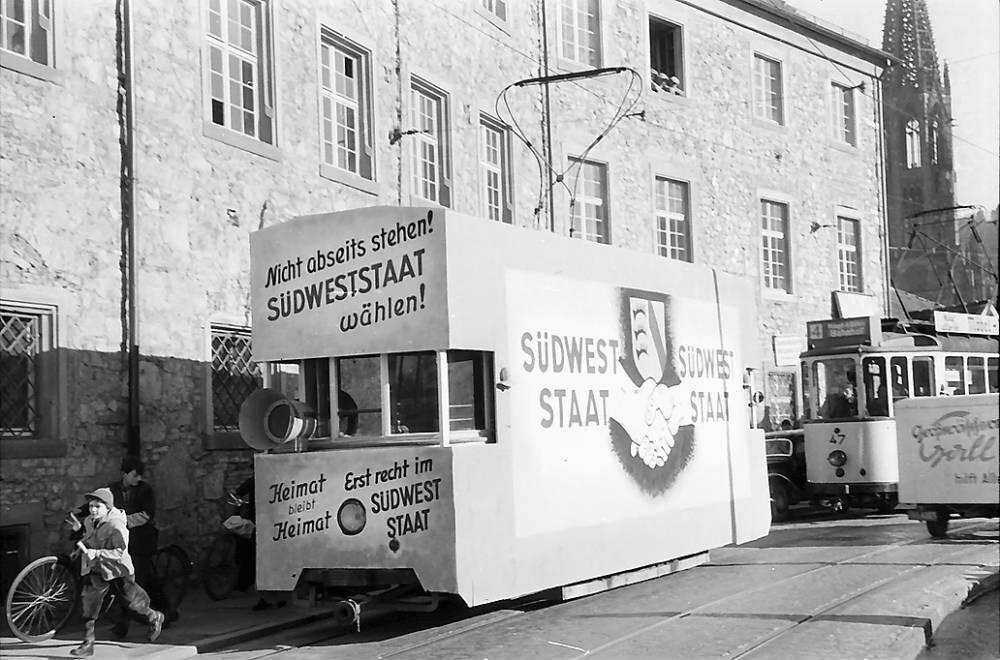
Freiburg i. Br.: Straßenbahnwagen mit Südweststaatreklame, 6. Dezember 1951

Nach dem Zweiten Weltkrieg kamen die nördlichen Teile von Baden und Württemberg zur US-amerikanischen Besatzungszone, die südlichen Teile sowie Hohenzollern zur französischen. Die Aufteilung erfolgte entlang der Kreisgrenzen, wobei zur US-amerikanischen Zone bewusst alle die Kreise geschlagen wurden, durch die die Autobahn Karlsruhe-München (heutige A 8) verlief. Die Militärregierungen der Besatzungszonen gründeten 1945/46 die Länder Württemberg-Baden in der amerikanischen sowie Württemberg-Hohenzollern und Baden in der französischen Zone. Diese Länder wurden am 23. Mai 1949 Teil der Bundesrepublik Deutschland.
Das Grundgesetz für die Bundesrepublik Deutschland traf in Art. 29 Regelungen zu einer Neugliederung des Bundesgebiets mithilfe von Volksabstimmungen. Dieser Artikel trat jedoch wegen Vorbehalten der Besatzungsmächte zunächst nicht in Kraft. Abweichend davon wurden in Artikel 118 die drei Länder im Südwesten dazu angehalten, eine Neugliederung durch gegenseitige Vereinbarung zu regeln. Dieser Artikel beruhte auf der noch vor Beginn der Beratungen über das Grundgesetz getroffenen Entscheidung vom 31. August 1948 bei der Konferenz der Ministerpräsidenten auf Jagdschloss Niederwald zur Schaffung eines Südweststaats. Für den Fall, dass eine solche Regelung nicht zustande käme, wurde eine Regelung durch ein Bundesgesetz vorgeschrieben. Als Alternativen kamen entweder eine Vereinigung zu einem Südweststaat oder die separate Wiederherstellung Badens und Württembergs (einschließlich Hohenzollerns) infrage, wobei die Regierungen Württemberg-Badens und Württemberg-Hohenzollerns für Ersteres, diejenige Badens für Letzteres eintraten. Eine Übereinkunft der Regierungen über eine Volksabstimmung scheiterte an der Frage des Abstimmungsmodus. Das daraufhin am 4. Mai 1951 verabschiedete Bundesgesetz sah eine Einteilung des Abstimmungsgebiets in vier Zonen vor (Nordwürttemberg, Nordbaden, Südwürttemberg-Hohenzollern, Südbaden). Die Vereinigung der Länder sollte als akzeptiert gelten, wenn sich eine Mehrheit im gesamten Abstimmungsgebiet sowie in drei der vier Zonen ergab. Da eine Mehrheit in den beiden württembergischen Zonen sowie in Nordbaden bereits abzusehen war (1950 waren entsprechende Volksbefragungen durchgeführt worden), favorisierten die Vereinigungsbefürworter diese Regelung. Die (süd-)badische Regierung strengte eine Verfassungsklage gegen das Gesetz an, die jedoch erfolglos blieb.
Vor der Volksabstimmung, die am 9. Dezember 1951 stattfand, bekämpften sich Befürworter und Gegner des geplanten Südweststaates. Die führenden Vertreter der Pro-Seite waren der Ministerpräsident Württemberg-Badens Reinhold Maier und der Staatspräsident Württemberg-Hohenzollerns Gebhard Müller, Anführer der Südweststaat-Gegner war der Staatspräsident Badens Leo Wohleb. Bei der Abstimmung votierten die Wähler in beiden Teilen Württembergs mit 93 Prozent für die Fusion, in Nordbaden mit 57 Prozent, während in Südbaden nur 38 Prozent dafür waren. In drei von vier Abstimmungsbezirken gab es eine Mehrheit für die Bildung des Südweststaates, so dass die Bildung eines Südweststaates beschlossen war. Hätte das Ergebnis in Gesamtbaden gezählt, so hätte sich eine Mehrheit von 52 Prozent für eine Wiederherstellung des (separaten) Landes Baden ergeben.
- Hinweis: Die historischen Abläufe finden sich ausführlich auch im Abschnitt Die Entstehung Baden-Württembergs im Artikel Württemberg-Hohenzollern.

### Gründung des Landes

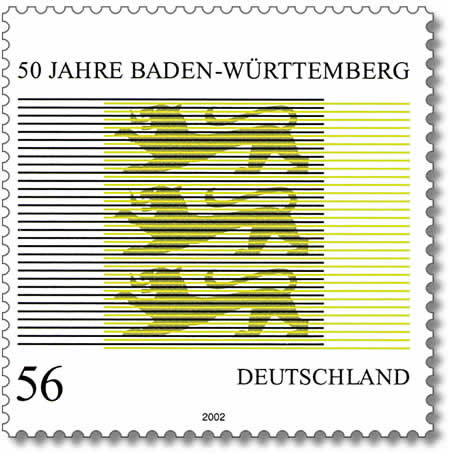
50 Jahre Baden-Württemberg, Deutsche Briefmarke 2002

Am 9. März 1952 wurde die Verfassunggebende Landesversammlung gewählt. Auf einer Sitzung am 25. April 1952 wurde der erste Ministerpräsident gewählt. Damit war das Land Baden-Württemberg gegründet.

„Meine sehr verehrten Abgeordneten. Gemäß § 14, Absatz 4, Satz 2 wird hiermit der Zeitpunkt der Bildung der vorläufigen Regierung auf den gegenwärtigen Augenblick, nämlich auf Freitag, den 25. April 1952, 12 Uhr 30 Minuten festgestellt. Mit dieser Erklärung sind gemäß § 11 des zweiten Neugliederungsgesetzes die Länder Baden, Württemberg-Baden und Württemberg-Hohenzollern zu einem Bundesland vereinigt. (…)“

Reinhold Maier (FDP/DVP) bildete als erster Ministerpräsident eine Koalition aus SPD, FDP/DVP und BHE. Nach Inkrafttreten der Verfassung wirkte die Verfassunggebende Landesversammlung bis 1956 als erster Landtag von Baden-Württemberg.
Der Name des Landes war Gegenstand eines längeren Streites. Der im Überleitungsgesetz vom 15. Mai 1952 genannte Name Baden-Württemberg war zunächst nur übergangsweise vorgesehen, setzte sich jedoch letztlich durch, da kein anderer Name von allen Seiten akzeptiert wurde. Die am 19. November 1953 in Kraft getretene Landesverfassung wurde lediglich von der Verfassunggebenden Landesversammlung beschlossen, anschließend aber nicht durch eine Volksabstimmung bestätigt.
Reinhold Maier hatte mit seiner schnellen Regierungsbildung 1952 die CDU als stärkste Fraktion ausgeschlossen. Das erzeugte Unmut, sowohl bei den zwei südlichen Landesteilen Südbaden und Südwürttemberg-Hohenzollern, die sich in der neuen Regierung nicht oder nur unzureichend vertreten fühlten, als auch bei Gebhard Müller, dem neuen CDU-Fraktionsvorsitzenden, der die Nichtbeteiligung der CDU als persönlichen Affront empfand. Bei der Bundestagswahl vom 6. September 1953, die von Reinhold Maier zugleich zum Plebiszit über seine Politik erklärt worden war, errang die CDU in Baden-Württemberg die absolute Mehrheit der Stimmen. Reinhold Maier zog die Konsequenzen und trat als Ministerpräsident zurück. Sein Nachfolger wurde Gebhard Müller, der eine Koalition aus CDU, SPD, FDP/DVP und BHE bildete. Dieselbe Konstellation regierte auch nach der Wahl 1956 (die KPD hatte den Einzug in den Landtag nicht mehr geschafft, somit wurde die Koalition zur Allparteienregierung) und hatte bis 1960 Bestand. Nachfolger Müllers wurde 1958 Kurt Georg Kiesinger als dritter Ministerpräsident des Landes.

### Erneute Abstimmung in Baden

Ergebnisse der Volksabstimmung in Baden 1970 nach Kreisen (Prozent Stimmen für die Neueinrichtung des Landes Baden)

Die badischen Vereinigungsgegner gaben den Kampf gegen den Südweststaat auch nach 1952 nicht auf. Im Heimatbund Badnerland organisiert, erstrebten sie weiterhin die Wiederherstellung Badens. Art. 29 Abs. 2 GG sah vor, dass in Gebieten, deren Landeszugehörigkeit nach Ende des Zweiten Weltkriegs ohne Volksabstimmung geändert worden war, ein Volksbegehren über die Neugliederung möglich sei. Nachdem dieser Passus infolge des Deutschlandvertrags 1955 in Kraft trat, stellte der Heimatbund einen Antrag auf ein Volksbegehren zur Wiederherstellung des Landes Baden in den Grenzen von 1945. Das Bundesinnenministerium lehnte diese Forderung unter anderem mit der Begründung ab, das neue Bundesland sei bereits durch eine Volksabstimmung zustande gekommen. In der darauf folgenden Klage vor dem Bundesverfassungsgericht bekam der Heimatbund 1956 Recht. Das Gericht argumentierte, dass die Abstimmung von 1951 keine Abstimmung im Sinne von Art. 29 GG gewesen sei, da hierbei die zahlenmäßig stärkere Bevölkerung Württembergs und Hohenzollerns die zahlenmäßig schwächere Badens habe überstimmen können. Der Wille der badischen Bevölkerung sei durch die Besonderheit der politisch-geschichtlichen Entwicklung überspielt worden, weshalb ein Volksbegehren nach Art. 29 GG zulässig sei.
Das Bundesverfassungsgericht setzte in seinem Urteil keine Frist für die Abstimmung, weshalb sie immer wieder verschleppt wurde. Es bedurfte einer weiteren Entscheidung des Bundesverfassungsgerichtes im Jahre 1969, in der es die Abstimmung bis spätestens zum 30. Juni 1970 anordnete. Diese wurde am 7. Juni 1970 durchgeführt und ergab mit 81,9 Prozent eine große Zustimmung zum Verbleib von Baden im gemeinsamen Land Baden-Württemberg. Die Wahlbeteiligung lag bei 62,5 Prozent.
Die Ablehnung des Volksbegehrens machte den Weg frei zu einer administrativen Neugliederung des Landes. 1971 wurde eine Reform der Landkreise und der Regierungsbezirke eingeleitet, die 1973 in Kraft trat. Seitdem sind die ehemaligen Landesgrenzen kaum noch im Kartenbild zu erkennen.

### Bevölkerungsentwicklung
| Jahr | Einwohner |
| ---- | --------- |
| 1871 | 3.349.409 |
| 1900 | 4.107.325 |
| 1933 | 5.185.618 |
| 1950 | 6.430.225 |
| 1960 | 7.726.859 |
| 1970 | 8.895.048 |
| 1980 | 9.258.947 |
| 1990 | 9.822.027 |

| Jahr | Einwohner  |
| ---- | ---------- |
| 2000 | 10.524.415 |
| 2005 | 10.735.701 |
| 2006 | 10.738.753 |
| 2007 | 10.749.755 |
| 2008 | 10.749.506 |
| 2009 | 10.744.921 |
| 2010 | 10.753.880 |
| 2011 | 10.786.227 |

| Jahr | Einwohner  |
| ---- | ---------- |
| 2012 | 10.569.111 |
| 2013 | 10.631.278 |
| 2014 | 10.716.644 |
| 2015 | 10.879.618 |
| 2016 | 10.951.893 |
| 2017 | 11.023.424 |
| 2018 | 11.069.533 |
| 2019 | 11.100.394 |

| Jahr | Einwohner  |
| ---- | ---------- |
| 2024 | 11.339.260 |

Einwohnerentwicklung von Baden-Württemberg von 1871 bis 2018 nach nebenstehender Tabelle

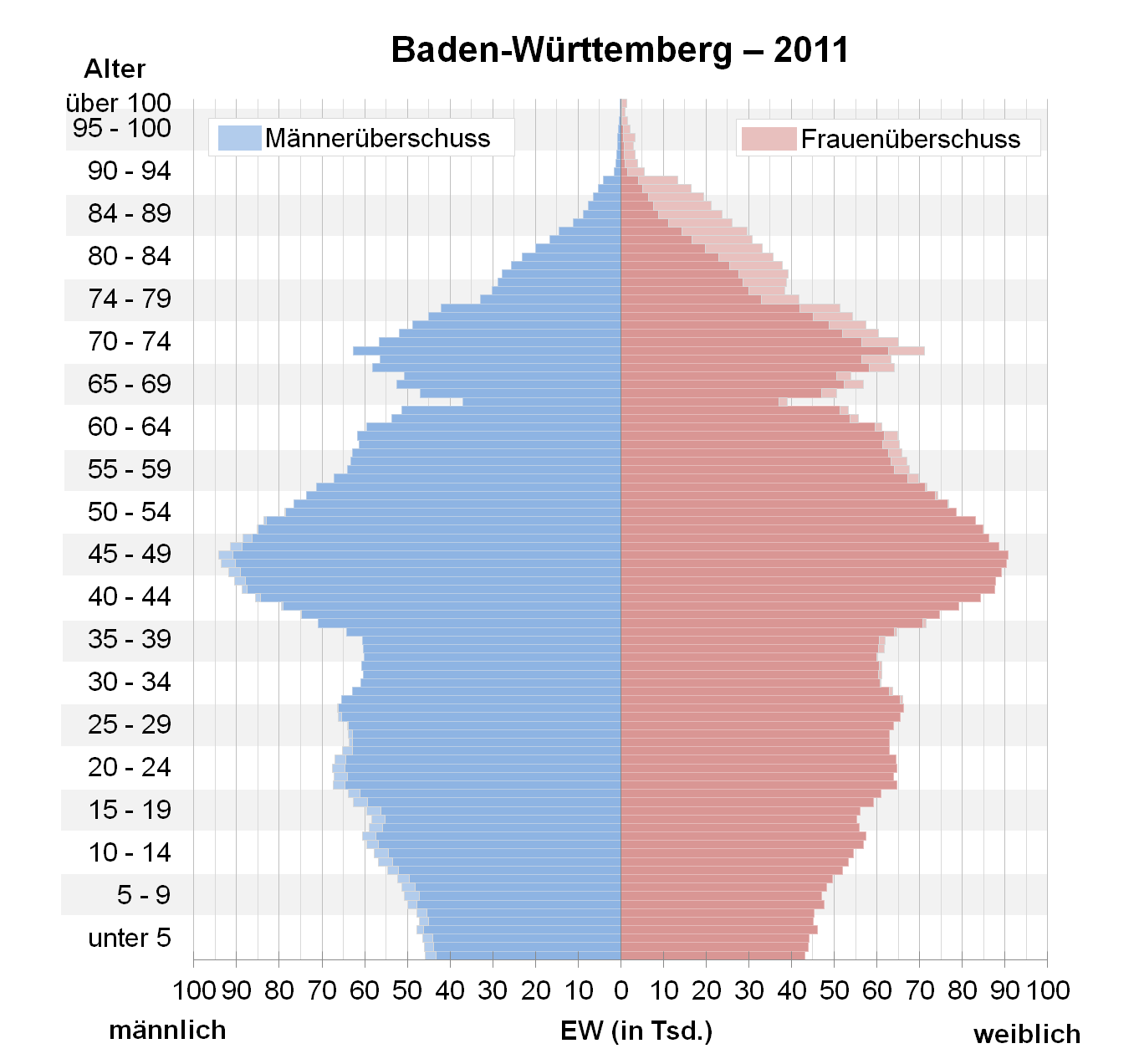
Bevölkerungspyramide für Baden-Württemberg (Datenquelle: Zensus 2011)

Quelle zur Tabelle: Statistisches Landesamt Baden-Württemberg
Die Bevölkerungsentwicklung in Baden-Württemberg war zwischen 1950 und 2008 im Allgemeinen von einem stetigen Anstieg geprägt. In den 1950er Jahren stieg die Bevölkerung Baden-Württembergs um knapp 1,3 Millionen Menschen an. Auch in den 1960er Jahren stieg die Bevölkerung nochmals um knapp 1,2 Millionen Menschen an. 1971 überstieg die Bevölkerungszahl erstmals die Neun-Millionen-Marke. Die 1970er Jahre waren dagegen bevölkerungsmäßig weitgehend von Stagnation geprägt.
Vor allem in den zehn Jahren von 1977 bis 1987 trat die Bevölkerungsentwicklung weitgehend auf der Stelle. Ein Rückgang Anfang der 1980er Jahre wurde zwar ausgeglichen, in den zehn Jahren nach 1977 nahm die Bevölkerung jedoch nur um rund 165.000 Menschen auf knapp 9,3 Millionen zu. Mit dem Ende des Kalten Krieges und dem Zustrom von Menschen aus Zentral- und Osteuropa änderte sich dies jedoch sehr deutlich.
Die zwanzig Jahre von 1988 bis 2008 waren von einem kontinuierlichen Bevölkerungsanstieg geprägt. Die Bevölkerung nahm in dieser Zeit um fast 1,5 Millionen Menschen zu. In den Jahren 1990 und 1991 wuchs die Bevölkerung jeweils um fast 200.000 Personen.
Insgesamt ist in den 50 Jahren zwischen 1952 und 2002 die Bevölkerung Baden-Württembergs um knapp vier Millionen von 6,7 auf 10,7 Millionen Menschen gewachsen, das ist eine Zunahme um knapp 60 Prozent. In den Jahren 2008 und 2009 gab es einen kleinen Bevölkerungsrückgang im ansonsten von Wachstum geprägten Baden-Württemberg. Auch bisher ist die Bevölkerung stets höchstens drei Jahre in Folge geschrumpft, um dann wieder und weiter anzuwachsen. Dennoch prognostizierte das Statistische Landesamt im Jahr 2010 einen Rückgang der Bevölkerung bis zum Jahr 2030 um 3,5 Prozent auf rund 10,3 Millionen Menschen.
Die Studie „Wegweiser Kommune“ der Bertelsmann-Stiftung geht in einer Prognose aus dem Jahr 2011 von einem Bevölkerungsrückgang von 0,4 Prozent für Baden-Württemberg bis 2030 (gegenüber 2009) aus, womit Baden-Württemberg nach Bayern das Flächenland mit der stabilsten Bevölkerungsgröße ist.
Während in den 2000er Jahren die Einwohnerzahl nur gering anstieg, erhöhte sich entgegen der zwei Prognosen die Zahl in den 2010er Jahren kontinuierlich und erreichte im Jahr 2020 bereits über 11,1 Millionen Einwohner. Durch die starke Einwanderung von Flüchtlingen aus dem Ukraine-Krieg erhöhte sich die Bevölkerung Ende 2022 bereits auf knapp 11,3 Millionen Einwohner.

Nebenstehende Prognose im Vergleich zur realen Entwicklung von 1990 bis 2018

| Datum             | Einwohner  |
| ----------------- | ---------- |
| 31. Dezember 2015 | 10.794.570 |
| 31. Dezember 2020 | 10.793.360 |
| 31. Dezember 2025 | 10.753.570 |
| 31. Dezember 2030 | 10.670.320 |

## Hoheitssymbole
Das Wappen zeigt drei schreitende Löwen auf goldenem Grund. Dies ist das Wappen der Staufer und Herzöge von Schwaben. Über dem großen Landeswappen befinden sich die sechs Wappen der historischen Landschaften, aus denen oder aus deren Teilen Baden-Württemberg gebildet worden ist. Diese sind: Vorderösterreich (rot-weiß-rot geteilter Schild), Kurpfalz (steigender Löwe), Württemberg (drei Hirschstangen), Baden (roter Schrägbalken), Hohenzollern (weiß-schwarz geviert) und Franken (drei silberne Spitzen auf rotem Grund). Dabei sind die Wappen Badens und Württembergs etwas größer dargestellt. Schildhalter sind der badische Greif und der württembergische Hirsch. Auf dem kleinen Landeswappen ruht stattdessen eine Blattkrone.
Die Benutzung des Landeswappens ist genehmigungspflichtig und grundsätzlich nur den Behörden im Land Baden-Württemberg gestattet.
Seit der letzten Änderung des Landeshoheitszeichengesetzes am 4. November 2020 (gültig seit 14. November 2020) wird auf der Landesdienstflagge mit großem Wappen das große Landeswappen einschließlich der Schildhalter verwendet, auf welche vorher verzichtet wurde.
Die Landesflagge ist schwarz-gold; die Landesdienstflagge trägt zusätzlich das kleine Landeswappen.

Hoheitssymbole des Landes Baden-Württemberg
Großes Landeswappen
Kleines Landeswappen
Landesdienstflagge mit großem Wappen (seit dem 14. November 2020)
Landesdienstflagge mit kleinem Wappen
Landesflagge
Hängeflagge mit großem Wappen
Hängeflagge mit kleinem Wappen
Bannerflagge
Knatterflagge

## Verwaltungsgliederung
Baden-Württemberg ist seit dem 1. Januar 1973 in vier Regierungsbezirke, zwölf Regionen (mit je einem Regionalverband) sowie 35 Landkreise und neun Stadtkreise eingeteilt. Die Regierungsbezirke werden durch ihre Behörden, den Regierungspräsidien, verwaltet.

### Regierungsbezirke und Regionen
- Regierungsbezirk Freiburg (Behörde: Regierungspräsidium Freiburg) mit den Regionalverbänden Hochrhein-Bodensee, Schwarzwald-Baar-Heuberg, Südlicher Oberrhein
- Regierungsbezirk Karlsruhe (Behörde: Regierungspräsidium Karlsruhe) mit den Regionalverbänden Karlsruhe, Nordschwarzwald, Rhein-Neckar
- Regierungsbezirk Stuttgart (Behörde: Regierungspräsidium Stuttgart) mit den Regionalverbänden Heilbronn-Franken, Ostwürttemberg, Stuttgart
- Regierungsbezirk Tübingen (Behörde: Regierungspräsidium Tübingen) mit den Regionalverbänden Bodensee-Oberschwaben, Donau-Iller, Neckar-Alb

Der Regionalverband Donau-Iller umfasst auch angrenzende Gebiete in Bayern. Der Verband Region Rhein-Neckar umfasst auch angrenzende Gebiete in Hessen und Rheinland-Pfalz.

### Stadt- und Landkreise
Im Land bestehen die folgenden neun Stadtkreise (in Klammern die jeweiligen Kfz-Kennzeichen):
- Baden-Baden (BAD)
- Freiburg im Breisgau (FR)
- Heidelberg (HD)
- Heilbronn (HN)
- Karlsruhe (KA)
- Mannheim (MA)
- Pforzheim (PF)
- Stuttgart (S)
- Ulm (UL)

Die 35 Landkreise sind:
- Alb-Donau-Kreis (UL)
- Biberach (BC)
- Böblingen (BB, LEO)
- Bodenseekreis (FN, TT, ÜB)
- Breisgau-Hochschwarzwald (FR, MÜL, NEU)
- Calw (CW)
- Emmendingen (EM)
- Enzkreis (PF)
- Esslingen (ES, NT)
- Freudenstadt (FDS, HCH, HOR, WOL)
- Göppingen (GP)
- Heidenheim (HDH)
- Heilbronn (HN)
- Hohenlohekreis (KÜN, ÖHR)
- Karlsruhe (KA, BR)
- Konstanz (KN, STO (BÜS))
- Lörrach (LÖ)
- Ludwigsburg (LB, VAI)
- Main-Tauber-Kreis (TBB, MGH)
- Neckar-Odenwald-Kreis (MOS, BCH)
- Ortenaukreis (OG, BH, KEL, LR, WOL)
- Ostalbkreis (AA, GD)
- Rastatt (RA, BH)
- Ravensburg (RV, SLG, ÜB, WG)
- Rems-Murr-Kreis (WN, BK)
- Reutlingen (RT)
- Rhein-Neckar-Kreis (HD)
- Rottweil (RW)
- Schwäbisch Hall (SHA, BK, CR)
- Schwarzwald-Baar-Kreis (VS, DS)
- Sigmaringen (SIG, SLG, STO, ÜB)
- Tübingen (TÜ)
- Tuttlingen (TUT)
- Waldshut (WT, SÄK)
- Zollernalbkreis (BL, HCH)

Zum Landkreis Konstanz gehört die Exklave Büsingen am Hochrhein, die in der Nähe von Schaffhausen liegt und völlig von Schweizer Gebiet umschlossen ist.
Die Landkreise haben sich 1956 zum Landkreistag Baden-Württemberg zusammengeschlossen.

### Gemeinden

Gemeinden in Baden-Württemberg nach Klasse: Stadtkreise (rot), Große Kreisstädte (orange), Städte (gelb)

Siehe auch: Liste der Städte und Gemeinden in Baden-Württemberg, Liste der größten Städte in Baden-Württemberg (alle Gemeinden mit mehr als 15.000 Einwohnern), Liste der kleinsten Gemeinden in Baden-Württemberg sowie Gemeindeordnungen in Deutschland
Seit dem Abschluss der Gebiets- und Verwaltungsreform und dem Zusammenschluss weiterer Gemeinden gliedert sich das Land Baden-Württemberg in insgesamt 1101 Gemeinden (96 davon sind Große Kreisstädte, 316 Gemeinden werden als Stadt bezeichnet) sowie die zwei unbewohnten gemeindefreien Gebiete Gutsbezirk Münsingen und Gemeindefreier Grundbesitz Rheinau.
Die Rechte und Pflichten der Gemeinden werden vor allem in der baden-württembergischen Landesverfassung (§§ 69–76) und in der baden-württembergischen Gemeindeordnung (GemO) festgelegt. In § 1 GemO sind die Gemeinden als „Grundlage und Glied des demokratischen Staates“ beschrieben, und die „Teilnahme an der […] Verwaltung der Gemeinde“ als „Recht und Pflicht“ der Gemeindebewohner.
Als ein Gemeindegebiet wird in § 7 GemO die Gesamtheit der zur Gemeinde gehörenden Grundstücke definiert. Ferner ist festgelegt, dass alle Grundstücke Baden-Württembergs zu einer Gemeinde gehören sollen – „besondere Gründe“ rechtfertigen aber den Verbleib von Grundstücken außerhalb eines gemeindlichen Markungsverbandes. Solche „gemeindefreien Grundstücke“ existieren in Baden-Württemberg in zwei unbewohnten gemeindefreien Gebieten – Gutsbezirk Münsingen und Gemeindefreier Grundbesitz Rheinau.
Hinter den neun Großstädten des Landes sind die größten Mittelstädte Ludwigsburg, Esslingen, Tübingen, Villingen-Schwenningen und Konstanz.
In § 3 GemO sind als besondere Gemeindetypen Stadtkreise (außerhalb Baden-Württembergs Kreisfreie Stadt genannt) und Große Kreisstädte erwähnt. Sie unterscheiden sich von den verbleibenden Gemeinden durch die ganze oder teilweise Übernahme von Kreisaufgaben. In Baden-Württemberg sind neun Gemeinden zu Stadtkreisen und 96 Gemeinden zu Großen Kreisstädten erklärt worden.
Von den in § 8 GemO genannten Gemeindegebietsänderungen haben Eingliederung (Eingemeindung) und Neubildung (Gemeindefusion/Zusammenlegung) das Ende der politischen Selbständigkeit einer Gemeinde zur Folge. Umfangreiche derartige Gebietsänderungen wurden unter dem Stichwort Gebietsreform in den 1970er Jahren verfügt. Die Eingliederung von Tennenbronn nach Schramberg am 1. Mai 2006 war die erste Aufgabe der Selbstständigkeit einer Gemeinde seit 1977.
Die alle fünf Jahre stattfindenden Kommunalwahlen wurden zuletzt am 9. Juni 2024 durchgeführt. Bei den Wahlen waren 18.540 Gemeinderäte und 2.272 Kreisräte zu wählen.
Einen Sonderfall stellt die Gemeinde Bad Wimpfen dar. Die Kurstadt war eine Exklave des ehemaligen Volksstaates Hessen. Nach dem Zweiten Weltkrieg wurde sie von der Militärregierung zunächst vorläufig unter württemberg-badische Verwaltung gestellt. Bad Wimpfen ist seither verwaltungsrechtlich in das Staatsgebiet Württemberg-Badens bzw. heute Baden-Württembergs integriert. Das Land Hessen vertritt weiterhin den Standpunkt, dass Bad Wimpfen staatsrechtlich hessisches Hoheitsgebiet sei, duldet aber den gegenwärtigen Zustand.

### Gemarkungen
Die 1101 Gemeinden gliedern sich in 3380 Gemarkungen. Diese sind keine Verwaltungseinheiten, sondern Flächeneinheiten des Liegenschaftskatasters. In vielen Fällen entsprechen die aktuellen Gemarkungen den ehemaligen Gemeinden vor der Gebietsreform bzw. den heutigen Gemeinden in ihren Grenzen vor der Gebietsreform.

## Politik

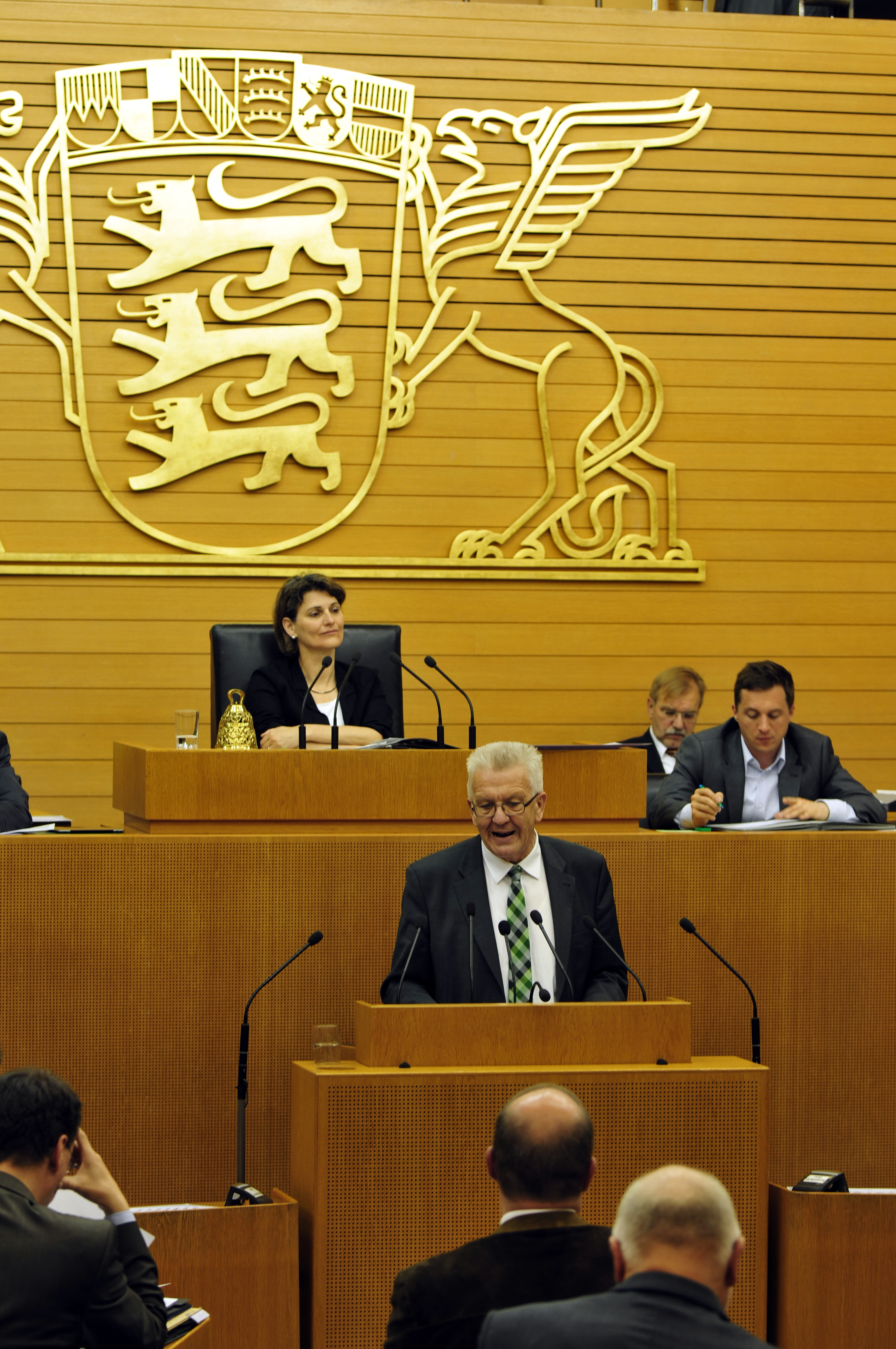
Ministerpräsident Kretschmann spricht im Landtag (2013)

Der Ministerpräsident ist Vorsitzender der Landesregierung von Baden-Württemberg, die aus Ministern, Staatssekretären und ehrenamtlichen Staatsräten besteht. Die Ministerpräsidenten seit 1952:
| Nr. | Name                 | Lebensdaten | Partei | Partei  | Beginn der Amtszeit | Ende der Amtszeit |
| --- | -------------------- | ----------- | ------ | ------- | ------------------- | ----------------- |
| 1   | Reinhold Maier       | 1889–1971   |        | FDP/DVP | 1952                | 1953              |
| 2   | Gebhard Müller       | 1900–1990   |        | CDU     | 1953                | 1958              |
| 3   | Kurt Georg Kiesinger | 1904–1988   |        | CDU     | 1958                | 1966              |
| 4   | Hans Filbinger       | 1913–2007   |        | CDU     | 1966                | 1978              |
| 5   | Lothar Späth         | 1937–2016   |        | CDU     | 1978                | 1991              |
| 6   | Erwin Teufel         | * 1939      |        | CDU     | 1991                | 2005              |
| 7   | Günther Oettinger    | * 1953      |        | CDU     | 2005                | 2010              |
| 8   | Stefan Mappus        | * 1966      |        | CDU     | 2010                | 2011              |
| 9   | Winfried Kretschmann | * 1948      |        | Grüne   | 2011                | amtierend         |

Baden-Württemberg ist politisch bürgerlich-konservativ geprägt, die CDU und die FDP/DVP sind in Baden-Württemberg verhältnismäßig stark und haben die meisten Regierungen des Landes gestellt. Aus diesem Grund hatte die SPD dort stets einen schweren Stand; ihre Ergebnisse lagen bislang immer unter dem Bundesdurchschnitt. Die CDU ging bis 2011 bei jeder Wahl als stärkste Partei hervor, während das Bundesland für die FDP das bislang einzige darstellt, bei dem sie bei Landtagswahlen noch nie an der Fünf-Prozent-Hürde scheiterte. Seit den 1980er Jahren ist Baden-Württemberg auch eine Hochburg der in Karlsruhe gegründeten Grünen, deren Wahlergebnisse im Land stets über dem Bundesdurchschnitt lagen. Ihr erstmaliger Einzug in den Landtag im Jahr 1980 war gleichzeitig der erste in einem Flächenland. Seit den Landtagswahlen 2011 stellen die Grünen hier ihren ersten Ministerpräsidenten überhaupt und erzielten in Baden-Württemberg ihre mit Abstand besten Ergebnisse in einem deutschen Bundesland (zuletzt 32,6 Prozent bei der Landtagswahl 2021). Während der Ministerpräsident von 1953 bis 2011 immer von der CDU gestellt wurde, waren an der Regierung teilweise die FDP/DVP beziehungsweise die SPD (Große Koalition) beteiligt. Während der 1990er Jahre waren die Republikaner im Landtag vertreten (10,9 Prozent 1992 und 9,1 Prozent 1996), die in diesem Bundesland ihren größten Zulauf hatten. Zuvor saß zwischen 1968 und 1972 ebenso die NPD mit 9,8 Prozent der Wählerstimmen im Landtag. 2016 zog die AfD mit 15,1 Prozent in den Landtag ein. In keinem anderen der alten (westdeutschen) Länder erreichten Parteien rechts von CDU und CSU derart hohe Wahlergebnisse.
Die CDU erreichte bei allen Wahlen zwischen 1972 und 1988 die absolute Mehrheit im Landtag. Die CDU-Ministerpräsidenten wurden oft mitten in der Legislaturperiode gewechselt, und der neue „Landesvater“ in der nächsten Wahl bestätigt. Stefan Mappus gelang dies nicht, nachdem Günther Oettinger zur EU abberufen wurde. Am 10. Februar 2010 zum Ministerpräsidenten gewählt, verlor Mappus das Amt und die schwarz-gelbe Regierungsmehrheit mit der Landtagswahl 2011. Die CDU selbst fuhr mit 39,0 Prozent das zweitschlechteste Wahlergebnis in der Geschichte der Landespartei ein, die FDP schaffte nur knapp den Sprung in den Landtag (5,3 Prozent). Die Grünen dagegen erreichten mit 24,2 Prozent das zu dem Zeitpunkt beste Ergebnis der Partei auf Landesebene. Die SPD erreichte mit 23,1 Prozent ihr in Baden-Württemberg bis dahin schlechtestes Wahlergebnis und trat als Juniorpartner in eine grün-rote Koalition unter Ministerpräsident Winfried Kretschmann ein. Bei der Landtagswahl 2016 setzte sich der Trend fort: Sowohl CDU als auch SPD verschlechterten sich nochmals auf ihre bis dahin jeweils schlechtesten Ergebnisse im Land, wohingegen die Grünen weiter zugewinnen konnten und erstmals stärkste Kraft in einem deutschen Bundesland wurden. Die neu angetretene AfD konnte 15,1 Prozent der Stimmen erzielen. In der Folge bildeten die Grünen zusammen mit der CDU eine Koalition unter Ministerpräsident Kretschmann (Kabinett Kretschmann II). Bei der Landtagswahl 2021 konnten die Grünen bei Verlusten der CDU ihr Ergebnis erneut auf nun 32,6 Prozent steigern. Die FDP konnte ihr Ergebnis verbessern, während die SPD und AfD Verluste hinnehmen musste. Die Regierungsbildung mündete erneut in der Bildung einer grün-schwarzen Regierung (Kabinett Kretschmann III).

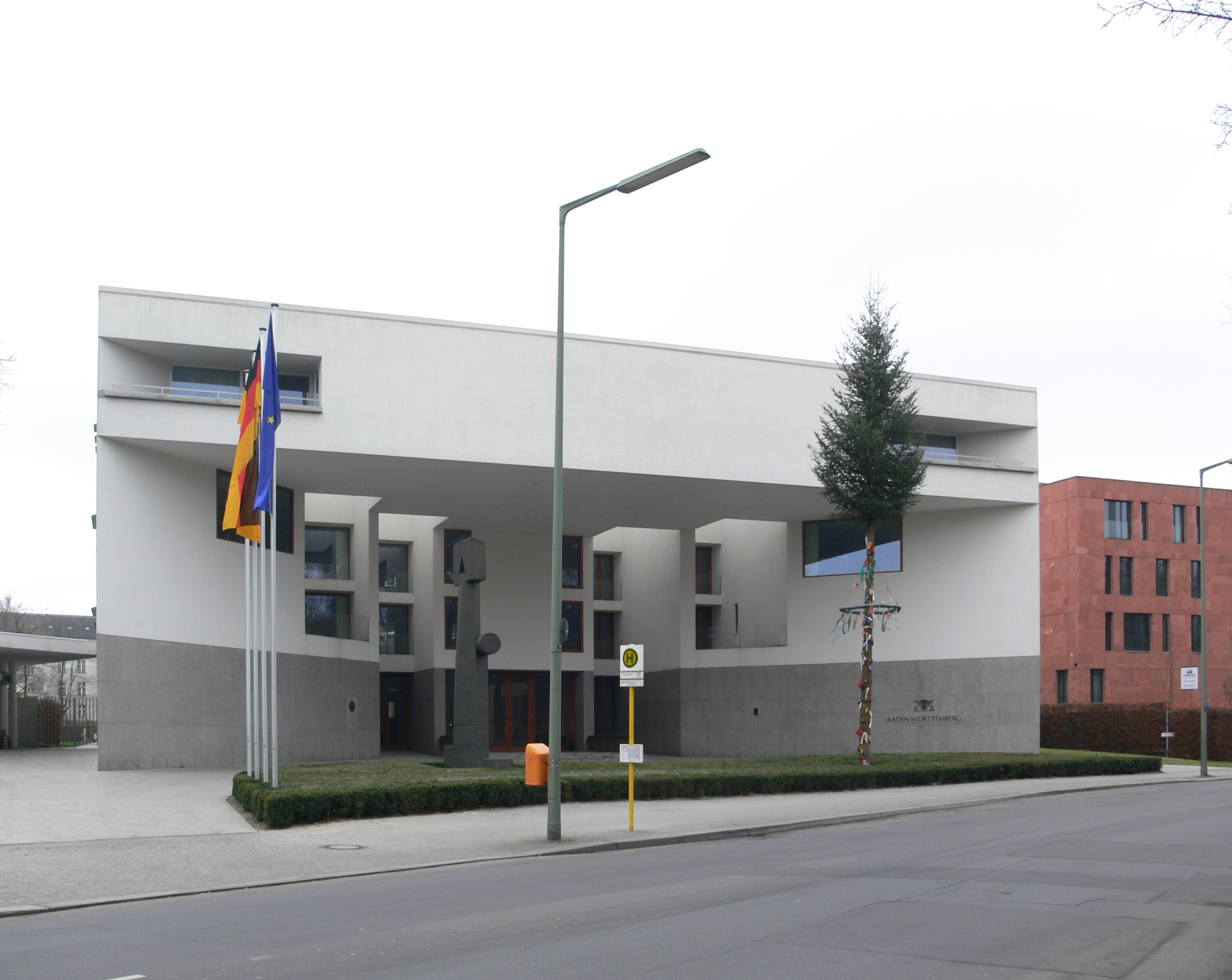
Vertretung des Landes Baden-Württemberg beim Bund in Berlin-Tiergarten

Das Land unterhält zwei Landesvertretungen außerhalb von Baden-Württemberg. Seit 1954 existiert die Vertretung des Landes Baden-Württemberg beim Bund, welche ihren Sitz bis zum Umzug der Bundesregierung in der Bundesstadt Bonn hatte und heute in der Bundeshauptstadt Berlin sitzt. Im Jahre 1987 kam die Vertretung des Landes Baden-Württemberg bei der Europäischen Union dazu, welche als Bindeglied zwischen dem Bundesland Baden-Württemberg und der Europäischen Union fungiert. Zudem besteht seit November 2021 das BW-UK Office, die Auslandsrepräsentanz Baden-Württembergs im Vereinigten Königreich.
Baden-Württemberg und die japanische Präfektur Kanagawa pflegen seit 1989 eine bilaterale Partnerschaft. Innerhalb Europas bildet Baden-Württemberg zusammen mit den Regionen Katalonien, Lombardei und Rhône-Alpes die multilaterale Arbeitsgemeinschaft Vier Motoren für Europa. 2014 wurde eine internationale Partnerschaft mit dem afrikanischen Staat Burundi formalisiert, welche auf 1984 zurückgeht.
Mit service-bw steht den Bürgern eine E-Government-Plattform zur Verfügung.
Im landeseigenen Umweltinformationssystem Baden-Württemberg sind aktuelle Messergebnisse zur Luftqualität, zum Bodensee, Unwetterwarnungen, Geoinformationen, und ein Informationssystem für Wasser, Immissionsschutz, Boden, Abfall und Arbeitsschutz abrufbar.
Staatshaushalt

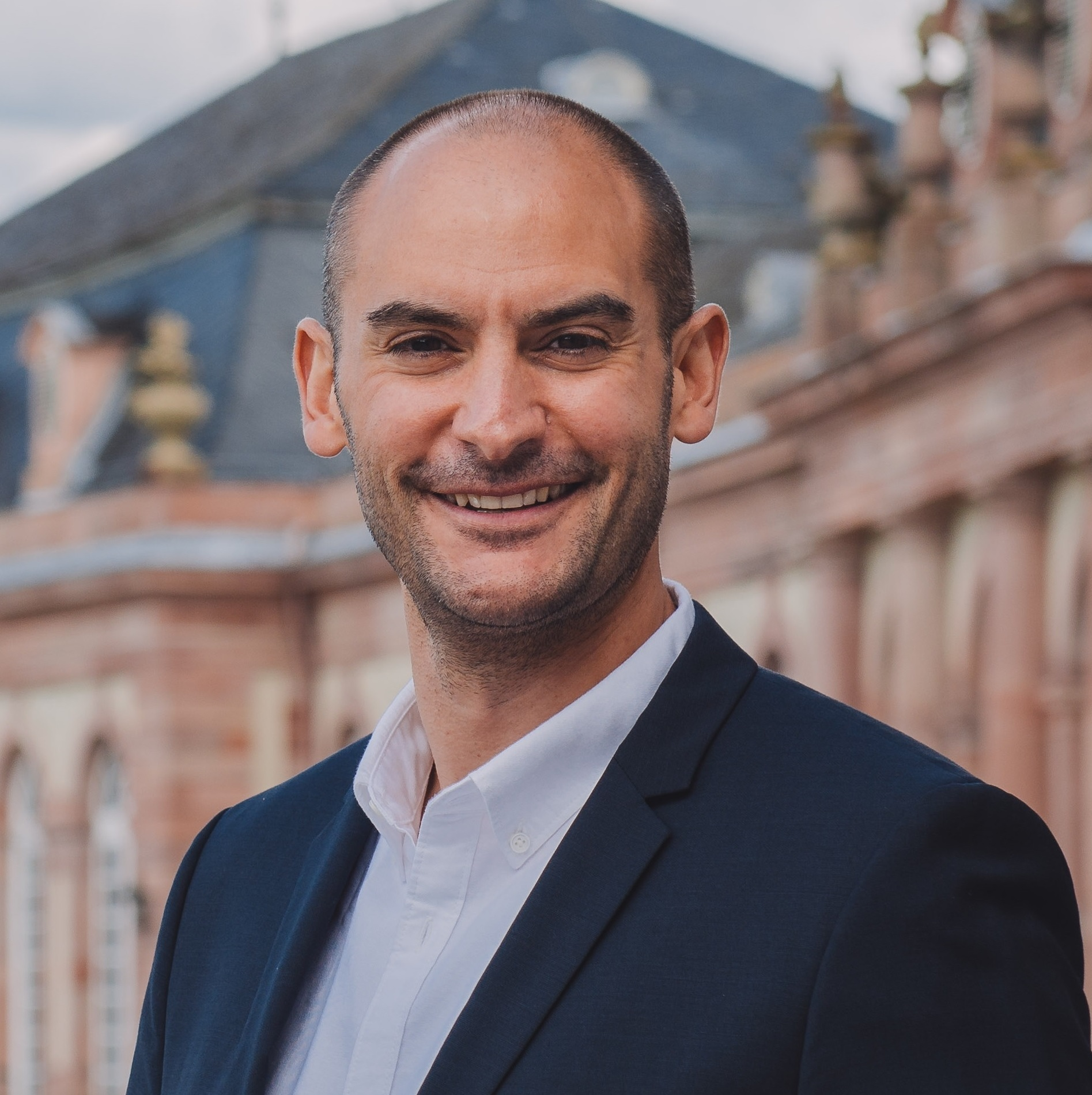
Danyal Bayaz (Grüne), Minister für Finanzen

Am 26. Oktober 2022 wurde vom Minister für Finanzen des Landes Baden-Württemberg, Danyal Bayaz (Grüne), der Haushaltsplan als Entwurf für die Jahre 2023 und 2024 (sogenannter Doppelhaushalt) in den Landtag eingebracht. Aufgrund der Vorlage des Haushaltsentwurfs im Landtag wurde dieser von den Abgeordneten debattiert. Der Landtag von Baden-Württemberg hat am 20. Dezember 2022 den Haushaltsplan für 2023 und 2024 beschlossen. Der Staatshaushalt des Landes Baden-Württemberg sieht für das Jahr 2023 Erträge (Einnahmen) und Aufwendungen (Ausgaben) in Höhe von 62.864.796.300 Euro vor. Hierbei decken die Einnahmen die Ausgaben. Für das Jahr 2024 wurden die Einnahmen und Ausgaben in Höhe von 60.976.489.200 Euro veranschlagt.
Der Haushaltsplan gliedert sich in ein Vorheft und in folgende 17 Einzelpläne, die von 01 bis 18 (mit Ausnahme der Zahl 15) nummeriert sind:
- Einzelplan 01 – Landtag
- Einzelplan 02 – Staatsministerium
- Einzelplan 03 – Ministerium des Inneren, für Digitalisierung und Kommunen
- Einzelplan 04 – Ministerium für Kultus, Jugend und Sport
- Einzelplan 05 – Ministerium der Justiz und für Migration
- Einzelplan 06 – Ministerium für Finanzen
- Einzelplan 07 – Ministerium für Wirtschaft, Arbeit und Tourismus
- Einzelplan 08 – Ministerium für Ernährung, Ländlichen Raum und Verbraucherschutz
- Einzelplan 09 – Ministerium für Soziales, Gesundheit und Integration
- Einzelplan 10 – Ministerium für Umwelt, Klima und Energiewirtschaft
- Einzelplan 11 – Rechnungshof
- Einzelplan 12 – Allgemeine Finanzverwaltung
- Einzelplan 13 – Ministerium für Verkehr
- Einzelplan 14 – Ministerium für Wissenschaft, Forschung und Kunst
- Einzelplan 16 – Verfassungsgerichtshof
- Einzelplan 17 – Landesbeauftragter für den Datenschutz und die Informationsfreiheit
- Einzelplan 18 – Ministerium für Landesentwicklung und Wohnen

Die Staatsverschuldung Baden-Württembergs bezifferte sich am 31. Dezember 2021 auf 59,7 Milliarden Euro.

## Wirtschaft

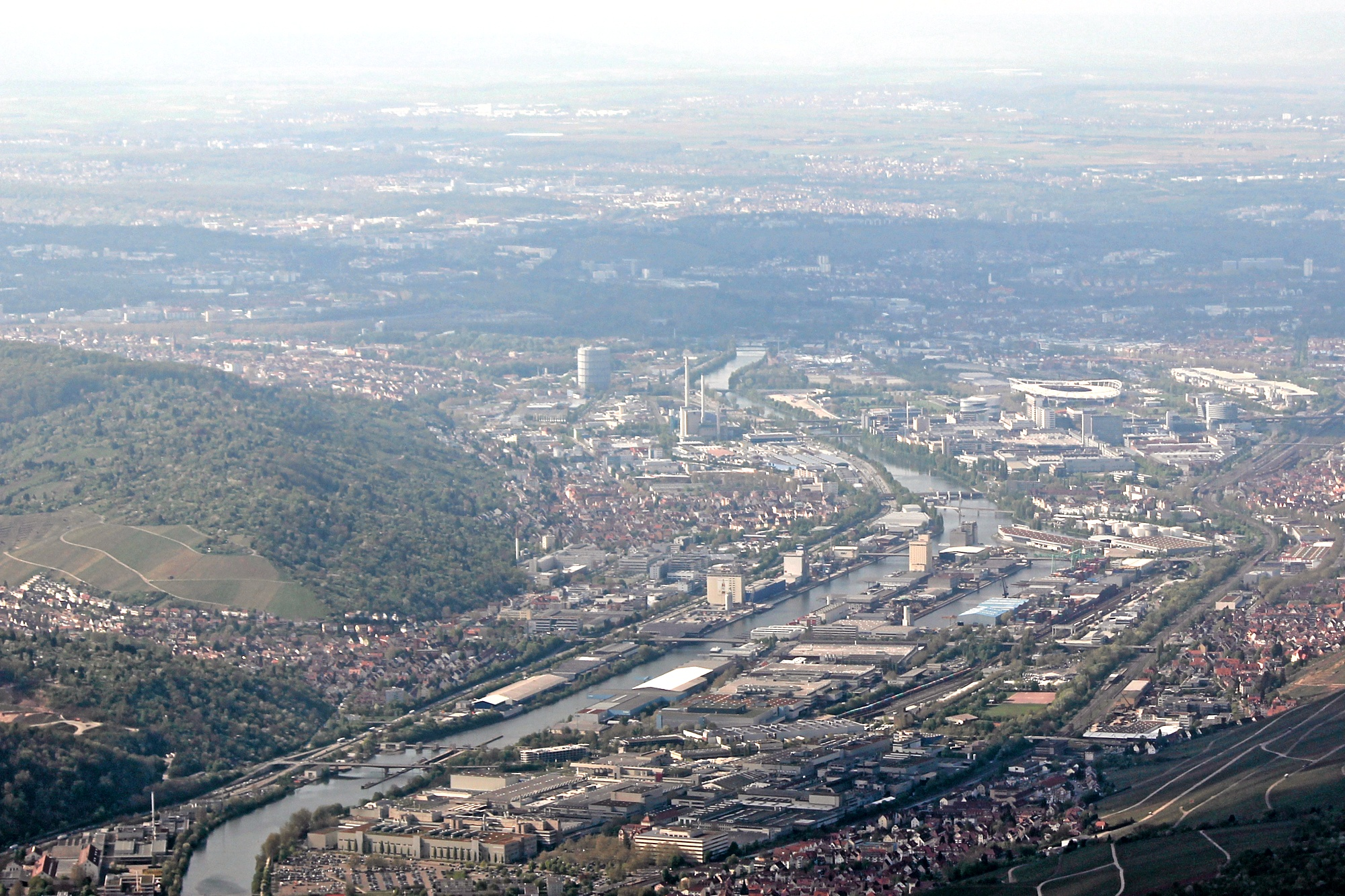
Stuttgart-Untertürkheim mit Daimler-Werken

Baden-Württemberg zählt zu den wirtschaftsstärksten und wettbewerbsfähigsten Regionen Europas. Insbesondere im Bereich der industriellen Hochtechnologie sowie Forschung und Entwicklung gilt Baden-Württemberg als die innovativste Region der Europäischen Union. Laut einer Studie eines arbeitgebernahen Verbands befindet sich Baden-Württemberg hinter Kalifornien und Massachusetts auf dem dritten Platz der innovativsten Regionen der Welt. Die Forschungsstärke spiegelt sich in den Ausgaben für Forschung und Entwicklung wider, welche 2005 bei 4,2 Prozent des Bruttoinlandsprodukts liegen, der höchste Wert unter den EU-Regionen (NUTS 1).
Gemessen am Bruttoinlandsprodukt, das 2021 rund 536 Milliarden Euro betrug, gehört Baden-Württemberg zu den wohlhabenderen Regionen der EU, mit einem Index von 144 (EU-28: 100, Deutschland: 126) (2014). Nach Hamburg und Bayern belegt Baden-Württemberg den dritten Platz im Kaufkraftvergleich 2016 mit 23.368 Euro pro Einwohner. Die durchschnittlichen Bruttolöhne je Arbeitnehmer im Jahr 2020 variierten je nach Land- bzw. Stadtkreis zwischen 32.000 bis über 50.200 Euro. So weist der Landkreis Böblingen mit 50.244 Euro je Arbeitnehmer den höchsten Durchschnittsverdienst im Jahr 2020 auf, gefolgt von den Stadtkreisen Stuttgart (49.375 Euro) und Karlsruhe (43.514 Euro). Die Arbeitslosenquote betrug 4,3 % (Dezember 2024). Sie ist dabei in den eher ländlich geprägten Regionen traditionell niedriger als in den Städten. So betrug die Arbeitslosenquote im März 2023 im Landkreis Biberach lediglich 2,4 Prozent, im Alb-Donau-Kreis 2,5 Prozent und im Landkreis Ravensburg 2,7 Prozent, während sie in den Stadtkreisen Baden-Baden mit 5,8 Prozent, Pforzheim mit 5,9 Prozent und Mannheim mit 7,1 Prozent deutlich höher lag. Ungefähr 50.000 Baden-Württemberger gehen als Grenzgänger einer Arbeit in der Schweiz nach.
Charakteristisch für die Wirtschaft des Landes sind seine Familienunternehmen. Unter den 1000 größten Familienunternehmen Deutschlands befinden sich 190 in Baden-Württemberg, das ist Platz drei im Bundesländervergleich. Auch im Verhältnis zur Einwohnerzahl kann das Land damit die drittmeisten Familienunternehmen in Deutschland vorweisen. Umsatzstärkstes baden-württembergisches Familienunternehmen ist der Handelsmulti Schwarz-Gruppe, gefolgt von der Robert Bosch GmbH und der Merckle Unternehmensgruppe.

Aufkleber einer Werbekampagne des Landes Baden-Württemberg

Logo Baden-Württembergs mit Zusatz The Länd

Logo The Länd

Ab 1999 warb die Landesregierung mit dem Motto „Wir können alles. Außer Hochdeutsch.“ für Baden-Württemberg als Wirtschaftsstandort und Lebensumfeld. Ziel der von der Landesregierung als äußerst erfolgreich eingeschätzten Kampagne war es, die wirtschaftliche Leistungsfähigkeit des Landes bekannter zu machen und sie mit den kulturellen, landschaftlichen und gastronomischen Vorzügen zu assoziieren. Das Motto wurde von einer Werbeagentur erfunden und zunächst dem Freistaat Sachsen angeboten, der seine Nutzung jedoch ablehnte. Es wurde zum geflügelten Wort. Ein weiteres, ebenfalls von der Agentur entworfenes Motto, ist „Nett hier. Aber waren Sie schon mal in Baden-Württemberg?“. Seit 2021 wirbt die Landesregierung mit der Bezeichnung The Länd (Eigenschreibweise in Majuskeln), die von einer anderen Werbeagentur erschaffen wurde.
| Arbeitsort             | sozialvers. Beschäftigte 30. Juni 2019 | Veränderung in Prozent seit 30. Juni 2015 | Pendlersaldo 30. Juni 2019 | Arbeitsplatzdichte 1 2 |
| ---------------------- | -------------------------------------- | ----------------------------------------- | -------------------------- | ---------------------- |
| Stuttgart              | 426.014                                | +9,36                                     | +160.614                   | 970                    |
| Mannheim               | 191.615                                | +6,31                                     | +62.408                    | 898                    |
| Karlsruhe              | 178.857                                | +4,70                                     | +54.542                    | 826                    |
| Freiburg im Breisgau   | 129.151                                | +10,41                                    | +44.256                    | 799                    |
| Ulm                    | 95.855                                 | +7,26                                     | +42.012                    | 1.114                  |
| Heidelberg             | 91.782                                 | +5,48                                     | +37.462                    | 799                    |
| Heilbronn              | 71.840                                 | +6,93                                     | +17.292                    | 860                    |
| Sindelfingen           | 64.946                                 | +8,71                                     | +37.795                    | 1.545                  |
| Pforzheim              | 59.006                                 | +5,18                                     | +7.504                     | 723                    |
| Reutlingen             | 56.529                                 | +5,08                                     | +9.083                     | 746                    |
| Ludwigsburg            | 54.770                                 | +8,52                                     | +14.760                    | 880                    |
| Esslingen am Neckar    | 48.853                                 | +4,97                                     | +9.254                     | 783                    |
| Tübingen               | 48.170                                 | +11,48                                    | +15.165                    | 728                    |
| Offenburg              | 42.313                                 | +8,76                                     | +17.169                    | 1.089                  |
| Villingen-Schwenningen | 42.299                                 | +8,5                                      | +6.776                     | 773                    |
| Friedrichshafen        | 37.355                                 | +6,63                                     | +10.312                    | 950                    |
| Aalen                  | 34.877                                 | +3,70                                     | +7.015                     | 779                    |
| Böblingen              | 32.929                                 | +5,75                                     | +10.399                    | 1.026                  |

| Jahr                   | 2000 | 2001 | 2002 | 2003 | 2004 | 2005 | 2006 | 2007 | 2008 | 2009 | 2010 | 2011 | 2012 | 2013 | 2014 | 2015 | 2016 | 2017 | 2018 | 2019 | 2020 | 2021 |
| ---------------------- | ---- | ---- | ---- | ---- | ---- | ---- | ---- | ---- | ---- | ---- | ---- | ---- | ---- | ---- | ---- | ---- | ---- | ---- | ---- | ---- | ---- | ---- |
| Arbeitslosenquote in % | 5,4  | 4,9  | 5,4  | 6,2  | 6,2  | 7,0  | 6,3  | 4,9  | 4,1  | 5,1  | 4,9  | 4,0  | 3,9  | 4,1  | 4,0  | 3,8  | 3,8  | 3,5  | 3,2  | 3,2  | 4,1  | 3,9  |

### Landwirtschaft

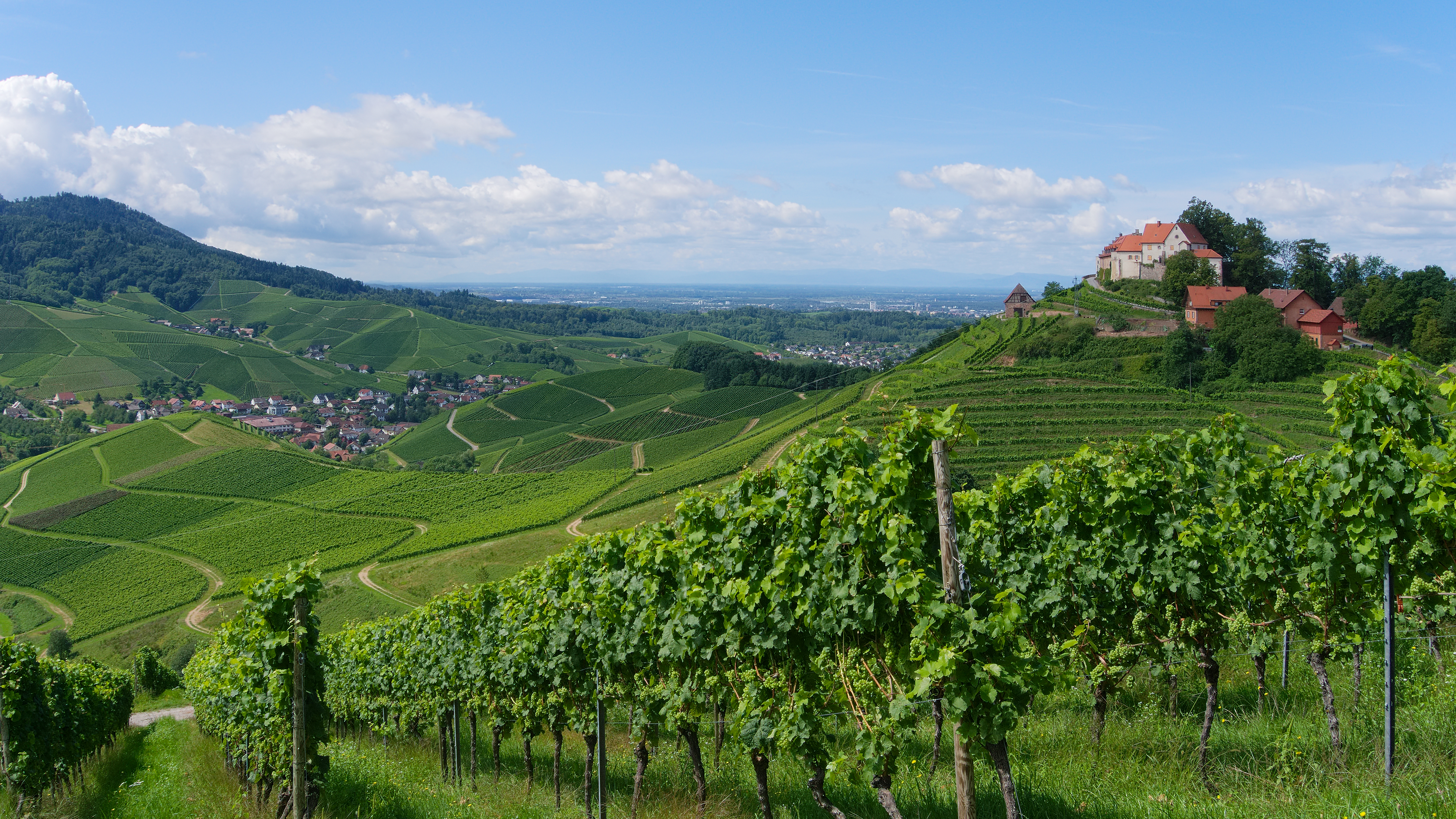
Weinbau am Rand des Schwarzwalds

Das Land weist für die Landwirtschaft höchst unterschiedliche natürliche Bedingungen auf (vgl. Abschnitt Geographie). In der Bilanz sind die tiefer gelegenen Tal- und Beckenräume des Landes wie Oberrheintiefland und Neckartal oder auch das Bodenseegebiet ausgesprochene Gunsträume für die Landwirtschaft. Hier finden sich neben Ackerbau auch Intensivkulturen wie z. B. Obst- und Weinbau mit den Weinbaugebieten Baden und Württemberg. In der Landeshauptstadt Stuttgart wird – ungewöhnlich für eine Großstadt – im verhältnismäßig größeren Umfang Weinbau betrieben (siehe Weinbau in Stuttgart). Der überwiegende Teil des Landes weist mittlere Höhenlagen auf, die für den Getreidebau günstig sind, der in unterschiedlichen Kombinationen mit Grünlandwirtschaft und Futterbau auftritt. Ungünstige Wuchsklimate finden sich in den Höhengebieten des Schwarzwalds und der Schwäbischen Alb sowie in der Baar, hier herrschen Futterbau und Viehhaltung auf Grünland oder Forstwirtschaft vor. Die ökologische Landwirtschaft ist 2018 auf 9.290 Betriebe (11 Prozent der Betriebe) und 197.751 Hektar Ökofläche (14 Prozent der landwirtschaftlichen Nutzfläche) angestiegen.
Der allgemeine Strukturwandel der Landwirtschaft, ihre betriebliche Konzentration und die Intensivierung der Produktion, vollzieht sich in Baden-Württemberg aufgrund seiner kleinteiligeren Landwirtschaft mit einiger Verzögerung letztlich in gleicher Geschwindigkeit. Indikatoren sind z. B.
- der Rückgang der Betriebszahlen: 1971 gab es noch 215.430 landwirtschaftliche Betriebe, 2007 waren es nur noch 57.049;[72]
- das Wachstum der durchschnittlichen Betriebsgröße: 1949 betrug diese noch 4,9 Hektar, im Jahr 2005 23,9 Hektar[73] (im Bundesdurchschnitt unter den Flächenstaaten die geringste Zahl);
- die Umkehrung des Verhältnisses von Haupt- zu Nebenerwerbsbetrieben: 1949 waren es 251.000 Haupt- und 141.000 Nebenerwerbsbetriebe, im Jahr 2005 wurden 19.900 Haupterwerbsbetriebe und 35.400 Nebenerwerbsbetriebe verzeichnet;[73]
- der Rückgang der in der Landwirtschaft Erwerbstätigen: deren absolute Zahl nahm in Baden-Württemberg noch bis 1925 zu und sank danach zunächst langsam, ab den 1950er Jahren schnell ab, im Jahr 2005 waren es etwa 100.000 Erwerbstätige, was zwei Prozent aller Erwerbstätigen entspricht.

### Produzierendes Gewerbe

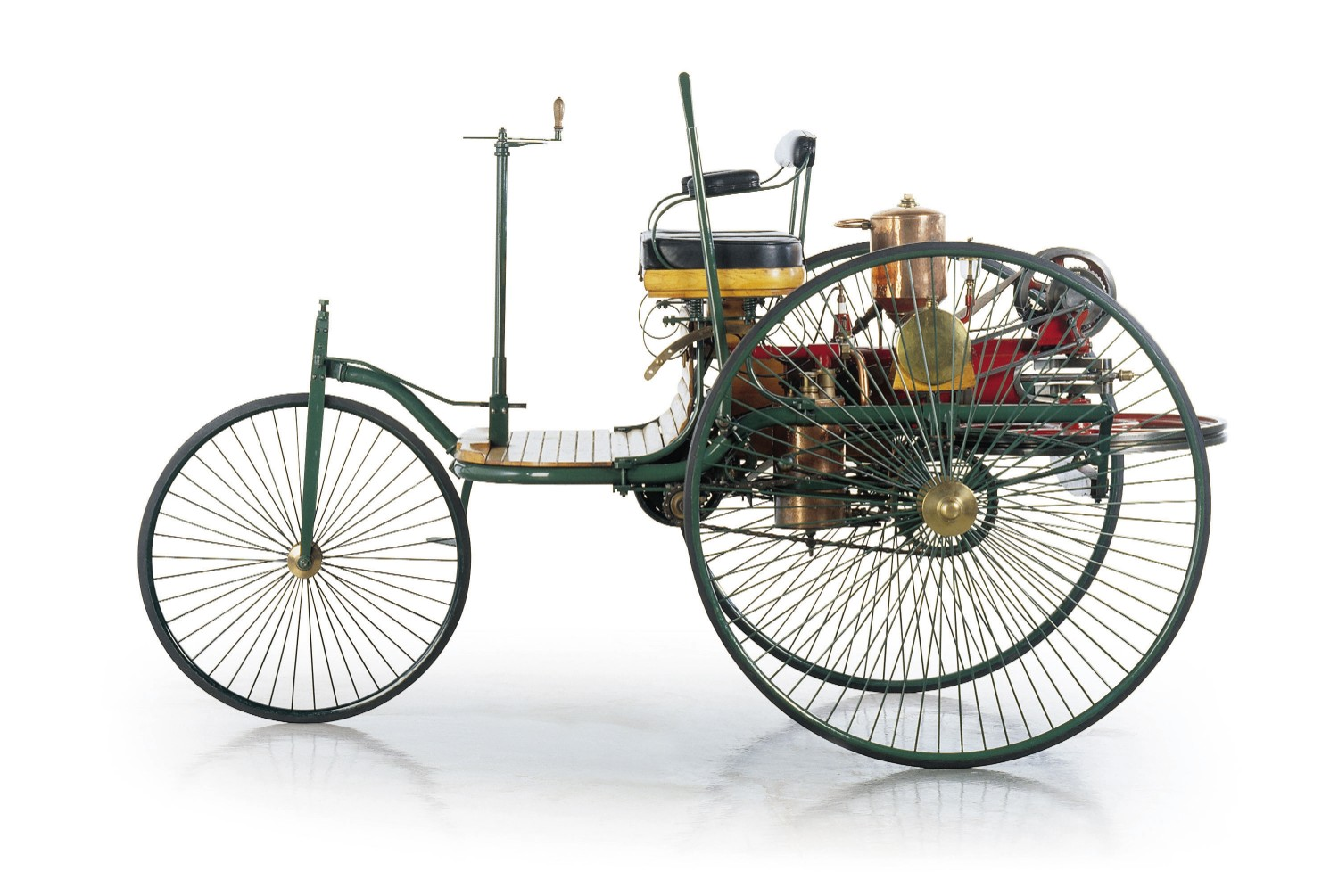
Erstes Auto der Welt, erschaffen in Mannheim von Carl Benz aus Karlsruhe

Industrie und Gewerbe beschäftigten 2005 in 8.600 Betrieben gut 1,2 Millionen Menschen, was 38,3 Prozent der sozialversicherungspflichtig Beschäftigten darstellt. Damit ist Baden-Württemberg das deutsche Bundesland mit dem höchsten Anteil der Industriebeschäftigten und dem höchsten Industrieanteil am Bruttoinlandsprodukt. Die international hohe Wettbewerbsfähigkeit der Industriebranchen des Landes wird maßgeblich durch hohe Forschungsleistungen der Unternehmen begünstigt (Wirtschaftsanteil an Forschung und Entwicklung: 3,4 Prozent des Bruttoinlandsprodukts).
Die drei nach Beschäftigtenzahlen wichtigsten Branchen sind
- die Maschinenbauindustrie, die mit vielen Unternehmen in Baden-Württemberg ansässig ist (z. B. Trumpf, Heidelberger Druckmaschinen, Festo, Voith, Liebherr, Putzmeister, SEW);
- der Fahrzeugbau: Baden-Württemberg ist ein Zentrum der Automobilindustrie[74] (Daimler AG, Porsche, Robert Bosch GmbH, Audi, Smart, Iveco Magirus, ZF Friedrichshafen, LuK, Rheinmetall Automotive, Mahle Kolben, BBS) mit Standorten in Stuttgart, Sindelfingen, Neckarsulm, Mannheim, Rastatt, Gaggenau, Bühl, Ulm, Friedrichshafen und Weissach;
- die Herstellung von Metallerzeugnissen (z. B. Wieland-Werke AG in Ulm).

Im Schwarzwald war früher die Feinmechanik sehr bedeutend, insbesondere die Uhrenindustrie sowie später die Unterhaltungselektronik (Junghans, Kienzle, SABA, Dual).
Auf der Schwäbischen Alb war und ist hauptsächlich die Textilindustrie (mit Hugo Boss, Trigema und Steiff) von Bedeutung.
Die Mineralölraffinerie Oberrhein in Karlsruhe ist die zweitgrößte Mineralölraffinerie in Deutschland.
In Walldorf hat das größte europäische Software-Unternehmen SAP seinen Sitz. Aus Baden-Württemberg stammen die bekannten Programme VirtualBox, TeamSpeak und Teamviewer Remote. Mit Lexware ist ein weiterer Softwareentwickler in Baden-Württemberg beheimatet und vor allem durch kaufmännische Softwarelösungen bekannt.
Relevant und bedeutend für die Wirtschaft einiger Städte und Gemeinden ist die Rüstungsindustrie mit etwa 120 Unternehmen. So ist Oberndorf am Neckar baden-württembergisches Zentrum für Schusswaffen, bspw. von Heckler & Koch, Rheinmetall oder ehemals Mauser. Darüber hinaus zu erwähnen ist Junghans Microtec in Seedorf als Hersteller von Zündern und Leitsystemen für Flugkörper. Die Bodenseeregion ist ebenfalls zentral für die Produktion von Verteidigungsgerät.

### Energie
Das Kernkraftwerk Neckarwestheim wurde im April 2023 als eines der drei letzten in Deutschland, das Kernkraftwerk Philippsburg 2019 und das Kernkraftwerk Obrigheim 2005 stillgelegt. 2011 waren wegen des Atom-Moratoriums bereits die jeweils ältesten Blöcke der Kernkraftwerke Neckarwestheim und Philippsburg abgeschaltet worden.
An den Flüssen des Landes gibt es zahlreiche Laufwasserkraftwerke. Mitte der 1970er Jahre wurde das Rheinkraftwerk Iffezheim gebaut. Es wurde 2013 erweitert und ist seitdem mit 148 MW das größte dieser Art in Deutschland.
Mit Stand Juni 2016 waren in Baden-Württemberg 515 Windkraftanlagen mit einer Leistung von insgesamt 880 Megawatt installiert. Die Zahl der Anlagen erhöhte sich bis 2021 auf 761, die Leistung auf 1.701 Megawatt. 2023 wurden 16 Windkraftanlagen mit einer Nennleistung von über 60 MW gebaut. Baden-Württemberg hat, obwohl drittgrößtes Bundesland, nach dem Saarland und Sachsen die drittniedrigste installierte Windenergieleistung aller deutschen Flächenländer.
Die leistungsstärksten Windparks des Landes sind der Windpark Harthäuser Wald (18 Anlagen, 54,9 MW) und der Windpark Lauterstein (19 Anlagen, 52,25 MW).

### Medien

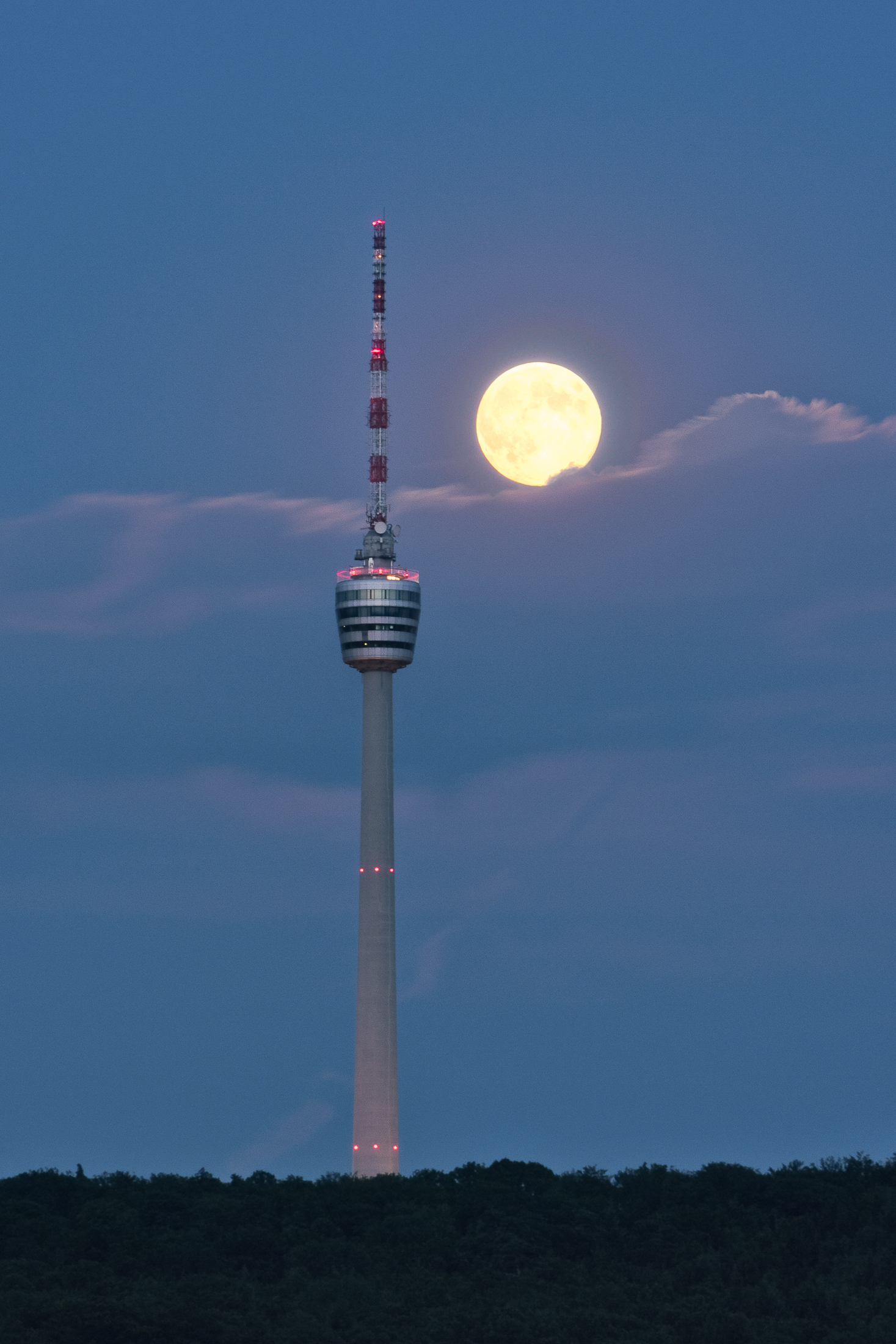
Der Stuttgarter Fernsehturm des Südwestrundfunks

In Baden-Württemberg produzieren fast 50 Zeitungsverlage täglich mehr als 220 unterschiedliche Tageszeitungen mit einer Auflage von mehr als zwei Millionen Exemplaren. Im Zeitungsbereich gibt es 17 Regionalzeitungen. Die auflagenstärksten (mindestens 80.000 Exemplare) sind die Südwest Presse, die Stuttgarter Nachrichten, die Schwäbische Zeitung, der Mannheimer Morgen, die Badische Zeitung, die Badischen Neuesten Nachrichten, die Rhein-Neckar-Zeitung, die Heilbronner Stimme und die Stuttgarter Zeitung. Die meisten Lokalzeitungen beziehen den Mantel von einer Regionalzeitung.
Über 500 Verlage in Baden-Württemberg produzieren jährlich über 10.000 Neuerscheinungen. Viele traditionsreiche Unternehmen wie beispielsweise der Ernst Klett Verlag, die Verlagsgruppe Georg von Holtzbrinck oder die Verlagsgruppe Hüthig Jehle Rehm haben ihren Stammsitz im Land. Weiterhin befindet sich in Offenburg der Sitz der Hubert Burda Media, einer der größten Verlags- und Medienkonzerne Deutschlands, der auch auf dem internationalen Markt von Bedeutung ist.
Die wichtigsten wissenschaftlichen Bibliotheken Baden-Württembergs sind die Württembergische Landesbibliothek und die Badische Landesbibliothek. In den 800 öffentlichen Bibliotheken des Landes in kommunaler Trägerschaft werden etwa 16 Millionen Medien verfügbar gehalten. Hinzu kommen mehrere hundert Bibliotheken in kirchlicher Trägerschaft.
Der öffentlich-rechtliche Rundfunk wird vom Südwestrundfunk betrieben, der auch Klangkörper unterhält, die zu den führenden in Europa gehören: das SWR Symphonieorchester, das SWR Vokalensemble Stuttgart sowie die SWR Big Band Stuttgart.
Im privaten Hörfunk gibt es neben 13 Lokalsendern drei regionale Bereichssender (Radio Regenbogen, Antenne 1, Radio 7) und einen überregionalen Sender vorwiegend für junge Menschen (bigFM). Zwölf nichtkommerzielle private Hörfunkveranstalter, wie beispielsweise Bermudafunk, Querfunk oder radioaktiv, und fünf Lernradios ergänzen das Angebot.
Die Sender BWeins, HD Campus TV und Baden TV bieten ein privates Fernsehlandesprogramm. Darüber hinaus gibt es 14 regionale Fernsehsender wie das Rhein-Neckar Fernsehen, Regio TV Schwaben oder RTF.1 Neckar-Alb. Acht private bundesweite Veranstalter senden aus Baden-Württemberg.

### Tourismus

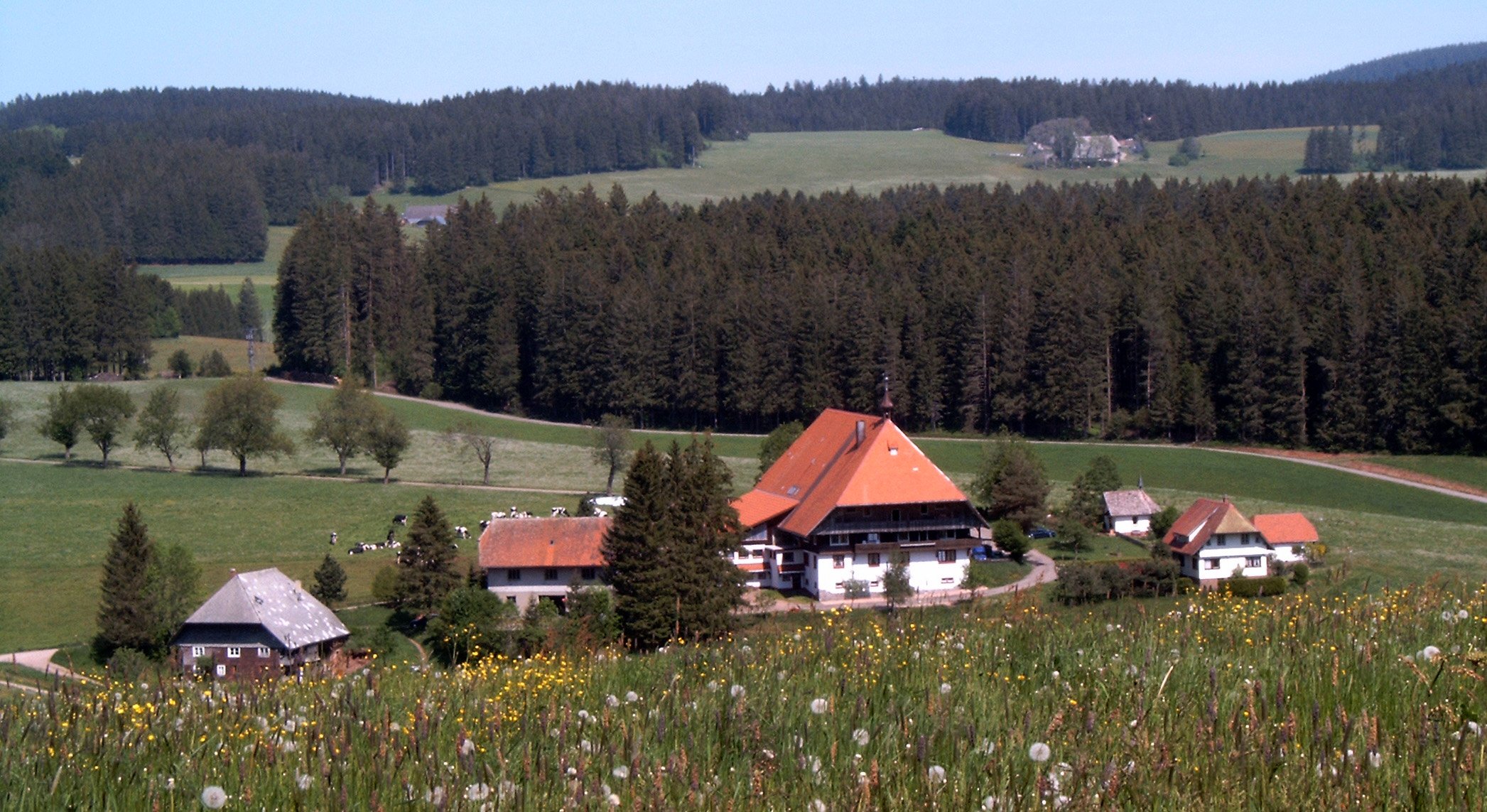
Bauernhof im südlichen Schwarzwald

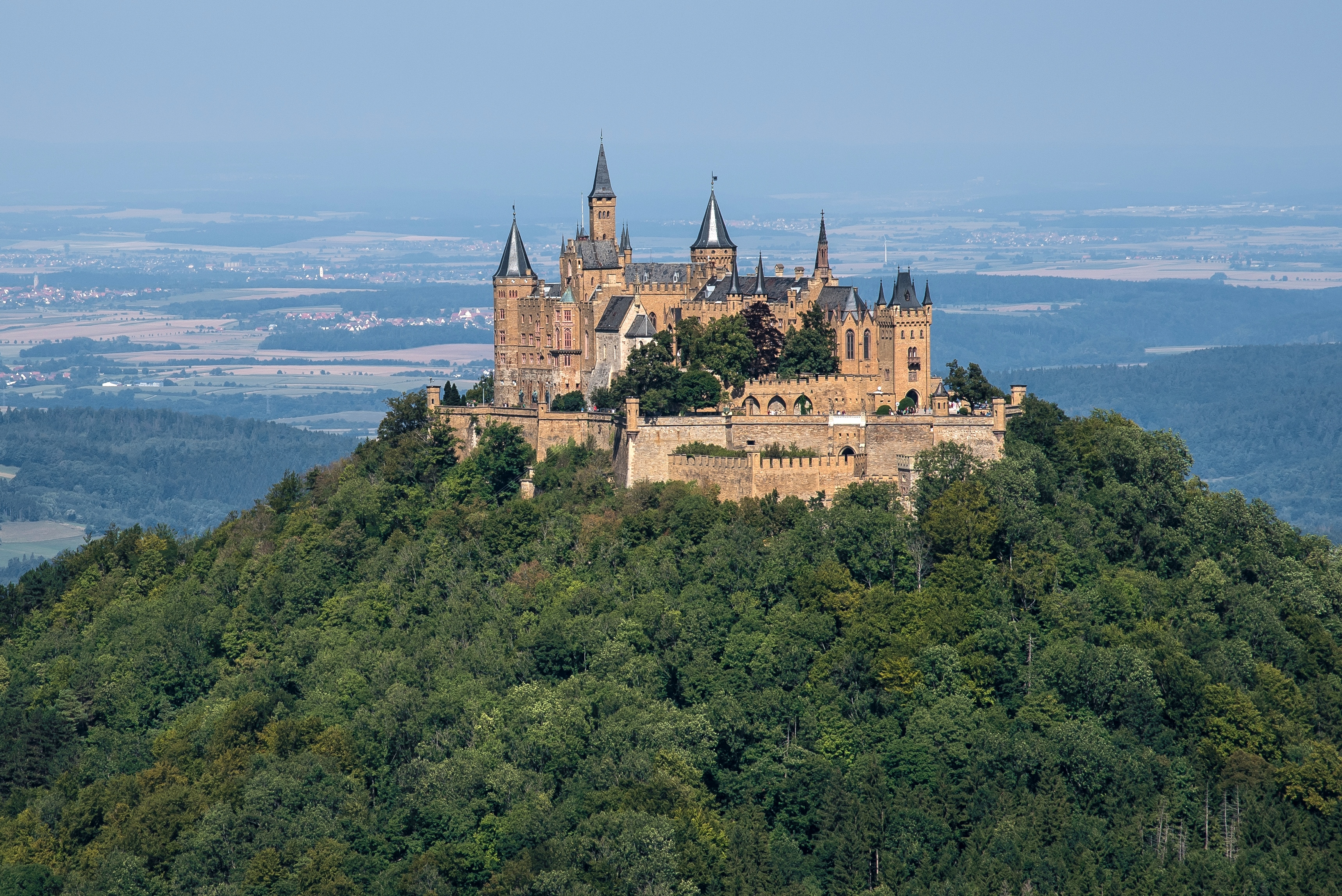
Burg Hohenzollern am Albtrauf

Pro Jahr werden im Fremdenverkehrsgewerbe Baden-Württemberg rund 49 Millionen Übernachtungen gezählt. Das mittelständisch geprägte Tourismusgewerbe trägt rund fünf Prozent zum Bruttoinlandsprodukt bei. Der Tourismus bietet etwa 200.000 Arbeitsplätze sowie 8000 Ausbildungsplätze. Da die Arbeitsplätze standortgebunden sind, gelten sie als relativ sicher.
Der Schwarzwald ist die wichtigste Erholungsregion in Baden-Württemberg und das meistbesuchte Urlaubsziel unter den deutschen Mittelgebirgen. Er ist insbesondere für seine romantischen Täler, Schluchten, Mühlen und die typischen Bauernhöfe sowie als Herkunftsort der Kuckucksuhr bekannt. Er ist auch wegen seines guten Wegenetzes mit Fernwanderwegen wie dem Westweg ein beliebtes Wandergebiet. Rund um den Feldberg (1493 m), dem höchsten Berg im Schwarzwald, sowie in vielen anderen Orten des Schwarzwalds hat der Wintersport eine lange Tradition.
Der Bodensee mit der Alpenkette im Hintergrund ist ebenfalls ein gut besuchtes Reiseziel und auch Naherholungsziel für die Städter; hier finden sich mit den Pfahlbauten Unteruhldingen und der zum UNESCO-Welterbe zählenden Klosterinsel Reichenau Zeugnisse unterschiedlichster Epochen. Am See haben die Blumeninsel Mainau und die alten Städte Konstanz und Meersburg die höchsten Besucherzahlen. Nicht weit von der Region um den Bodensee liegen das Donautal sowie Oberschwaben mit den alten reichsstädtisch geprägten Kleinstädten Biberach an der Riß und Ravensburg. Die Oberschwäbische Barockstraße führt durch dieses Zentrum des Barocks nördlich der Alpen.
Das württembergische Allgäu lockt mit seiner Landschaft und vielen Wandermöglichkeiten, ebenso wie weiter nördlich der Naturpark Schwäbisch-Fränkischer Wald.
Die Schwäbische Alb ist für ihre kleinen romantischen Städte (z. B. Bad Urach), die Heidelandschaften, die ausgedehnten Wälder, die Höhlen, Burgen und Schlösser bekannt (Burg Hohenzollern, Schloss Lichtenstein, Schloss Sigmaringen). Baden-Württemberg hat rund 60 Heilbäder und Kurorte, insbesondere im Schwarzwald und in Oberschwaben.
Anziehungspunkte für Städtereisende sind auch die Kurstadt Baden-Baden mit ihrer berühmten Spielbank, die von ihrer akademischen Bevölkerung geprägten alten Universitätsstädte Heidelberg (Heidelberger Schloss und Altstadt), Freiburg im Breisgau (Münster und „Bächle“ in der Altstadt) und Tübingen (am Rande des idyllischen Waldes Schönbuch gelegen, auch bekannt für seine Stocherkähne auf dem Neckar), die alten Reichsstädte Esslingen am Neckar, Reutlingen und Ulm und die zentral gelegene Landeshauptstadt Stuttgart mit dem zoologisch-botanischen Garten Wilhelma, der Staatsgalerie und den Automobilmuseen (Mercedes-Benz, Porsche). Neben der Wilhelma gibt es weitere Botanische Gärten in Freiburg, Heidelberg, Hohenheim, Karlsruhe, Konstanz, Tübingen, und in Ulm, der Stadt mit dem höchsten Kirchturm der Welt.
Der Europa-Park im südbadischen Rust ist Deutschlands größter Freizeitpark mit über fünf Millionen Besuchern im Jahr. Auch der Erlebnispark Tripsdrill bei Cleebronn, der erste Freizeitpark in Deutschland, ist sehr bekannt.
Beliebt sind auch die badische und die schwäbische Gastronomie sowie die badischen und württembergischen Weine. Im Schwarzwaldort Baiersbronn befinden sich mit der Schwarzwaldstube und dem Restaurant Bareiss zwei Restaurants, die vom Guide Michelin mit drei Sternen ausgezeichnet sind. Insgesamt befinden sich 74 Sternelokale in Baden-Württemberg.

## Verkehr

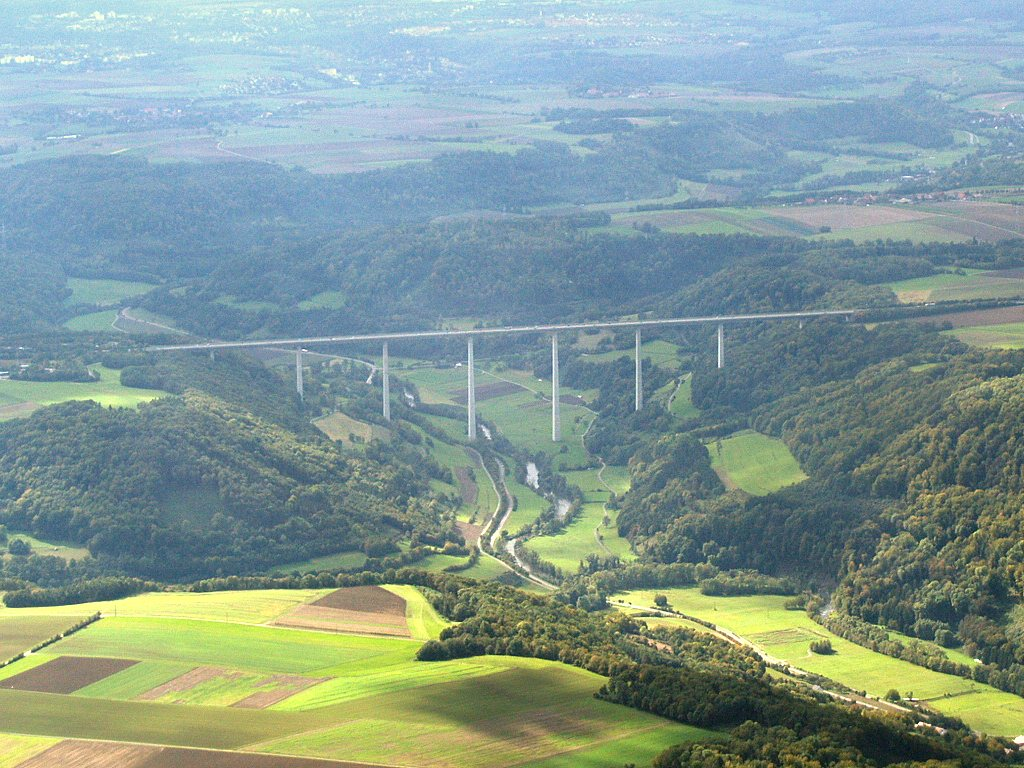
Die Kochertalbrücke in Hohenlohe ist Deutschlands höchste Talbrücke

### Straßenverkehr

#### Kraftfahrzeugverkehr
Die wichtigsten Autobahnen sind in Süd-Nord-Richtung die A 5 (von Basel über Karlsruhe bis Weinheim und weiter Richtung Frankfurt am Main) und die A 81 (von Singen am Hohentwiel über Stuttgart nach Würzburg). Weiter östlich stellt die A 7, die allerdings nur auf einem kurzen Abschnitt zwischen Ulm und Ellwangen durch baden-württembergisches Gebiet verläuft, eine weitere Süd-Nord-Verbindung dar.
In West-Ost-Richtung haben die A 6 (von Saarbrücken kommend über Mannheim und Heilbronn nach Crailsheim und weiter Richtung Nürnberg) und die A 8 (von Karlsruhe über Stuttgart nach Ulm und weiter Richtung München) die größte Bedeutung. Besondere straßenbauliche Herausforderung war und ist der Albaufstieg, der auf 16 km Länge rund 380 m Höhendifferenz vom Albvorland bis zur Albhochfläche überwindet.
Beide West-Ost-Autobahnen liegen weitgehend in der nördlichen Hälfte des Landes, in der bergigen Südhälfte fehlt eine durchgehende West-Ost-Autobahn. Der Verkehr in diesen Richtungen wird hier durch Bundesstraßen aufgenommen, wie z. B. durch die B 31, welche durch den Südschwarzwald sowie am nördlichen Bodenseeufer entlangführt und dabei die Autobahnen 5, 81 und 96 miteinander verbindet. Letztere erschließt den äußersten Südosten des Landes. Lediglich am Rande des Hochrheins entsteht derzeit nach und nach eine neue Autobahn, die A 98, von der es bereits einige Teilstücke gibt.
Gerade die Autobahnen um die Großstädte Baden-Württembergs werden vor allem während der Stoßzeiten von sehr starkem Verkehr belastet. Staus von über 25 Kilometern Länge sind auch außerhalb von Urlaubszeiten keine Seltenheit.
Die meistbefahrene Kreuzung Baden-Württembergs ist die als Echterdinger Ei bekannte Anschlussstelle Stuttgart-Degerloch, welche die Kreuzung der A 8 mit der autobahnähnlich ausgebauten B 27 bildet. Es liegt einige Kilometer östlich des Autobahnkreuzes Stuttgart und wird jeden Tag von 170.000 bis 180.000 Fahrzeugen befahren.
Die Länge der Autobahnen im Land beträgt 1056 km, die Länge der Bundesstraßen 4202 Kilometer. Die Landesstraßen sind 10.053 Kilometer lang, die Kreisstraßen 12.115 Kilometer. (Stand 2022)

#### Radverkehr

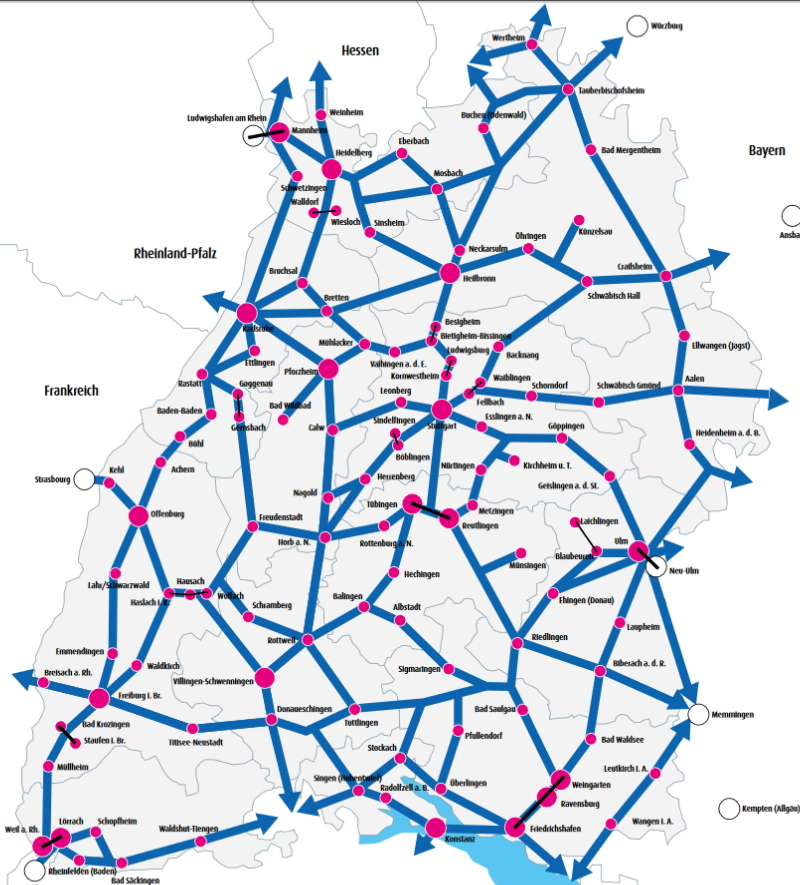
Schematisches RadNETZ BW

Das Bundesland ist durch das RadNETZ BW großflächig für den Radverkehr erschlossen. Das Netz umfasst etwa 8.000 km Wegelänge beschilderter Radwege, welche die Mittel- und Oberzentren verbinden. Es bestehen außerdem zahlreiche Radwanderwege.
Der Radverkehr in Baden-Württemberg hält derzeit (Stand 2018) etwa einen Anteil von 10 % am Modal Split. Ziel der Landesregierung sind bis 2030 20 % Anteil am Gesamtverkehr. Insbesondere in den größeren Städten kommt dem Radverkehr eine zentrale Rolle innerhalb des lokalen Verkehrs zu. Karlsruhe und Freiburg belegen seit 2012 durchgehend eine Platzierung innerhalb der Top drei beim bundesweiten Fahrradklimatest des ADFC. Dies zeigt sich auch in den Radverkehrsanteilen von 33 % in Karlsruhe (2018) und 31 % in Freiburg (nur Stadtbevölkerung).
Das Land Baden-Württemberg plant und baut mehrere Radschnellwege im Land. Bis 2030 sollen solcher 20 Infrastrukturprojekte realisiert worden sein.

### Schienenverkehr

Projekt Stuttgart 21

Das Schienennetz der DB InfraGO AG im Land umfasst 3400 Kilometer Strecke, auf denen 6400 Kilometer Gleise verlegt und 9500 Weichen eingebaut sind. Rund 1400 Bahnübergänge sind vorhanden. Auf diesem Netz finden täglich 6500 Zugfahrten statt, die dabei 310.000 Kilometer zurücklegen.
Weitere Strecken werden von anderen Eisenbahninfrastrukturunternehmen betrieben; die bedeutendsten sind die Württembergische Eisenbahn-Gesellschaft, die SWEG Südwestdeutsche Landesverkehrs-GmbH, die seit 2018 zur SWEG gehörende Hohenzollerische Landesbahn und die Karlsruher Albtal-Verkehrs-Gesellschaft. Die Nahverkehrsgesellschaft Baden-Württemberg bestellt im Auftrag des Landes den Schienenpersonennahverkehr in Baden-Württemberg. Das Karlsruher Modell als Innovation verbindet technologisch die Systeme Eisenbahn und Straßenbahn und wird an vielen Stellen weltweit nachgeahmt.
Das Land Baden-Württemberg fördert die Realisierung von Schienenwegeprojekten, die in den Zuständigkeitsbereich des Bundes fallen. Bis 2017 wurden Förderungen in Höhe von 2,4 Milliarden Euro erteilt, was mehr als der Summe der Förderungen aller übrigen Bundesländer entsprach. Zu den geförderten Vorhaben zählten Stuttgart 21, die Neubaustrecke Wendlingen–Ulm, die Ausbau- und Neubaustrecke Karlsruhe–Basel sowie die Südbahn.

### Schifffahrt
Der Rhein hat bis Basel und der Neckar bis Plochingen den Status von Bundeswasserstraßen. Am Zusammenfluss in Mannheim liegt der Hafen Mannheim, einer der bedeutendsten Binnenhäfen Europas. Weitere große Häfen sind die Rheinhäfen Karlsruhe mit dem größten Ölbinnenhafen Europas, der Hafen Heilbronn und der Hafen in Kehl. Auf den Flüssen wird auch Fahrgastschifffahrt im Ausflugs- und Freizeitverkehr betrieben. Auf dem Bodensee verkehren die Autofähren, Personenschiffe und Ausflugsboote der Weißen Flotte.

### Luftverkehr

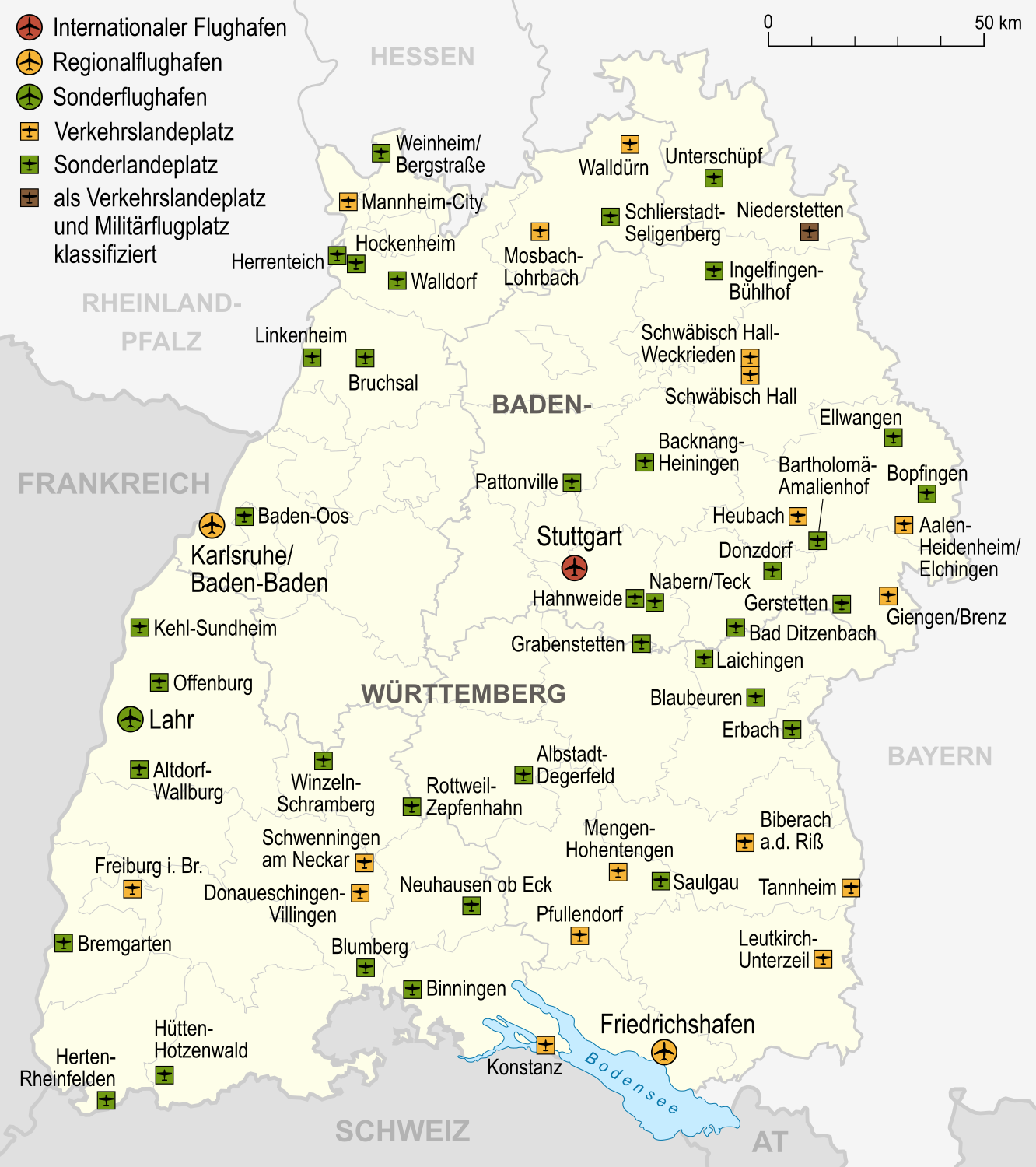
Karte der Flughäfen und Landeplätze in Baden-Württemberg

Baden-Württemberg verfügt über vier Verkehrsflughäfen. Der internationale Flughafen Stuttgart ist der sechstgrößte Deutschlands. Der Flughafen Karlsruhe/Baden-Baden bei Rastatt erfuhr einen Aufschwung durch die Angebote von Billigfluglinien und ist der zweitgrößte im Bundesland. Ein weiterer Regionalflughafen befindet sich in Friedrichshafen. Die Regionen Oberrhein und Hochrhein-Bodensee profitieren zudem von den grenznahen Flughäfen Flughafen Basel-Mülhausen, Flughafen Straßburg und Flughafen Zürich. Der Flughafen Lahr ist ein Frachtflughafen; im Personenluftverkehr hat er zudem die Lizenz als Zubringerflughafen für den Europapark Rust. Mannheim besitzt mit dem Flugplatz Mannheim City einen bedeutenden Verkehrslandeplatz.

## Kultur

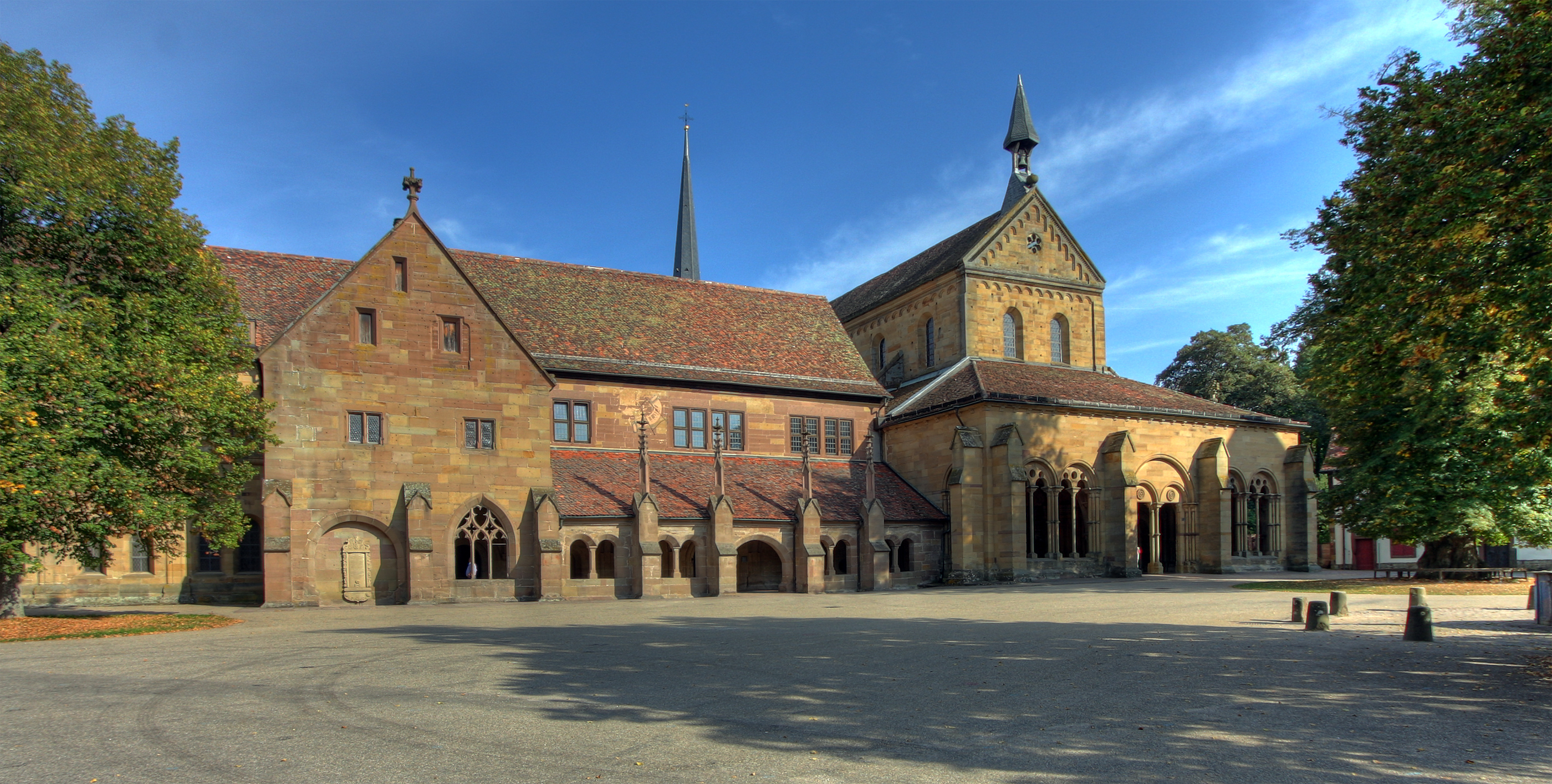
Weltkulturerbe Kloster Maulbronn

Mit der Klosterinsel Reichenau im Bodensee, der Zisterzienserabtei Kloster Maulbronn und den Höhlen der ältesten Eiszeitkunst liegen drei Stätten des UNESCO-Welterbes vollständig in Baden-Württemberg. An vier weiteren Welterbestätten hat das Land Anteil: An den Prähistorischen Pfahlbauten um die Alpen mit Fundstätten überwiegend um den Bodensee und Federsee; am Obergermanisch-Raetischen Limes im Norden und Osten des Landes; zwei Häuser in der Stuttgarter Weißenhofsiedlung wurden 2016 als Teil des architektonischen Werks von Le Corbusier in die Welterbeliste aufgenommen; Baden-Baden erhielt den Welterbe-Status 2021 als eine der bedeutenden Kurstädte Europas.
In der Badischen Landesbibliothek in Karlsruhe wird die Ausgabe C des Nibelungenlieds aufbewahrt. Die drei vollständigen Handschriften aus dem 13. Jahrhundert wurden gemeinsam im Juli 2009 zum UNESCO-Weltdokumentenerbe ernannt.
Der Barbarastollen ist ein stillgelegter Versorgungsstollen bei Oberried in der Nähe von Freiburg im Breisgau. Als einziges Objekt in Deutschland unterliegt der Barbarastollen dem Sonderschutz nach den Regeln der Haager Konvention zum Schutz von Kulturgut bei bewaffneten Konflikten. Er dient seit 1975 als Zentraler Bergungsort der Bundesrepublik Deutschland zur Lagerung von fotografisch archivierten Dokumenten mit hoher national- oder kulturhistorischer Bedeutung. In Europa ist er das größte Archiv zur Langzeitarchivierung. Seit 1978 ist der Bergungsort auch in das Internationale Register der Objekte unter Sonderschutz bei der UNESCO in Paris eingetragen.
Im Creative Cities Network der UNESCO sind die Städte Heidelberg (UNESCO City of Literature), Karlsruhe (UNESCO City of Media Arts) und Mannheim (UNESCO City of Music) vertreten.
Im Süden und entlang des Rheins wird die schwäbisch-alemannische Fastnacht gefeiert. Das Cannstatter Volksfest wird nach dem Münchner Oktoberfest als zweitgrößtes Volksfest der Welt bezeichnet. Seit 1978 werden im Land die Heimattage Baden-Württemberg veranstaltet.

### Religionen und Weltanschauungen

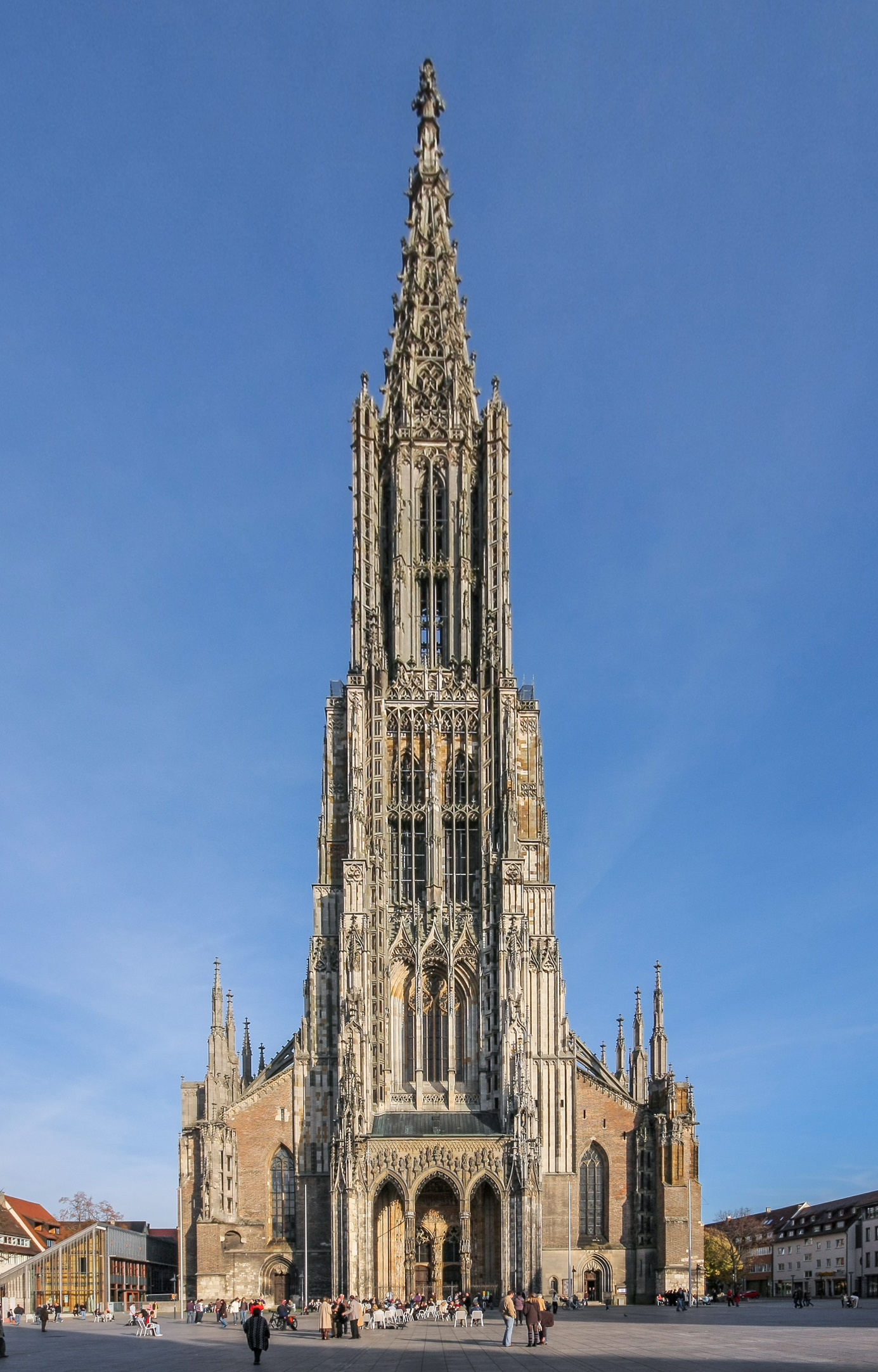
Das Ulmer Münster mit dem höchsten Kirchturm der Welt

Während 2001 noch 74 Prozent einer der beiden großen Konfessionen angehörten, waren es 2019 noch 60 Prozent und 2022 nur noch 57 Prozent. Wie überall in Deutschland steigt die Zahl von Menschen, die keiner oder anderen Religionen (z. B. Islam) zugehörig sind. Von den neun Großstädten in Baden-Württemberg hat derzeit keine noch eine Mehrheit an Kirchenmitgliedern.
Für Baden-Württemberg wurden folgende Mitgliederzahlen der Religionsgemeinschaften veröffentlicht:
| Konfession/Religion                     | Jahr | Anteil in Prozent | Anzahl     |
| --------------------------------------- | ---- | ----------------- | ---------- |
| römisch-katholisch                      | 2021 | 30,8              | 3.425.822  |
| evangelisch                             | 2021 | 26,4              | 2.934.900  |
| muslimisch                              | 2018 | 07,4              | 00.819.000 |
| christlich-orthodox                     | 2011 | 02,0              | 0.222.890  |
| neuapostolisch                          | 2017 | 00,8              | 0.083.000  |
| methodistisch                           | 2019 | 00,3              | 0.031.000  |
| Zeugen Jehovas                          | 2017 | 00,3              | 0.029.433  |
| buddhistisch                            | 2003 | 00,2              | 0.025.000  |
| hinduistisch                            | 2003 | 00,1              | 0.015.000  |
| baptistisch                             | 2019 | 00,1              | 0.009.941  |
| jüdisch                                 | 2019 | 00,1              | 0.007.918  |
| Konfessionslose und andere Konfessionen | —    | —                 | —          |

Durch den Zuzug von Assyrern aus dem Nahen Osten, die der syrisch-orthodoxen Kirche angehören, ist auch das altorientalische Christentum in Baden-Württemberg beheimatet. Die syrisch-orthodoxe Kirche hat allein in Baden-Württemberg 25.000 Mitglieder.
Unabhängig von der Kirchensteuer zahlt Baden-Württemberg jährlich über 130 Millionen Euro an Staatsleistungen an die römisch-katholische und die evangelische Kirche.
Siehe auch: Erzbistum Freiburg, Bistum Mainz und Diözese Rottenburg-Stuttgart, Evangelische Landeskirche in Baden und in Württemberg, Neuapostolische Kirche Süddeutschland, Alt-Katholische Kirche in Deutschland#Verbreitung nach Bundesländern

### Sprachen und Dialekte
Amts- und Verkehrssprache ist Deutsch. Zahlreiche weitere Sprachen und Dialekte werden von jenen gesprochen, die aus anderen Sprach- oder Mundartregionen kommen oder einen entsprechenden Migrationshintergrund haben.

Das traditionelle Verbreitungsgebiet westoberdeutscher (= alemannischer) Dialektmerkmale im 19. und 20. Jahrhundert, an dem Baden-Württemberg wesentliche Anteile hat

Die angestammten Dialekte werden von Sprachwissenschaftlern in oberdeutsche und mitteldeutsche Mundarten gruppiert:
- Mitteldeutsch: Um Mannheim und Heidelberg wird Rheinfränkisch (stellenweise auch Kurpfälzisch oder Pfälzisch genannt) gesprochen
- Oberdeutsch: Etwa in den südlichen zwei Dritteln werden verschiedene Färbungen des Schwäbischen (vor allem in Württemberg) sowie des Nieder-, Mittel- und Hochalemannischen (vor allem in Baden) gesprochen. Um Karlsruhe und Heilbronn wird Südfränkisch gesprochen, im Osten des nördlichen Drittels Baden-Württembergs Ostfränkisch.

Zwischen den Mundarträumen bestehen Übergangsgebiete, die sich keinem der Räume eindeutig zuordnen lassen. Es existieren vor allem südfränkisch-schwäbische (unter anderem um Calw, um Pforzheim, Zabergäu), südfränkisch-niederalemannische (um Baden-Baden und Rastatt) und schwäbisch-niederalemannische (Oberschwaben) Übergangsgebiete. Vor allem in diesen Gegenden wird die Unschärfe der germanischen Dialektgliederung deutlich. Neuere Entwicklungen sind das Eindringen schwäbischer Dialektmerkmale nach Heilbronn und Schwäbisch Hall.
Das Land wird auch außerhalb der Landesgrenze mit (vor allem schwäbischen) Dialektsprechern assoziiert, so etwa bei der klischeehaften Identifizierung von Schwaben in Berlin. Die Landesregierung unter Erwin Teufel griff dies 1999 auf, indem sie den Werbespruch „Wir können alles. Außer Hochdeutsch.“ prägte. Bekannte Mundartkünstler sind z. B. die Dichter bzw. Schriftsteller Thaddäus Troll und Harald Hurst, der Volksschauspieler und Komiker Willy Reichert, der Schauspieler Walter Schultheiß und der Kabarettist Christoph Sonntag. Es gibt Fernsehsendungen im Dialekt wie z. B. Hannes und der Bürgermeister oder die Comedyserie Tschappel. Auch der Kinofilm bzw. die Fernsehserie Die Kirche bleibt im Dorf wurden in Mundart verfilmt. Eine Verschriftlichung der Mundart wie in Luxemburg steht hingegen nicht zur Debatte.
Im Juli 2023 gründete sich der Dachverband der Dialekte Baden-Württemberg (DDDBW). Dieser wird – bisher einmalig in Deutschland – auf Initiative einer über 50 Landtagsabgeordneten umfassenden Parlamentariergruppe vom Land Baden-Württemberg institutionell unterstützt.

## Sport
Als Dachorganisationen für den Sport in Baden-Württemberg gibt es die drei Landessportbünde Württembergischer Landessportbund (WLSB), Badischer Sportbund Freiburg (BSB) und Badischer Sportbund Nord (BSB Nord). Übergeordneter Verband ist der Landessportverband Baden-Württemberg (LSV), der auch Mitglied im Deutschen Olympischen Sportbund ist.

### Fußball

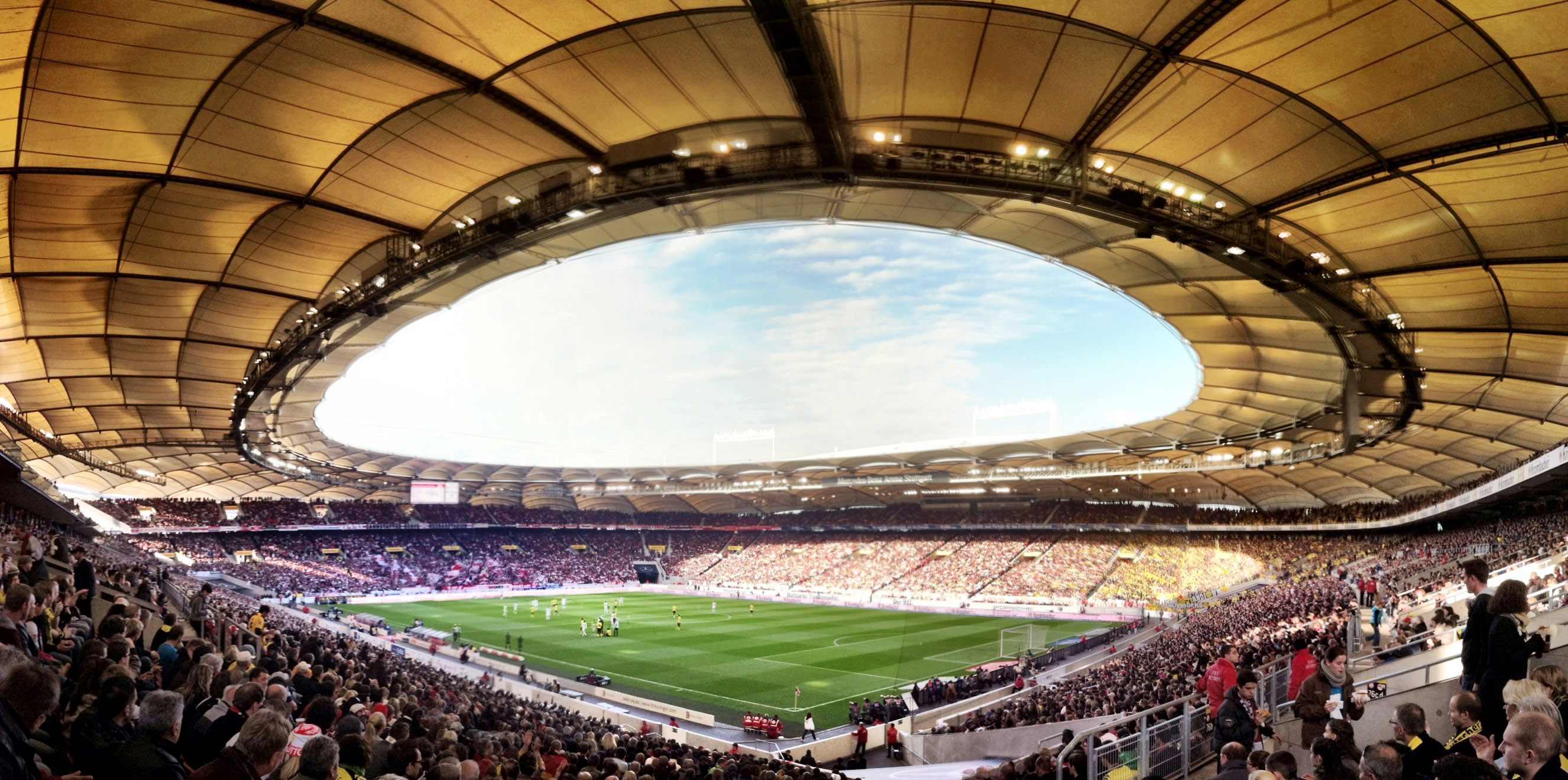
Die MHPArena in Stuttgart

Stuttgart war Spielort der Fußball-Weltmeisterschaften 1974 und 2006. In der Fußball-Bundesliga spielen mit dem fünfmaligen deutschen Meister und vierfachen Pokalsieger VfB Stuttgart, dem SC Freiburg, dem 1. FC Heidenheim und der TSG 1899 Hoffenheim vier Vereine aus Baden-Württemberg. In der 2. Bundesliga ist das Land mit dem Karlsruher SC vertreten. In der 3. Liga sind der SSV Ulm 1846, der SV Waldhof Mannheim und die 2. Mannschaften des VfB Stuttgart und der TSG Hoffenheim aktiv. Der ehemalige Bundesligist Stuttgarter Kickers spielt derzeit in der viertklassigen Regionalliga Südwest. Aus dem heutigen Baden-Württemberg kommen auch die ehemaligen Deutschen Meister Freiburger FC (1907), FC Phönix Karlsruhe (1909), Karlsruher FV (1910) und VfR Mannheim (1949). In der Frauen-Bundesliga spielen der SC Freiburg und die TSG 1899 Hoffenheim. Ehemalige Bundesligisten sind: SC Sand, VfL Sindelfingen, TSV Crailsheim, SC Klinge Seckach, TSV Ludwigsburg, TuS Binzen und VfL Ulm/Neu-Ulm.
Der baden-württembergische Fußball wird von drei regionalen Landesverbänden organisiert: Badischer Fußballverband (BFV), Südbadischer Fußballverband (SBFV) und Württembergischer Fußballverband (WFV).

### Handball
Frisch Auf Göppingen gewann 1960 und 1962 den Europapokal der Landesmeister, zwischen 1954 und 1972 neun Mal die Deutsche Meisterschaft und in den 2010er Jahren viermal den EHF-Pokal. Die Rhein-Neckar Löwen wurden 2016 und 2017 Deutscher Meister sowie 2018 und 2023 Pokalsieger. In der Bundesliga der Männer spielt außerdem der TVB 1898 Stuttgart. In der Frauen-Bundesliga sind mit der HB Ludwigsburg (als SG BBM Bietigheim Deutscher Meister 2017, 2019, 2022, 2023 und 2024), dem TuS Metzingen (Vizemeister 2016), der Sport-Union Neckarsulm und Frisch Auf Göppingen vier Teams vertreten.

### Basketball
In der Basketball-Bundesliga sind die MHP Riesen Ludwigsburg, Ratiopharm Ulm (Deutscher Meister 2023) und die MLP Academics Heidelberg beheimatet. In der ProA (zweite Basketball-Bundesliga) spielen die Kirchheim Knights, die PS Karlsruhe Lions, die Crailsheim Merlins und die Tigers Tübingen.

### Volleyball
Die Männermannschaft des VfB Friedrichshafen gewann 2007 die Volleyball Champions League und wurde 13-mal Deutscher Meister und 17-mal Pokalsieger. Die Frauenmannschaft von Allianz MTV Stuttgart wurde 2019 und von 2022 bis 2024 Deutscher Meister. Zudem gewann sie viermal den DVV-Pokal. CJD Feuerbach gewann von 1989 bis 1991 die Deutsche Meisterschaft der Frauen und wurde viermal Pokalsieger.

### Eishockey
In der Deutschen Eishockey Liga spielen 2024/25 der achtfache deutsche Meister Adler Mannheim und die Schwenninger Wild Wings. In der DEL2 sind die Ravensburg Towerstars und der EHC Freiburg vertreten. Als weitere Profiteams spielen die Bietigheim Steelers, die Heilbronner Falken und die Stuttgart Rebels in der Oberliga Süd, der dritthöchsten Eishockeyliga.

### Wintersport

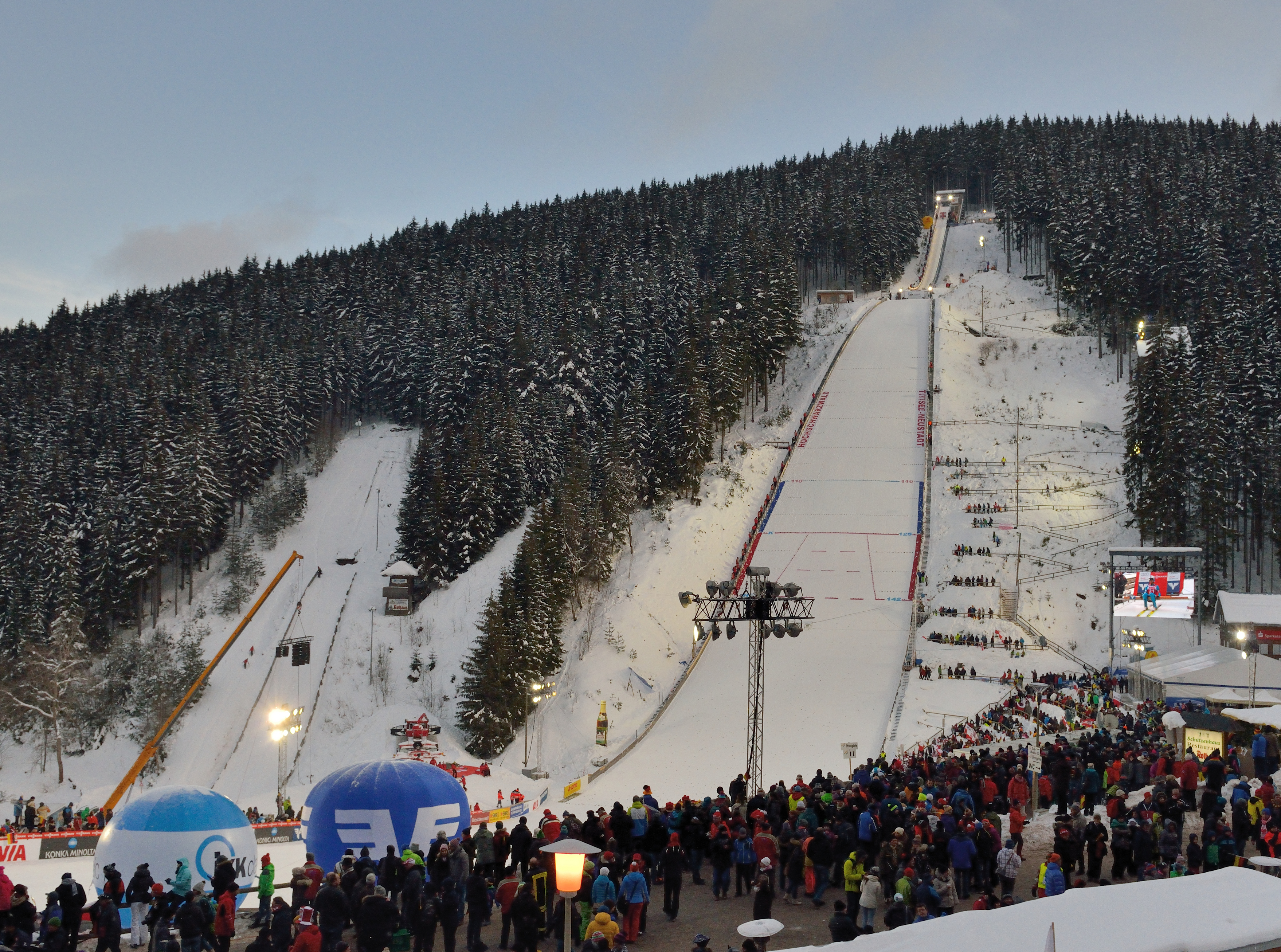
Skisprung-Weltcup auf der Hochfirstschanze in Titisee-Neustadt

Internationale Skisprung-Wettbewerbe werden auf der Hochfirstschanze in Titisee-Neustadt und im Adler-Skistadion in Hinterzarten veranstaltet. Eine traditionsreiche Veranstaltung in der Nordischen Kombination ist der Schwarzwaldpokal in Schonach. Aus dem Schwarzwald stammen Olympiasieger und Weltmeister in nordischen Disziplinen wie Georg Thoma, Dieter Thoma und Martin Schmitt. Alpine Skiwettbewerbe finden im Feldberg-Gebiet bei Todtnau-Fahl statt, in der Heimat des ältesten deutschen Skiclubs, des Skiclub Todtnau 1891 e. V.

### Tennis
In Stuttgart finden zwei international bedeutende Tennisturniere statt: Der MercedesCup der Männer auf der Anlage des TC Weissenhof ist Teil der ATP Tour 250. Der Porsche Tennis Grand Prix der Frauen in der Porsche-Arena gehört zur WTA Tour.
Das Männerteam des TK Grün-Weiss Mannheim spielt in der 1. Bundesliga. Das Frauenteam des TEC Waldau wurde 2005 Sieger der Bundesliga, das des TC Weissenhof zwischen 1975 und 1989 vier Mal Deutscher Mannschaftsmeister. Der TC Rüppurr aus Karlsruhe gehörte lange der 1. Herren-Bundesliga an.
Aus dem nordbadischen Landesteil stammen die ehemaligen Weltranglistenersten Steffi Graf und Boris Becker.

### Leichtathletik
Stuttgart war Austragungsort der Leichtathletik-Europameisterschaften 1986 und -Weltmeisterschaften 1993. Von 2006 bis 2008 fand hier das Leichtathletik-Weltfinale statt. Danach wurde das ehemalige Neckarstadion in ein reines Fußballstadion umgebaut. Das Internationale Hochsprung-Meeting Eberstadt wurde von 1979 bis 2018 jährlich ausgetragen.

### Motorsport

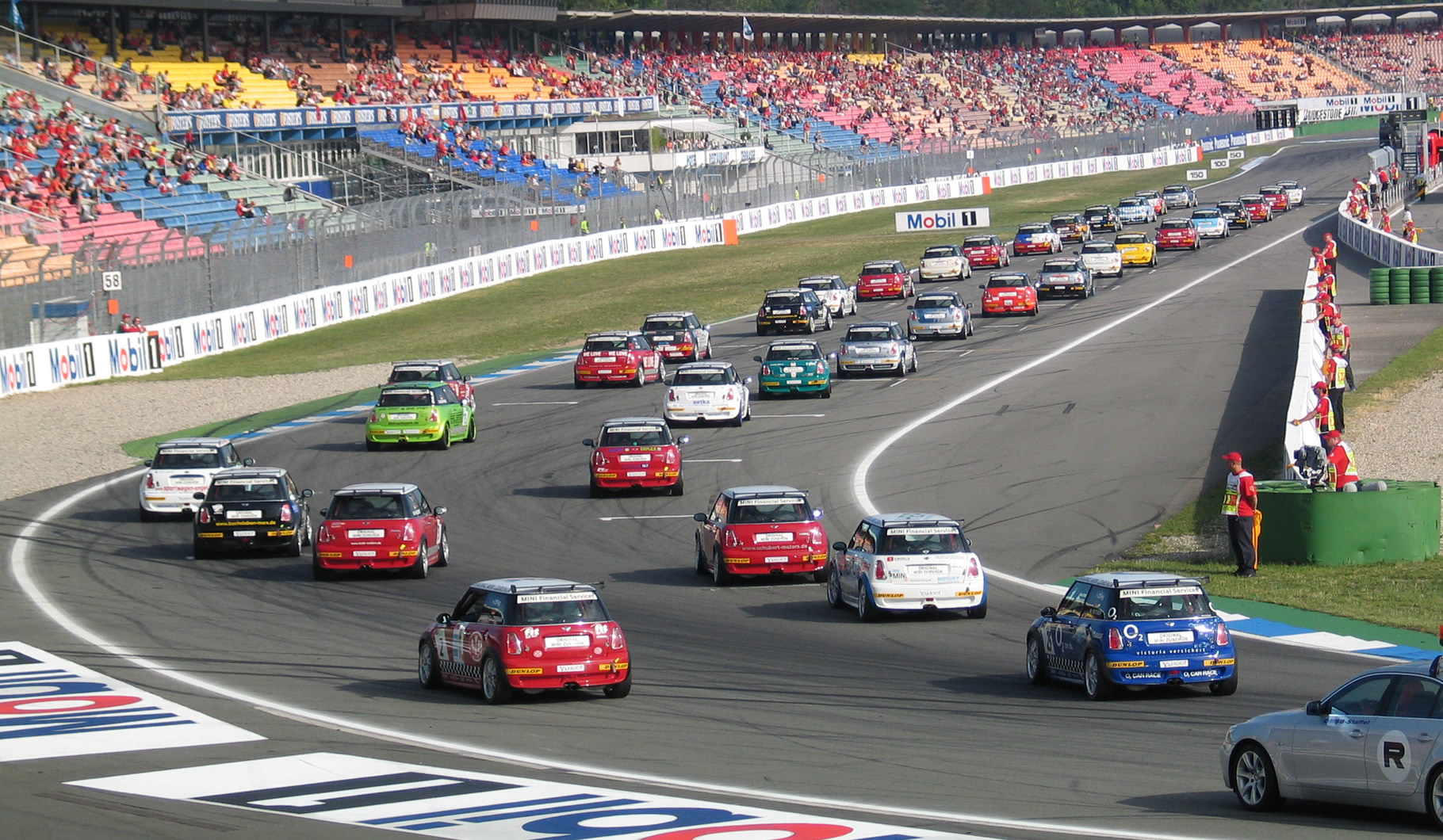
Autorennsport auf dem Hockenheimring

Der Hockenheimring zählt zu den bedeutendsten Motorsport-Rennstrecken in Deutschland. Er gehörte bis 2019 zu den Austragungsorten für den Großen Preis von Deutschland in der Formel 1 und ist Schauplatz des Eröffnungsrennens sowie des Finales der DTM.
In Holzgerlingen, Gaildorf und Reutlingen fanden Läufe zur Motocross-Weltmeisterschaft statt. In Rudersberg werden WM-Läufe mit Seitenwagen veranstaltet. In Berghaupten und Hertingen fanden Läufe zur Langbahn-Welt- und Europameisterschaft statt.

### Weitere Sportarten
Erfolgreichster Hockeyverein ist der HTC Stuttgarter Kickers, welcher 2005 die deutsche Meisterschaft und 2006 den Europapokal der Landesmeister gewann. In den letzten Jahren sind der Mannheimer HC und der TSV Mannheim sowohl bei den Damen als auch bei den Herren eine feste Größe in der Bundesliga. In der Wasserball-Bundesliga sind der SV Cannstatt (Deutscher Meister 2006) und der SSV Esslingen vertreten. Die Frauen der TSG Backnang wurden 2017 und 2018 sowie von 2021 bis 2023 Deutscher Judo-Mannschaftsmeister. Bei den Männern wurde der KSV Esslingen 2023 Deutscher Meister und belegte seit 2011 achtmal den zweiten Platz. Im Tischtennis wurden die Frauen des TTC 1946 Weinheim in der Saison 2024/25 Deutscher Meister.
In der Baseball-Bundesliga Süd spielen der deutsche Rekordmeister Mannheim Tornados (10 Titel), der siebenfache Deutsche Meister Heidenheim Heideköpfe und die Stuttgart Reds. Im American Football gewannen die Schwäbisch Hall Unicorns 2011, 2012, 2017, 2018 und 2022 den German Bowl. Außerdem spielen in der German Football League die Ravensburg Razorbacks und die Pforzheim Wilddogs. Die Stuttgart Surge spielen in der europäischen Footballliga European League of Football (ELF). Heidelberg ist neben Hannover das Zentrum des Rugbysports in Deutschland. Die dortigen Vereine Heidelberger RK, RG Heidelberg und SC Neuenheim holten in der Bundesliga insgesamt 18 deutsche Meisterschaften. Im Schach gewann die OSG Baden-Baden von 2006 bis 2023 – in jeder Saison außer 2015/16 – 16-mal die deutsche Meisterschaft. In der Bundesliga ist Baden-Württemberg außerdem mit den SF Deizisau vertreten. Pferderennen werden seit 1858 auf dem Rennplatz Iffezheim bei Baden-Baden ausgetragen.

## Bildung

### Schulen
In Baden wurde mit dem Mannheimer Schulsystem der Vorläufer des modernen Schulsystems entwickelt. Heute folgt in Baden-Württemberg nach der vierjährigen Grundschule ein vielgliedriges Schulsystem mit Hauptschule und Werkrealschule, Realschule, Gymnasium und Gemeinschaftsschule. Schüler mit und ohne Behinderung werden gemeinsam erzogen und unterrichtet (inklusive Pädagogik). Die sonderpädagogische Beratung, Unterstützung und Bildung findet in den allgemeinen Schulen statt, soweit Schüler mit Anspruch auf ein entsprechendes Bildungsangebot kein sonderpädagogisches Bildungs- und Beratungszentrum besuchen. In ganz Baden-Württemberg gibt es lediglich drei integrierte Gesamtschulen in Freiburg, Heidelberg und Mannheim, die als Schulen besonderer Art im Schulgesetz für Baden-Württemberg eine Sondergenehmigung erhalten haben.
Des Weiteren führt Baden-Württemberg als einziges Land in Deutschland die besondere Form des „sechsjährigen Wirtschaftsgymnasiums“, welches das bundesweit einzige berufliche Gymnasium ist, das bereits mit der gymnasialen Mittelstufe beginnt. Der Besuch beginnt in der achten Klassenstufe und endet in Jahrgangsstufe 13 mit der allgemeinen Hochschulreife. Nach dem Regierungswechsel 2011 führte die Landesregierung (Kabinett Kretschmann I) als neue Schulform in Baden-Württemberg die Gemeinschaftsschule ein, die meist aus ehemaligen Hauptschulen (bzw. Werkrealschulen), vereinzelt auch aus Realschulen gebildet wurden. Zum Schuljahr 2013/14 gab es 129 Gemeinschaftsschulen im Land, weitere 81 folgen 2014.

### Hochschulen

Siegel der Ruprecht-Karls-Universität Heidelberg

Baden-Württemberg verfolgt eine dezentrale Bildungs-, Hochschul- und Forschungsinfrastruktur. Die Hochschulen sind über das ganze Land verteilt. Insgesamt liegen über ein Viertel aller Hochschulstandorte im ländlichen Raum.
In Baden-Württemberg gibt es neun staatliche Universitäten, sechs pädagogische Hochschulen (Universitäten gleichgestellt) sowie die private Zeppelin-Universität und 73 staatliche und private Hochschulen.
Die baden-württembergischen Hochschulen gehören zu den renommiertesten in Deutschland. In einer Hochschulplatzierung des Magazins Focus (2005) wurden sechs baden-württembergische Universitäten unter die besten zehn eingestuft. In Heidelberg befindet sich die älteste Universität in Deutschland; außerdem gibt es noch Universitäten in Freiburg, Konstanz, Mannheim, Stuttgart, Tübingen, Stuttgart-Hohenheim, Ulm, in Nachfolge der Universität Karlsruhe das Karlsruher Institut für Technologie sowie die private Zeppelin-Universität in Friedrichshafen. 2006 wurde die ehemalige Universität Karlsruhe bei der Exzellenzinitiative des Bundes und der Länder als eine von bundesweit drei zu fördernden Universitäten mit „Zukunftskonzepten“ ausgewählt. In der zweiten Runde der Exzellenzinitiative folgten 2007 die Universitäten Heidelberg, Konstanz und Freiburg als zu fördernde Hochschulen nach, sodass zeitweise vier von insgesamt neun der durch die Exzellenzinitiative in allen drei Förderlinien geförderten deutschen Universitäten in Baden-Württemberg lagen. Im Zuge der dritten Runde der Exzellenzinitiative im Jahr 2012 verloren das Karlsruher Institut für Technologie und die Universität Freiburg diesen Status, während die Universität Tübingen erstmals diese Auszeichnung erlangte. Im Jahr 2019 konnten vier baden-württembergische Universitäten im Rahmen der Exzellenzstrategie des Bundes und der Länder den Titel „Exzellenzuniversität“ erringen (welcher insgesamt elf Mal vergeben wurde) und somit deutlich mehr als in jedem anderen Bundesland. Bei den ausgezeichneten Universitäten handelt es sich um die Universität Heidelberg, das Karlsruher Institut für Technologie, die Universität Konstanz und die Universität Tübingen. Zwei weitere – die Universitäten in Freiburg und Stuttgart – erreichten darüber hinaus das Finale der Exzellenzstrategie.
Die staatlichen Fachhochschulen tragen in Baden-Württemberg seit 2006 den Titel Hochschule. Seit 2022 gehören diese Hochschulen dem Promotionsverband der Hochschulen für angewandte Wissenschaften Baden-Württemberg an, der das Promotionsrecht besitzt. Neben einer Vielzahl von weiteren Hochschulen, wie Kunst- und Musikhochschulen oder pädagogischen Hochschulen wird der tertiäre Bildungsbereich durch die Duale Hochschule Baden-Württemberg ergänzt. Bundesweit einzigartig ist die Popakademie Baden-Württemberg. In Ludwigsburg befindet sich die renommierte Filmakademie Baden-Württemberg.

## Dokumentarfilm
- Christian Drewing, Andreas Köller: Baden gegen Württemberg – Männer, Macht und Frauenfunk. Doku-Fiktion über die Geschichte der Gründung Baden-Württembergs vor 70 Jahren, 90 min. In: Eikon Film. Eikon Gesellschaft für Fernsehen und Film mbH, April 2022 (siehe archivierter Link von YouTube).